# 흥선대원군

금관조복을 입은 흥선대원군 (1869년) (보물 제1499-2호)

흥선대원군(興宣大院君, 1821년 1월 24일(1820년 음력 12월 21일) ~ 1898년 2월 22일(음력 2월 2일)은 조선 후기의 왕족이자 정치가, 대한제국의 추존왕이다.
본명은 이하응(李昰應)이다. 부인은 여흥부대부인 민씨이다. 남연군(원래는 인평대군의 6대손이나 후에 양자 입적)과 군부인 민씨의 넷째 아들이며, 대한제국 고종 황제의 부친이다. 영향력이 있었던 풍양 조씨 세도 집안과 양주 조씨 고급 관료 집안, 신 안동 김씨 세도 집안에게 각기 서예(붓글씨)를 써서 바치고 서화(그림) 등을 그려다가 바쳐 보신책을 강구한 그는 1864년 1월 21일 어린 고종을 대신하여 국정을 이끌었으며, 안으로는 유교의 위민정치를 내세워 전제왕권의 재확립을 위한 정책을 과단성 있게 추진하였고 :343, 밖으로는 개항을 요구하는 서구 열강의 침략적 자세에 대하여 척왜강경정책으로 대응하였다. :343
또한 서원을 철폐하고 정리해 양반·기득권 토호들의 민폐와 노론의 일당 독재를 타도하고 남인과 북인을 채용하였으며, 동학과 천주교를 탄압, 박해하였다. 1864년 1월부터 1873년 11월까지 조선의 국정을 이끌었다. 직접 며느리 명성 황후를 간택하였으나, 도리어 명성황후에 의해 권좌에서 축출되었다. 1873년 11월 명성황후와 유학자 및 (신)안동 김씨, 풍양 조씨, 여흥 민씨 등에 의해 축출된 이후 명성 황후와 권력투쟁을 벌였다. 일본인과 결탁하여 며느리 명성황후의 암살을 기도한 것으로 전해진다. 유길준에 따르면 흥선대원군은 차라리 명성황후를 제거해 달라고 일본 공사관에 수시로 부탁했다고 한다.
명성황후와 민씨 일족 및 고종을 폐출하고 완흥군, 이재선 등을 조선 군주로 옹립하려는 쿠데타를 기도했으나 실패하였다. 이후 손자 영선군 이준용을 왕위에 앉히기 위해 여러 번 정변을 기도하였으나 모두 실패했다. 을미사변을 주도한 조선인 주요 협력자의 한 사람이기도 하다. 통상 수교 거부 정책과 천주교도 대량 학살, 무리한 경복궁 중건, 일본에 명성황후의 제거를 청탁한 점 등은 논란의 대상이 되고 있다.
한성 출신으로 자는 시백(時伯), 호는 석파(石坡)·해동거사(海東居士)이며, 본관은 전주(全州)이다. 1907년 10월 1일 대원왕(大院王)으로 추봉되었고 헌의(獻懿)를 시호로 받아 흥선헌의대원왕(興宣獻懿大院王)이 되었다.

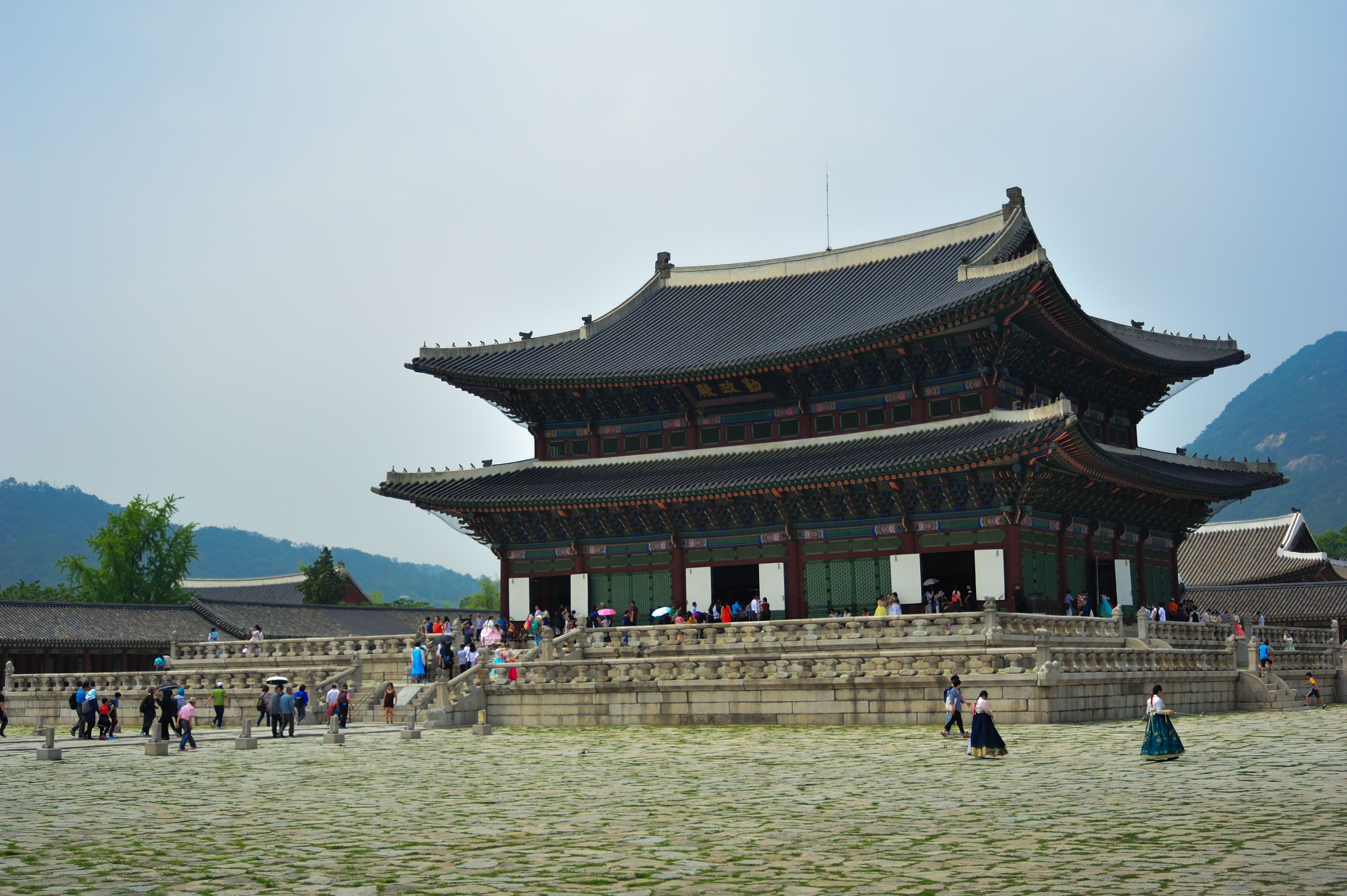
흥선대원군이 중건한 조선의 정궁 경복궁(景福宮)의 근정전(勤政殿).

## 생애

### 생애 초기

#### 출생
흥선대원군 이하응은 한성부 북부 안국방 소안동계(지금의 서울특별시 종로구 안국동) 안동궁에서 출생하였다. 아버지 남연군은 본래 인조의 넷째 아들 인평대군의 6대손 진사 증 의정부영의정 이병원의 둘째 아들이었으나 후사가 없이 사망한 은신군의 양자로 입양되어 남연군의 작위를 받았다. 어머니 여흥민씨는 인현왕후의 큰아버지인 노봉 민정중의 4대손 선공감가감역 증 의정부우의정 민경혁의 딸이었다. 흥선헌의대원왕신도비명과 흥선대원군묘지명에 의하면 그가 태어나기 전 어머니 여흥군부인 여흥민씨의 꿈에 신선이 동자 하나를 데려와 그에게 주며 잘 기르라 부탁하는 꿈을 꾸고 그를 잉태했다 한다. 

#### 추사 김정희 문하에서 수학
8세에 맏형 흥녕군 이창응의 사망에 이어 12세에 어머니 여흥군부인 여흥 민씨를 여의고 불우한 환경에서 자랐으나, 아버지 남연군으로부터 한학을 배웠고 인척인 인연으로 추사 김정희의 문하에 들어가 글과 그림을 수학하기도 했다. 후일 그가 난초나 매화, 대나무 등 사군자 그림, 특히 난초 그림으로 유명한 석파란 등을 그린 것은 모두 김정희에게서 배운 미술로 인한 것이었다. 17세 때에는 아버지 남연군을 여의었다. 소년 이하응은 삼년상을 마치고 풍수가들이 길지라 일컬은 충청남도 예산군 가야산 중턱의 석탑(石塔) 자리인 현재의 위치로 이장되었다.
일찍 고아가 되었으나 13세에 외가의 먼 일족인 여흥부대부인 민씨와 결혼하였다. 여흥부대부인은 흥선대원군의 외6대조 민정중의 동생 여양부원군 민유중의 5대손 민치구의 딸이다. 여흥부대부인에게서는 딸 1명과 장남 완흥군 이재면, 차남 재황(왕으로 즉위)이 태어난다. 그밖에 소실 계성월에게서는 완은군 이재선과 서녀로 우봉 이씨 이윤용에게 출가한 딸 1명을 더 얻는다.
그밖에 기녀 출신으로 오래 그를 시중든 추선(1885년 사망)과 평민 출신으로 서씨 성을 가진 첩(1914년 1월 7일 사망)이 더 있었다.

#### 청년기
1834년(순조 34년) 흥선부정(興宣副正)에 봉작되고 자신대부(資信大夫)의 품계를 받았다. 1835년 보신대부(保信大夫)로 승진, 1836년에는 동몽교관에 임명되었다. 1841년 (헌종 7년) 창의대부(彰義大夫)로 승진한 뒤 흥선정(興宣正)에 봉작되고, 흥선도정(興宣都正)을 거쳐 1843년(헌종 9년) 흥선군(興宣君)에 봉해지고, 효현왕후(孝顯王后)의 국상 때 수릉관(守陵官)으로 참여하여 소의대부(昭義大夫)로 승진한 뒤 다시 중의대부(中義大夫)로 승진하였다. 1844년(헌종 10) 승헌대부(承憲大夫)와 숭헌대부(崇憲大夫)로 승진했다가 같은 해 다시 가덕대부(嘉德大夫)로 승진했다. 1845년 의덕대부(宜德大夫)로 승진했다가 같은 해 다시 흥록대부(興祿大夫)로 승진했다. 1846년 수릉)(綏陵)의 이장 때 수릉천장도감(緩陵遷葬都監)의 대존관(代尊官), 수빈관(守殯官)이 된 후 도감(都監)에 참여한 공로로 가자(加資)되었으며, 현록대부(顯祿大夫)가 되었다가 다시 숭록대부(崇祿大夫)에 임명되었다. 이후 비변사당상을 거쳐 1847년(헌종 13년) 청나라에 파견되는 동지사(冬至使)로 선발되었지만 가지 않았고, 같은 해 종친부 유사당상(有司堂上)이 되었다. 그해 청나라에 동지사가 파견될 때 주원(厨院) 제조 겸 전의서, 사포서, 전설서, 조지서 제조에 겸임 임명된 뒤 동지사의 수행원으로 베이징을 다녀왔다. 그해 다시 종친부 유사 당상(有司堂上), 오위도총부 도총관이 되었다.
1847년 종친부(宗親府)를 실질적으로 운영하는 직책인 유사당상(有司堂上)으로 재직할 때, 선파인(璿派人·전주 이씨 중에서 왕실에서 갈려 나온 파에 속한 사람들)에 대한 신역 면제를 관장하는 등 종친부의 권한 확대를 추진하였다. 종친부의 권한확대를 위해 흥선군은 당시의 세도가인 안동 김씨 세력과 정치적 거래를 시도하였다. 종친부 유사당상 재직 중 그는 왕실의 족보 편찬을 종친부에서 간행할 수 있도록 추진하였다.

### 청년 시절

#### 청년기
생계를 유지하기 어려웠던 흥선군은 난과 그림을 그려 양반가에 매각하며 생계를 유지하기도 했다. 난을 잘 치기로 유명하였으나 석파란으로 알려진 난초화를 계속 그리자 그의 난초값은 하락했다. 일각에서는 그가 다른사람을 고용해 난을 그린 뒤 자신의 낙관을 찍는다는 소문도 유포되기도 했다. 심의면 등은 흥선군을 궁도령이라 부르며 조롱하였는데, 이 일로 고종 즉위 후 불이익이 가해졌다. 이때 그를 보필하던 인물은 김병학과 김병국 형제로 이들은 안동김씨이지만 대원군 집정 후 불이익을 면하게 되었다
판소리 서편제의 대가인 판소리 달인 박유전도 흥선군과 가깝게 지냈다. 후일 박유전은 흥선군이 집정이 되자 특별히 무과에 급제하게 된다. 그러나 고종 친정 후 명성황후 일파의 보복을 피해 호남에 숨어 살았다. 그 뒤 1895년 흥선대원군이 다시 권력을 잡자 한양으로 올라왔다가 1910년 한일 합방 후 그는 나라 잃은 가객이 노래 부를 수 없다며 전라도 어느 땅에 칩거하다가 겨울에 굶어죽었다 한다.
이후 사복시 제조, 오위도총부 도총관 등을 지냈다. 1853년(철종 4년)에는 궁궐에 무상으로 출입하지 않는다 하여 칭찬을 듣기도 했다. 그러나 왕족들은 안동 김씨의 세도정치 밑에서 불우한 생활을 하였고, 청년기의 이하응은 세도정치하에서 그들의 주목을 피하기 위해, 고의로 시정의 무뢰한들과 어울려 난행을 일삼으며 생활했다. 투전에 가담하기도 했고 세도 가문의 잔칫집을 찾아다니며 걸식도 서슴지 않았다. 소설가 김동인은 《운현궁의 봄》에서 당시 흥선대원군의 모습에 대해 겉모습은 술에 취해서 사는 모습이지만, 실제로는 대장부로서의 기개가 있었다고 묘사했다. 그는 식은 전조각에다가 침을 뱉어 내던지면 그것을 얼른 주워 도포 자락에 닦아 크게 웃으며 게걸스럽게 먹어대는 모욕까지도 감수했다고 한다. 그러나 풍수지리를 굳게 믿어 아버지 남연군(南延君) 묘를 충남 예산으로 옮기고 때를 기다리기도 하였다.
그의 가난하고 빈궁한 생활에 안동김씨 세도가는 그를 멸시했고, 사영 김병기는 노골적으로 그를 무시하였다. 사영 김병기 외에도 안동김씨 집안의 문객으로 출입하던 심의면, 안동김씨 세도가문과 적당히 거리를 두던 문신 출신 천문학자 남병철은 대놓고 흥선군을 멸시했다. 이 중 심의면에게 앙심을 품은 흥선군은 1863년 음력 12월 집권하자마자 심의면의 벼슬을 해임해버린다.
윤효정에 의하면 그는 이용은에게 면박을 당하고는 오랫동안 그에게 앙심을 품었다 한다. 어느 대감 집의 연회에서 이용은을 만났다. 이용은은 큰 소리로 흥선군을 나무랐다. 이용은은 그에게 '종실의 군이라고 하는 사람은 능묘에 제사를 지내는 일에나 연고가 있을 것이고, 궁중에 조용히 머무르며 그 체면을 유지해야 할 것이오. 그런데 대감은 어째서 집에 머무는 날 없이 그리도 함부로 날뛰면서 돌아다니시오? 다시는 양반 재상 집에 출입하지 마시오."라 하였다.
호된 질책에 흥선군은 얼굴을 붉히며 아무 대꾸도 하지 못했다. 그러나 마음속으로는 자신을 욕한 이용은을 미워해 마음에 새겨두었다.
윤효정은 흥선군이 김병기에게 청탁을 했다 한다. 흥선군은 일부러 김병기를 찾아가 아들 이재면의 문과 합격을 청탁했는데, 김병기는 마음 속으로는 몰지각함과 비열함을 비웃으며 한마디 대꾸도 하지 않았다 한다. 흥선군은 똑같이 김병기의 외조카 남병철에게도 똑같이 아들의 등과 합격을 청탁하니, 남병철은 몹시 분개했다. 왕실의 금지옥엽인데, 이렇게 초라해진 형편으로 아들의 등과를 청탁하니 이렇게 어리석을 데가 어디 있겠느냐는 것이었다. 그런데 박제형의 근세조선정감에는 흥선군을 대놓고 멸시하던 인물의 한 사람으로 남병철을 지목했다.
한때 김병기는 흥선군의 의도를 의심해서 왕의 자리를 제안했다. 그러나 흥선군은 장남의 과거 합격 자리를 달라고 천연덕스럽게 청탁했다.
흥선군의 집권 전 가난하고 불우한 처지였던 것은 김동인 등 여러 작가들에게 영감을 주었다. 그러나 반론도 있다. 그가 일반적으로 알려진 것처럼 파락호가 되어 찌그러진 갓을 쓰고, 시장터나 돌아다니며 민중과 어울려 살지는 않았다. 단지 인간관계가 넓었을 뿐이라는 것이다.

### 집권 직전

#### 관료 생활
이후 사복시 제조, 오위도총부 도총관 등을 지냈다. 1853년(철종 4년)에는 궁궐에 무상으로 출입하지 않는다 하여 칭찬을 듣기도 했다. 그러나 왕족들은 안동 김씨의 세도정치 밑에서 불우한 생활을 하였다. 풍수지리를 굳게 믿어 아버지 남연군(南延君) 묘를 충남 예산으로 옮기고 때를 기다리기도 하였다.
흥선군은 난과 그림을 그려 양반가에 매각하기도 하였다. 난을 잘 치기로 유명하였으나 석파란으로 알려진 난초화를 계속 그리자 그의 난초값은 하락했다. 흥선군의 집은 뒤에 덕성여대가 들어선 곳 근처의 큰 기와집이었다. 따라서 그의 가계는 어느정도 부유했을 것으로 보기도 한다. 그가 전 국민의 0.1% 안에 드는 부자였음을 증명한다는 시각 :282까지도 있다. 충청도 화양동의 만동묘에 갔을 때는 그를 따라온 사람들이 그를 부액(부축)하려 하자 화양동 서원의 한 유사가 그것을 말리며 나무라 하였다.
다른 안동김씨 인물들은 흥선군을 구박하거나 쫓아냈지만 김좌근은 쫓아내지 않고 귀찮아하거나 약간의 돈을 주어 내보냈다. 생계가 궁했던 흥선군은 매란국죽 등을 그려서 양반 사대부가와 중인가문, 역관 등에게 팔았는데, 중인과 역관들을 통해 석파란의 명성이 청나라와 일본에도 알려졌다.
한편 대원군은 이호준과도 교분을 쌓게 되었다. 이호준은 첩에게만 아들 이윤용이 있었고 정실부인에게는 아들이 없었으므로 이완용을 양자로 맞이하였다. 흥선군은 이들 형제를 신임하여 이윤용에게 자신의 첩이 낳은 서녀를 시집보내 사위로 삼았다. 훗날 이완용·이윤용 형제는 친일파가 되는데, 그 빌미를 흥선군이 만들어준 셈이었다. 흥선군은 이호준을 통해 조성하와 그의 사촌동생 조영하와도 접촉하였는데, 조성하와 조영하는 이하전이 사사된 후 왕위계승감을 찾지 못하던 조대비에게 그를 소개하고, 흥선군은 그들을 통해 종친이라는 명분으로 조대비에게 접근하게 된다.
그는 숨은 능력을 감추기는커녕 자신의 능력을 증명하기 위해 노력하며 살았다. :282 비록 실권이 없는 명예직이기는 하지만 그는 왕족에게 주는 관직을 계속 맡았다. 왕족이 맡는 관직 중에서 유일하게 실무가 있는 관청이 왕족들의 문제를 처리하는 종친부인데, 대원군은 1847년부터 계속해서 종친부의 유사당상을 지냈다. :282

#### 세력 포섭
철종이 언제 사망할까 불확실하므로 흥선군은 궁중의 환관과 궁녀를 포섭해서 정보를 알아냈고 :283, 조대비에게 접근해서 자신의 아들을 양자로 주겠다고 약속하여 동맹을 형성했다. 사돈인 이호준을 통해 조성하, 조영하와도 가깝게 지냈다.
흥선군은 안동 김씨 가문에도 자신의 세력을 만들기도 했다. :283 안동 김씨 문중에 반감을 가졌으면서도 일부 안동 김씨 인사들을 자신의 편으로 끌어들이기까지 했다. 안동 김씨 문중에서 흥선군과 줄이 닿은 사람은 김병학과 김병국 집안이었다. :283 매천야록에 의하면 김병학은 자기 딸을 고종의 비로 삼기로 흥선군과 밀약을 맺었다 :283고도 한다.
철종이 후사없이 앓게 되면서 후사 논의가 진행됐고, 그 중 김홍근은 흥선군을 추대하자는 주장도 했다. :284 흥선군이 어리석은 인물이라는 계산에서였으나, 그의 파락호 행실과 그의 나이 등 여러 가지 조건에 걸려 반대에 부딛쳐 묵살당하였다.
김병기는 그에게 야심이 있는가를 시험하려 하였으나, 그는 일부러 어리석음을 가장하여 그에게 장남 이재면의 관직을 청탁하기도 했다. 그러나 1886년(고종 23) 박제형이 쓴 근세조선정감(近世朝鮮政鑑)에 의하면 흥선군은 아들 이재면을 과거에 급제시키려고 자기 집 재물을 저당잡혀 일부러 잔치를 벌였으나 실패했다고 한다. 박제형에 의하면 "흥선군의 맏아들 이재면은 똑똑하지 못했다. 흥선군은 그 아들을 과거에 급제시키고자 했으나 꾀를 낼 수가 없었고 기회도 좀처럼 오지 않았다. 그런데 자신의 생일을 며칠 앞두고 부인 민씨(閔氏)와 작전을 꾸몄다. 그래서 비녀와 옷가지를 전당 잡혀 생일잔치를 차리되 기생과 악단까지 부르기로 했다"는 것이다.
김병기는 이하전 사사와 이세보의 유배 이후 흥선군이 신정왕후와 오랫동안 만났다는 것을 눈치채고 흥선군에게 왕위 계승권을 보장하겠다고 제안하였다. 김병기는 흥선군을 멸시하면서도 그를 의심했다. 그러나 흥선군은 끝까지 바보행세를 하며, 장남 이재면이 부족한데 관직이나 알아봐 달라고 부탁했다.
그는 고의로 파락호 생활을 하며 천하장안으로 알려진 천희연, 하정일, 안필주, 장순규 등을 측근으로 삼아 가까이 했으며, 이상지, 이경하 등도 포섭하여 측근으로 삼았다. 하지만 그는 왕실의 족보 편찬 사업 등에도 적극 참여하였다. 흥선군만이 왕실 족보상 왕위 계승에 가장 근접한 인물은 아니었기에, 왕위를 계승하려면 능력을 보여야 했고, 정치적 작업도 해둘 필요가 있었다. :281 그러나 철종 말년, 도정궁 이하전이 계속 탄핵당하다가 1862년 제주도에 위리안치된 뒤 사사당하고, 얼마 후 경평군 이승응(景平君 李昇應)도 탐학했다는 이유로 유배되었다. 이때 종실들은 죽음에서 면하지 못할까봐 전전긍긍했고, 흥선군은 더욱 몸조심을 했다.

### 생애 중기

#### 집권 직전
철종이 병석에 눕고 나서 누가 차기 대권을 잇느냐가 화제가 되었다. 김좌근과 김흥근은 철종이 병석에 눕자 만나서 비밀리에 숙의했다. 김좌근과 김흥근이 내린 결론은 "만일 흥선군이 대원군이라는 위치를 믿고 국정에 간섭해서 그 위세로 나라의 법을 변경하면 이 일을 감히 누가 막을 자가 있겠소? 그리 되면 나라는 불안한 상황 속에서 종묘사직에 위험이 미칠 것이다."라는 것이다. 윤효정은 흥선대원군의 섭정을 놓고, 그들의 예상대로 됐다고 보았다.
그러나 그들의 합리적인 반대 이유는 묵살되었다.
윤효정은 이를 두고 김좌근과 김흥근 두 정승의 통찰력과 먼 훗날을 염려하는 마음이라 평했다. 그러나 흥선대원군은 둘의 만남을 전해듣고 앙심을 품게 된다.
다른 이들은 흥선군이 어리석은 인물이며 그가 집권할 것이라고 생각하지 않았다. 그러나 흥선군에게는 아들들이 있었고, 그의 아들들은 그와 다른 사람이었다. 결국 김흥근은 차라리 흥선군을 왕으로 추대하자는 제안을 하기도 했다.

#### 제1차 집권기 초반

##### 고종의 즉위 전후
철종이 후사 없이 죽자 후사 결정권을 가지고 있던 조대비와 밀계(密計)가 있어 자신의 차남인 명복(이재황)을 익종의 양자로 삼아 익성군(翼成君)으로 봉하고, 익종의 양자 자격으로 즉위시킨 뒤 자신은 대원군(大院君)이 되어 정책 결정권을 부여받았다.
1864년 1월 16일 아들인 고종이 즉위하자 조대비가 수렴청정을 하였으나 곧 흥선대원군에게 고종을 보필하라며 형식상으로 수렴청정을 행하니 이때부터 흥선대원군이 집권하기 시작하였다. 흥선대원군은 안동 김씨 일문을 축출하고 문벌과 사색당파를 배제한 인사등용을 하였으며, 영의정에 조두순, 좌의정에 김병학, 훈련대장 겸 포도대장에 이경하를 임명했다. 한편 집권 후 안동 김씨의 영수격이며 순원왕후의 동기간인 영의정 김좌근이 사임하였다. 1864년 판서와 좌찬성을 역임한 김병기는 광주부유수로 좌천되었다. :287 이후 김병기 등 일부 안동 김씨 세력을 축출하기도 했지만, 안동 김씨를 중심으로 한 권력층의 명문 양반가를 일부 포섭하면서 조대비와의 동맹관계 및 김병학, 김병국 등 안동 김씨 일부 세력의 지원을 받아 권력을 장악할 수 있었다.
그러나 김좌근과 김병기는 그가 집정하는 데 반대했다. 그러나 조대비는 김좌근 등의 반발을 무릎쓰고 흥선군의 정치 참여를 공식화했다. :284 명목상은 조대비가 수렴청정, 곧 섭정을 하지만, 실제로는 흥선군이 권력의 일선에 등장하였다. :284

##### 인사 개혁 단행

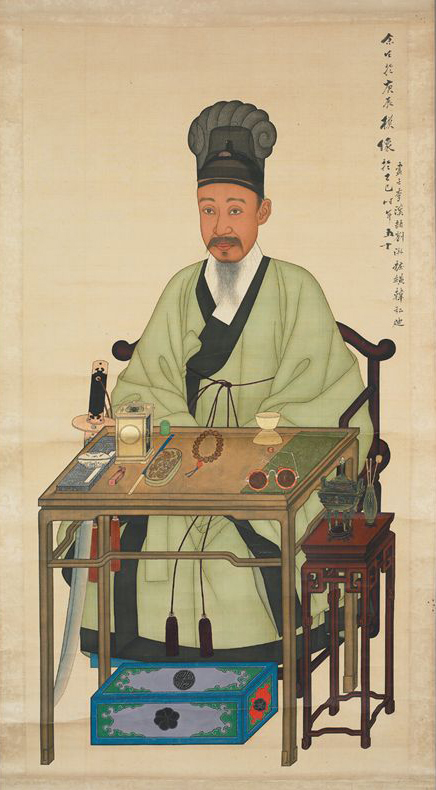
흥선대원군, 1869년

조선 500년의 금기를 깨고 종친들을 요직에 등용하였으며, 서얼의 관직 진출도 확대했다. 정조 사후 확정된 노론의 일당 독재도 깨트리고, 소외되어 있던 다른 당파를 이전보다 고르게 등용했다. :296 특히 그는 1801년 이후 요직에 오르지 못한 남인계 인사를 중용했다. 서애 류성룡의 후손인 남인 류후조를 발탁하는 등의 파격 인사를 단행한다.
그는 어린 고종을 대신하여 집정하며 안으로는 유교의 위민정치를 내세워 전제왕권의 재확립을 위한 정책을 추진해 나갔다. :343또한 그동안 세도를 누려온 안동 김씨 일족들을 대부분 몰아내고, 파벌과 신분의 귀천을 가리지 않고 역량에 따라 인재를 등용하는 인사 행정을 펴나가려 노력했다. :343 대원군은 타락하고 훼손된 낡은 왕조를 재가동시키고자 했지만, 왕조에 새로운 틀이 필요하다는 생각은 하지 않았다. :297
한편 김좌근 등은 그에게 왕의 아버지로서 대군의 예에 준하는 예우를 한 뒤 정치참여는 불가하게 하였으나, 흥선군 스스로 정승들이 타는 사인교를 타고 예우는 받지 않겠다고 함으로써 실무정치에 참여하게 되었다. 공식 호칭은 대원군으로 최초로 살아있는 대원군이므로 존봉 문제를 놓고 논란이 있었다. 사적인 호칭으로는 대원위대감(大院位大監), 대원위합하(閤下) 등으로 불리게 되었다.
그는 고종이 즉위하자마자 왕의 교서 대신 '대원위분부'라고 시작하는 공문을 전국에 발송하기 시작했다. :285 그는 집권 전에 화양동 서원에 갔다가 모욕당한 일을 기억하던 흥선대원군은 자신을 모욕한 화양동 서원 유사를 잡아 죽였다. 이때 화양동서원의 고지기를 불러 "내가 지금 화양동 서원에 가도 부액을 못하게 하겠느냐?"고 추궁하였으나 고지기는 그자리에 다시 와도 그렇게 하겠다고 답했다. 대원군은 그 고지식한 고지기는 살려주었다.

##### 명성 황후 민씨의 왕비 간택
한편 안동 김씨가문에 빼앗겼던 세력을 되찾아오고자 했던 조대비는 고종의 비를 자신의 친정 일가인 조면호의 딸로 정할 계획을 세웠다. 그러나 이 역시 흥선대원군의 반대로 취소해야 했다.
1865년 대원군은 왕비 간택을 시도한다. 그 중 민치록의 딸 민자영이 최종간택되었다. 그가 명성 황후를 간택한 배경에 대한 설은 두 가지가 전해진다.
'첫째는 대원군이 사람을 보는 눈이 보통이 아닌데 명성 황후의 본성을 깨닫지 못했을 리가 없다는 것이다. 장차 자신의 최대의 정적이 될 것이 틀림없으나, 그래도 가장 중요하게 여긴 가족관계에 있어서 민규수만한 후보가 없었기 때문에, 설마 장차 자기를 없애려고 들기야 하겠느냐 하는 생각으로 눈감고 왕비로 간택했다는 설이다. 두 번째는 사실 당시에는 명성 황후가 대원군이 만족해할만 한 아주 얌전한 규수였다는 것이다. 그 밖에 부인 여흥부대부인이 적극 추천했다는 주장도 있다. 윤승운 화백이 2000년 어린이 잡지 생각쟁이에 연재한 역사만화에 의하면 대원군은 명성 황후를 보고는 호랑이같은 기개에 놀랐다고 알려져 있다. 정치적으로 야망이 큰 인물임을 한 눈에 알아본 것.

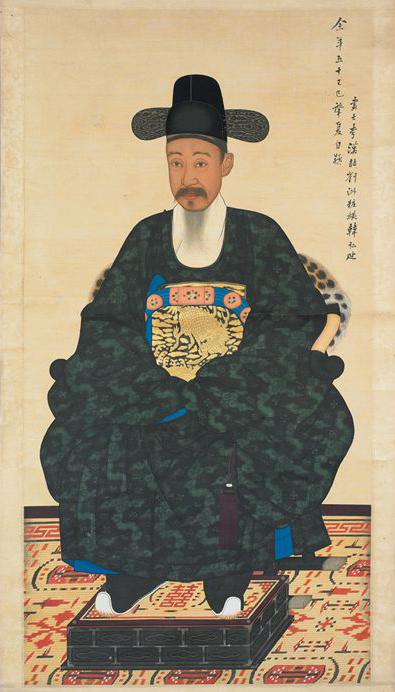
흥선대원군, 관복 차림, 1869년

안동 김씨와 풍양 조씨의 세도를 두려워한 그는 일부러 아버지도 없고 형제나 혈육이 없는 민자영 규수를 최종 왕비로 낙점했다.
이렇게 해서 왕비가 된 명성황후였으나 처음 중전이 됐을 때의 명성황후는 첫인상 그대로 얌전하고 온순한 중전이었으나, 명성황후가 대원군을 미워하기 시작한 것은 1868년(고종 5년)에 궁인 이씨가 완화군을 낳았을 때부터라고 한다. 고종 3년, 궁인 이씨가 고종의 첫아들인 완화군을 낳았을 때 대원군은 도에 넘칠 정도로 몹시 기뻐했고, 이로써 종묘사직이 더욱 튼튼해졌다고 하며 고종에게 기쁨을 털어놓았는데, 그때 옆에 있던 명성황후를 거의 무시할 정도였다고 한다.
그 후에 명성 황후가 원자를 낳았으나 생후 수일만에 죽자, 명성 황후는 임신 중에 대원군이 보낸 산삼을 너무 많이 달여 먹었기 때문에 어린애가 죽었다고 할 정도였으니, 이 무렵의 명성황후가 대원군을 얼마나 싫어했는가를 짐작하고도 남는다.

#### 집권 중기
중국과 일본의 문호를 개방케 한 구미 열강은 한국에 대한 개항 압력을 점점 노골화하였으나 대원군은 이에 응하지 않고 쇄국정책으로 맞섰다. 1866년 평양에서 통상을 요구하면서 횡포를 부리던 미국 상선 제너럴셔먼호를 불태워 없앴고, 그 직후 프랑스(1866년 병인양요) 및 미국(1871년, 신미양요)과 강화도에서 각각 군사 분쟁이 일어났으나 대원군은 이들을 모두 물리치고 교섭은 중단되었다.(→조선의 대외 관계) 그리고, 대원군은 척화비를 세우도록 하였다.
한편 양요가 일어났을 때 한양에서 도주한 양반은 관리 임용에서 불이익을 주기도 하였다.
1869년 일본이 메이지 유신(1868년)과 대정봉환(1867년)를 알리는 국서를 보내왔으나 이 또한 거절하였다.
한편 증기선이었던 제너럴셔먼호 사건으로 말미암아 대동강에 가라앉았다는 말을 들은 흥선대원군은 그것을 건져다가 한강에 옮겨 연구하도록 지시했다. 증기선 복제 계획은 흥선대원군의 명으로 김기두 등 기술자를 시켜 국가의 경비 수십만 냥을 들이고, 조선 정부에서 보유한 동과 철을 거의 다 들여 1876년 무렵에 제너럴셔먼호와 똑같은 형태의 선박을 만드는 데 성공했고, 증기기관의 연료로는 목탄을 썼다. 그러나 배는 움직이지 않았고, 고친 뒤에도 아주 느리게 움직였다. 그러자 증기선을 만들든지 구하든지 하라는 상소가 빗발쳤다. 나름대로 구미의 신기술에 호기심이 있던 그는 격침당한 제네럴 셔먼 호의 증기 엔진을 선공감에 주어 그 원리를 이해해보도록 지시했으나 끝내 해독하지 못했다. 또한 서양 소총의 총탄을 화승총에 넣고 실험하게 하여 방탄복을 만들었는데, 솜을 압축하여 두껍게 갑옷을 만들기도 했다. 그러나 이때 개발한 압축한 솜을 겹겹이 넣은 이 방탄복은 오히려 신미양요 때 병사들이 불에 타죽는 원인이 된다. 한편 신미양요 당시 압축한 솜을 겹겹이 넣은 방탄복을 입었다가 불에 타죽은 병사들에 대해 당시 참전했던 미군 병사의 일기와 기록을 통해 전한다.

#### 개혁정책

##### 집권 초기
고종이 즉위하자 마자 불굴의 투지를 지닌 오만하고 개성이 강한 그는 왕의 교서 대신 '대원위분부'(大院位分付)라고 시작하는 공문을 전국에 발송하기 시작했다. :285
흥선대원군은 이경하(李景夏)를 신뢰하여 집권 직후 이경하를 포도대장으로 임명하기도 했다. 자신의 측근이던 천희연, 하정일, 안필주, 장순규 등 세칭 천하장안으로 불리던 인사들을 배치하여 정보 탐지 업무를 수행하게 하였고, 안기영 등을 신임하였다. 화서학파를 이룬 노론계열 인사 이항로 역시 대원군을 지지하였다. 그러나 이항로는 대원군의 서원철폐를 반대하다가, 철폐령 이후 대원군에 비판적인 입장으로 돌아섰고, 이항로의 제자 최익현은 민씨 척족과 손잡고 대원군 타도를 자임하게 된다.
자신의 집권을 도왔던 조성하와 조영하 역시 초기에는 신임하였으나 섭정을 겸하면서 조씨 일족을 요직에서 배제하여 소원해졌다. 이들 역시 민씨 척족과 손잡고 대원군 타도에 힘을 기울이게 된다. 또한 실학에 관심이 있었고, 노론 외에 노론 실학자와 남인, 소론과 300년간 정권에서 배제당한 북인계 인사들도 중용하여 거국내각을 구성하였다.
1863년 12월 김좌근과 안동김씨 척신들은 흥선대원군에게 대군에 준하는 예로써 가마를 타고 보국숭록대부 이상은 시생을 이하는 소인으로 칭한다 하여 대원군을 우대하되 현실정치에는 나서지 못하도록 제약을 하려 하였다. 그러나 흥선대원군은 특혜를 거부하고 일반 정승들이 타는 사인교를 타겠다고 고집하여, 정권불간섭을 전제로 한 우대를 거절하였다. 이후 그의 사저는 왕이 출생한 곳으로서 궁궐로 불리게 됨에 따라 운현궁으로 불리게 되었다.

##### 남인, 북인 중용
사색 당파를 가리지 않고 인재를 중용하였다. 안동 김씨와 풍양 조씨 일색이던 조정에 다른 노론계 인사들과 소론계 인사들을 배치하기 시작했고, 뒤이어 한 연회에서는 태산을 깎아 평지를 만들고 궁궐의 기둥을 세워 산보다 더 높이 하겠다고 선언, 이 뒤로 남인계 인사인 류후조와 북인계 인사들을 중용하기 시작했다.
남인과 북인을 등용하자 그의 지지세력이었던 이항로 등은 반발하였다. 또한 정도전에 대한 복권여론을 주도하고, 유종공종이라는 사액 현판을 내리기도 했다. 정몽주를 종주로 여기고 그 학통의 계승자를 자처하던 각지의 노론, 소론계 인사들은 처음의 노론, 소론인사 중용에 찬성하였으나, 남인, 북인도 중용하고 정도전에 대한 복권 의사를 피력하자 즉각 반발한다.

##### 관제 정비와 정군분리
고종의 즉위 교서에서 밝힌 바 ‘모두 더불어 유신(維新)을 단행’해야 한다는 요구와 조대비가 형식상의 수렴청정을 하며 흥선대원군에게 힘을 실어주자, 그는 곧바로 개혁에 착수한다. 그는 곧 시경 문왕편의 고사를 언급하며 함여유신(咸與維新)을 선언한다. 우선 세도정치로 인해 약해진 왕의 권위를 높이기 위해 경복궁을 중건하고, 당쟁의 원인이며 국가 재정에 피해를 주던 서원도 47개소만 남겨 두고 대폭 정리하였다.
서원 정리는 착취로 고통 받던 민중의 지지를 받았다. 당파(黨派)를 가리지 않고 인재를 고루 등용하였으며, 의정부의 기능을 부활시키고, 조선 후기의 상설 기관이던 비변사를 완전 폐지하고 삼군부를 두어 군사 업무를 맡게 하여 정권과 군권을 분리하는 등 군제를 개혁하였다. 대원군이 비변사를 폐지하고 의정부와 삼군부를 부활시키는 과정에서 안동 김씨 세력이 자연스럽게 퇴출당했다. 영의정 김좌근이 사직하고 판서를 역임한 김병기는 광주부유수로 좌천당했다. 김좌근의 후임으로는 조두순이 취임하였다 그러나 안동김씨 일가를 모두 퇴출시킨 것은 아니다. 대원군과 사돈 약속을 맺었다는 김병학, 김병국의 경우 안동 김씨들이 퇴출당하는 과정에서도 정승을 역임하는 등 그와의 밀월관계를 지속하였다.
의정부와 삼군부의 부활과 비변사의 유명무실화로 조선 중기 이후 군사와 행정기능이 한곳으로 집중된 것을 다시 분산시켰다.

##### 제도 개혁
법치 질서의 재정비를 위해서도 노력하였고, 세도정치의 혁파와 탐관오리 일소에 노력하였으며, 지방 토호들의 백성에 대한 학대를 엄금하였다. 또한 《대전회통》, 《육전조례(六典條例)》 , 《삼반예식(三班禮式)》, 《양전편고》, 《오례편고(五禮便攷)》 및 《종부조례(宗府條例)》 등의 법전을 편수하여 정치 기강을 확립하고 중앙 집권적인 국가 체제를 완비하려 했으며, 의복제도를 개량하는 등 사치를 엄금하였다. 1867년(고종 4년)에는 폐단이 많았던 환곡제도를 개혁하고 사창제를 실시하여 국가 재정 확보와 민심 안정을 꾀했다.
향리에 대한 통제도 강화하였고, 조세횡령자에 대한 처벌을 강화하고, 근무연한에 따라 서리들을 입역(立役)하게 했다. 지방관직에 대한 매관매직을 금지하였고, 유명무실화된 암행어사를 다시 파견하여 지방관들의 비리행위를 조사하였고, 지방관의 근무성적을 평가하여 행정의 중앙집권화를 추진했다.
반대세력의 억제를 방지하기 위해 수령의 구임(久任)을 강조하였고, 수령에 대한 고과(考課)를 엄격히 하고 수령 재임시의 부정을 살피기 위해 해유문기(解由文記)의 작성도 직접 보고받는 등 철저하게 실시했다.
5척 단신인 흥선대원군은 기강을 확립한다고 길게 늘어진 양반들의 도포 자락을 짧게 자르게 하였는데, 그 주된 이유는 도포 자락에 뇌물을 숨겨서 왕래한다고 해서였다. 긴 담뱃대도 대를 짧게 잘라 피우게 하였으며 긴 갓도 줄이는 등 의식 개혁운동을 시행하였다. 신복룡의 견해에 따르면, 대원군의 개혁정책은 우선 중화사상의 탈피와 이를 통한 자주 의지라는 점에서 높이 평가받을 수 있다고 지적한다. 둘째로 척신의 세도정치로 말미암아 약해진 왕권의 강화이며, 셋째로 안민과 국제적 공존을 위한 쇄국 정책을 높이 평가하였다. 한편 이러한 개혁정책은 홍경래의 난과 1862년 진주민란으로 피폐해진 민심의 환영을 받기도 했다.

##### 경복궁 중건

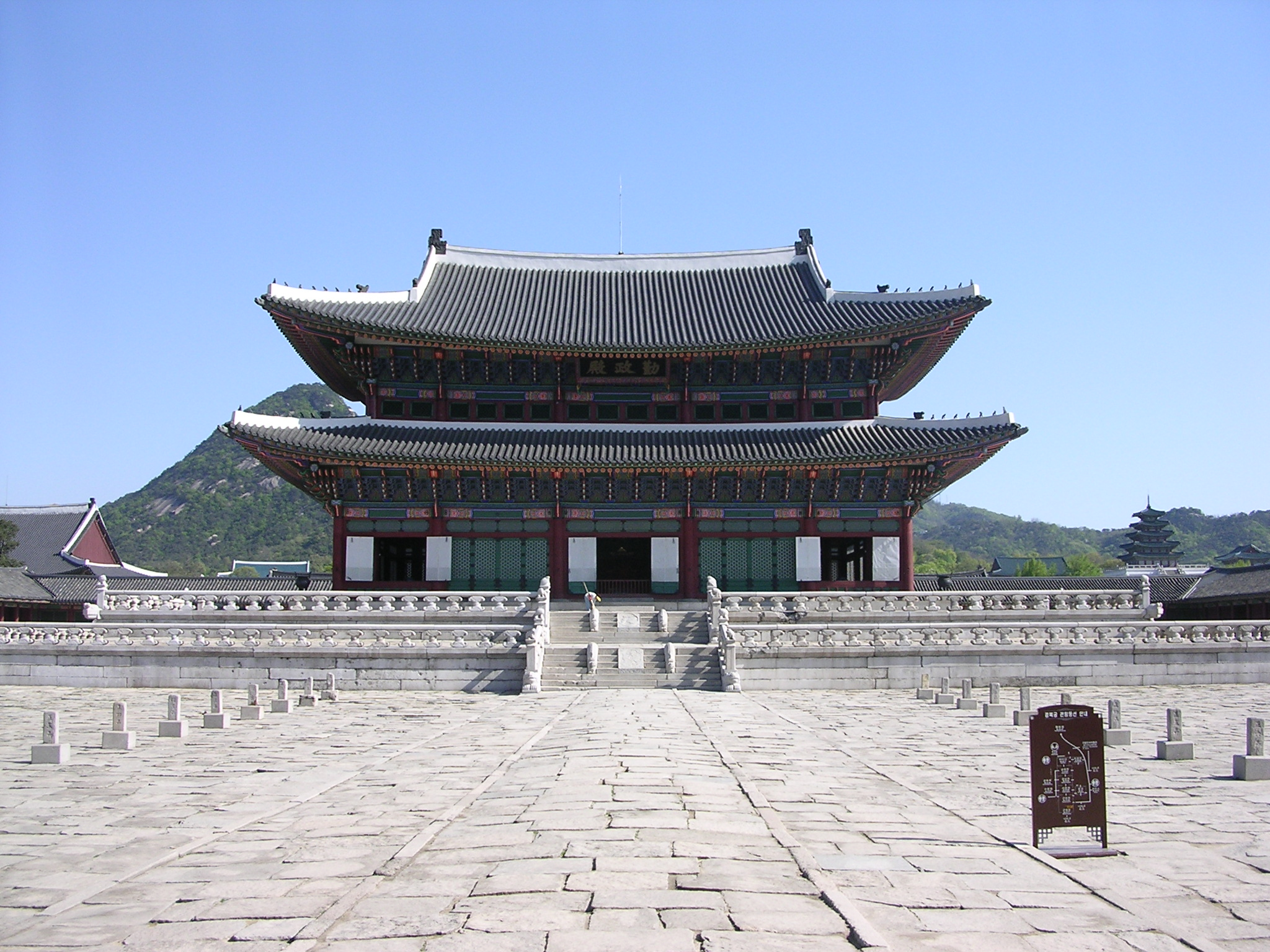
흥선대원군에 의해 중건된 경복궁 근정전의 모습

흥선대원군은 1865년 경복궁 중건을 하기 시작했다. 경복궁의 중건은 헌종 때 수리할 것을 계획했으나 재정이 모자라 그만두었다. 대원군은 선왕의 뜻을 계승한다는 구실을 내걸고 간언을 듣지 않고 공사를 서둘렀는데, 필요한 기금을 마련하고자 원납전을 강제 징수하였고, 대장군 이경하에게 감독을 맡기고 세금을 인상하였으며 결두세라는 특별 세금을 부과하고 장정들을 징집하여 매일 수만 명을 작업에 동원했다. 또한 춤꾼과 기녀를 모집하여 인부들을 위한 위문공연을 열었다.
경복궁을 중건하던 3월에 방화로 추정되는 불이 나 경복궁 중건에 쓸 재목이 모두 타버리자 사람들이 놀라 공사를 중지하자고 건의하였으나 대원군은 털끝만큼도 움직이지 않고 더욱더 재목을 채집할 것을 요구하여 공사를 독촉하였다. 그리고 원납전이라는 강제 기부금을 백성들에게 징수하고 도성 4대문을 통과할 때 통행료인 문세를 받았다. 또한 다시 당백전, 원납전 등을 주조하여 공사비를 조달, 동원했다. 재목이 부족하자 또 각처의 무덤가에 있는 나무까지 벌채하고는 "이것은 국가의 성스러운 일이니 그대 집안 선대가 영험이 있다면 필시 즐겨하며 도움을 줄 것"이라고 말하였다. 공사비는 8천만 냥이었다고 한다.
처음에는 백성들의 부역에 신중을 기하고 관리와 일반 백성 및 종친(宗親)들에게 고루 원납전을 바치게 하였으므로 자진하여 부역하는 사람들이 많았으며 대원군도 이들을 위해 위로금도 지급하고 무동대(舞童隊)·농악대(農樂隊) 혹은 남사당패를 동원하여 격려·고무하여 공사는 순조롭게 진행되었다. 큰 재목(材木)이 필요하여 능(陵)의 산림에서도 나무를 베어다 썼는데, 다음 해 음력 3월에 재목장에 큰 불이 나서 건축 작업 전체에 큰 지장을 초래하였다.
1866년 3월 화재가 발생, 전각과 재목이 소실되자 흥선대원군은 대노하여 흥인군과 이경하를 투옥, 처형하려고 했으나 중신들의 만류로 그만두었다. 당시 마감용 목재에 기름칠을 하는 창고에서 불이 나 800여 칸에 쌓아 둔 목재가 모두 타버려 공사가 중단될 처지에 놓였다. 공사를 시작한지 1년 만의 일이었다. 흥선대원군은 공사 책임자인 이경하와 흥인군을 불러 면전에서 크게 질책하며 극형에 처하도록 했으나 여러 조정 대신들의 간언으로 원상 복구의 책임만 지게 되었다.
| “ | 지금까지 벌목한 나무는 국유림에서 가져온 것이니 지금부터는 산 주인과 묘 주인의 허락 여부는 상관하지 말고 사유림에서 벌목하도록 하라! | ” |

그러나 이경하와 흥인군은 목재가 더 이상 나올 곳이 없다며 오히려 죄를 청했다. 이에 흥선대원군은 크게 화를 냈다.
경복궁 중건 사업을 위해 대원군은 무리수를 둔다. 막대한 자금 조달을 위해 원납전 징수, 매관매직, 거기에 당백전이라는 악성화폐까지 유통했다. :303 매관매직도 어려워지자 거리에 병사를 풀어서 토끼몰이하듯 사람을 잡아 원납전을 받고 놓아주었다. :303 또한 도성 4대문과 4소문에는 통행세를 거두어 도성을 출입하는 사람들에게 돈을 거두었다.
당시 고종이 거주할 만한 궁궐이 없었던 것은 아니다. :303 경복궁은 없어진 궁전을 새로 완전히 지은 것이 아니다. 후일 서울역사박물관부지에서 북쪽으로 사직터널 앞까지 뻗어있던 경운궁을 일부 헐어서 옮겼다. 새로 지은 건물과 옮긴 건물의 비율은 정확하지 않지만 상당수의 건물이 옮겨졌다. :303

##### 양반 세금부과 및 국방력 정비
경복궁 중건으로 소모된 재정을 회복하기 위하여 호포제를 실시해 양반에게도 군포를 징수하였다. 종래는 상민들에게만 부과하였으나 양반에게까지 확대해서 징수한 것이다.:344 이로 인해 양반들의 불평불만이 대단하였다. 그러나 양반들의 반발에 꺾이지 않고, 계급 여하를 막론하고 1호당 2냥씩을 균일세로 부담케 하여 그 실시를 강행했다. 양반과 상민을 가릴 것 없이 군포를 징수하자는 주장은 흥선대원군 집권 이전 1600년대부터 노론 실학파나 일부 남인 계열이 주장하던 것이었다. 그러나 양반의 존엄을 해친다는 반대 때문에 묵살당하였고, 흥선대원군은 200여 년 만에 이를 실행에 옮겼던 것이다.
대원군은 김기두(金箕斗)와 강윤(姜潤)에게 지시하여 군용품으로 포군(砲軍)용 철모·목탄증기갑함(木炭蒸汽甲艦)·수뢰포(水雷砲) 등의 군사무기를 개발, 제조하게 했다. 그리고 서양 군대의 총탄을 막기 위해 솜으로 제조한 배갑(背甲)을 제조하였다. 그러나 무겁고 두꺼운 배갑은 쉽게 벗을 수 없어 조선병사에게 불리한 점으로 작용하였다.
1860년대 말 대원군은 학우조비선(鶴羽造飛船)이라는 이름으로 비행선을 개발하게 하였다. 서양의 열기구를 목격한 그는 배에 열기구 비슷한 것을 연결, 열기구에는 학과 기러기, 두루미의 깃털을 붙이기로 하고, 군기감에 명하여 학우조비선을 개발했다. 학우조비선은 학과 두루미의 깃털을 모아 아교로 연결하여 배에 붙인 것으로, 배가 포탄에 맞더라도 물에 가라앉지 않게 할 목적으로 개발하였다. 그러나 배가 물에 닿으면서 아교가 모두 녹아 조비선 개발은 실패하고 말았다. 한강변에서 시연 도중 햇볕에 열기구와 깃털 사이를 붙인 아교가 녹으면서 실패하였다. 학우조비선을 개발하기 위해 학, 두루미, 기러기들을 잡아들여 깃털을 강제로 잡아 뽑았다. 솜과 목면을 여러 겹으로 겹쳐서 만든 갑옷 역시 여름에 통풍이 되지 않아 문제가 되었다.

##### 삼군부 육성
그는 삼군부를 부활시킴과 동시에 자신의 친위군으로 양성하였다. 삼군부의 무장을 발탁할 때는 척족 출신을 완전히 배제하고 무과 출신의 전문 군인과 종친, 대원군이 신뢰하는 무장 등이 임명되었다. 이때 그는 전문 무장을 양성했다. 무반을 차별하는 오랜 관행에 도전이라도 하듯 대원군은 무부(武夫), 진짜 군인들을 우대하고 중용했다. 이때 보인 군인들에 대한 각별한 예우는 후일 별기군 창설후 멸시당하던 구식 군인들에게 대원군 향수를 불러일으키게 했다.
그는 정치와 군사를 분리시킨 뒤 군사력 육성에도 각별한 관심을 두었다. 소수의 권력 독점을 배제하고, 행정과 군사를 분리해 국가 행정 기구의 조직력과 기능성을 회복하고자 한 것이 대원군의 구상이었다. 그러는 한편으로 삼군부를 자신의 친위군대로 양성하여 대원군 자신과 왕실을 호위하게 했다.

##### 토지 개혁
사상적으로 중농적 실학 사상의 영향을 받은 흥선대원군은 위민정치의 부흥을 위해서는 문란한 삼정을 바로잡으려 하였다. 위민정치의 구체적 실현으로써 그는 문란한 삼정을 바로잡고 안정을 꾀하는 획기적인 개혁을 단행하였던 것이다. 토지대장에 올라 있지 않은 땅을 찾아내고 지역 토호와 유지들의 토지 겸병을 금지하였는가 하면, 토지조사를 통해 부분적으로 양전(量田)을 실시하여 전정을 바로잡고자 했다.
지방 수령과 토호의 농간이 가장 심했던 환곡제는 사창제로 개혁하여 환곡을 합리적으로 운영하도록 하였다. 또한 감찰의 목적에서 타락한 도장(導掌)·궁차(宮差) 등의 파견을 금지하고, 신설 궁방에 토지 지급을 폐지하여 궁방전을 억제하였다.

#### 서원 철폐
대원군은 붕당의 근거지로 오랫동안 면세의 특권을 누리며 온갖 폐단을 일삼던 서원을 47개소만 남기고 모두 철폐하여 정리하였으며, 임진왜란 때 조선에 군대를 파병한 명나라 만력제의 사당인 만동묘를 철폐하였는데, 최익현을 비롯한 유생들의 반발을 샀다. 대원군은 서원 철폐와 관련하여 "진실로 백성에게 해가 되는 것이 있으면, 비록 공자가 다시 살아난다 하더라도 나는 용서하지 않겠다"고 말하며 서원 철폐의 강한 의지를 내비치었다.

#### 병인박해
1864년 4월 4일(고종 1년 음력 2월 28일)에 아라사에서 사람 몇 명이 두만강 얼음을 타고 함경도로 내려와 통상을 요구하는 서신을 보내오자 거절하고 관련자들을 처벌하였다. 《조선왕조실록 1권》 흥선대원군은 국경을 맞댄 아라사의 남하에 대비하기 위해 불란서 천주교 선교사들과 접촉해 아라사를 막아준다면 천주교 선교를 인정하겠다는 의사를 밝힌다. 그러나 일이 틀어졌는지 천주교 신자를 모두 잡아들여 사형에 처한다. 이 사건이 병인박해다.
이에 관해 김병학, 김병국 형제가 흥선대원군을 압박해 흥선대원군을 정치적으로 곤란하게 만들었다는 학설이 있다. 1866년 흥선대원군은 외세의 침략적 접근을 막기 위하여 강경한 통상거부 정책을 단행하였다. 그는 외국의 통상 요구에 불응하였고 양화 교역을 엄금하였다.

#### 통상수교 거부 정책

##### 오페르트 도굴 사건
영국 상선과 독일 상인 오페르트 등이 충청도 연안에 와서 각기 통상을 요구하기도 하였다. 그러나 이 역시 거절하였다. 오페르트는 그 뒤 흥선대원군의 아버지인 남연군의 무덤을 도굴하여 부장품을 훔쳐가려는 만행을 저질렀다. 이는 대원군을 더욱 분노케 하여 천주교 박해와 쇄국정책을 강화하는 원인이 되었다.
"서양 오랑캐가 침범함에 싸우지 않음은 곧 화의하는 것이요. 화의를 주장하는 것은 나라를 파는 것이다."
대원군의 통상 거부 의지는 보다 강경해졌다. 그는 서양인을 오랑캐라 하고 배척하면서 각지에 다음과 같은 내용의 척화비를 세웠다.

##### 제너럴 셔먼호 사건
병인양요가 발생하기 직전, 미국의 상선 제너럴 셔먼 호가 평양 대동강을 거슬러 올라와서 통상을 요구하고, 받아들여지지 않자 재물을 약탈하다가 평양 군민과 충돌을 일으켜서 배가 침몰하여 선원들이 사망한 사건이 있었다. 1868년 3월에 미국 군함 셰년 도어 호는 셔먼호 사건을 문책하러 평양에 나타났다. 미군이 물러가자 대원군은 조선 병사가 미군을 격퇴했다고 선언하였다. 그러나 3년 뒤인 1871년 미국은 해당 문책사들을 해임하고 대원군을 굴복시키고 조선 통상을 강요하고자, 5척의 군함을 보내 강화도를 공격하는 신미양요를 일으킨다.
1871년 4월 미국 함대가 강화도에 쳐들어와 덕진진(德津鎭)과 광성보(廣城堡)를 점령하자, 흥선대원군은 항전을 주장하며 한성부의 종로 네거리를 비롯한 전국 주요도시에 척화비(斥和碑)를 세우고 결사항전을 준비했다. 조선 조정에서 통상을 거부하고 외교교섭에 응하지 않고 전투가 장기화되자 미국 함대는 1871년 5월 철수했다.

##### 척화비 건립
양요들을 겪은 흥선대원군은 서양 열강에 대한 경계심이 더욱 굳어졌으며, 천주교에 대한 탄압을 한층 강화하였다. 그러나 척화정책을 추진한다고 해도 척화비는 세울 필요는 없었다. 척화비의 내용은 "서양 오랑캐가 침범할 때 싸우지 않는 것은 곧 화친을 하자는 것이요, 화친을 하자는 것은 나라를 파는 것이다."라는 간결한 문구가 전부 :297였다. 조선은 이보다 훨씬 복잡한 포고령도 전국 방방 곳곳에 배포할 수 있는 수준의 행정망을 갖고 있었다. 또한 척화를 둘러싸고 국민의 여론이 아직 크게 갈라진 것도 아니었다. :297
서양과 통교하자는 사람은 당시 조선 전국을 뒤져도 얼마 되지 않았을 시대였다. 진짜 목적은 기왕이면 척화에 대한 국민 의식을 고양하고, 결의를 다지기 위함이었다. :297 임용환에 의하면 대원군은 척화라는 이슈를 국가적 이벤트로 만든 것 :297이라는 것이다. 척화비는 전국 각지에 세워졌으나, 이때 세운 척화비는 흥선대원군 실각(1873년) 직후와 한일 합방(1910년) 직후에 파괴·매장되었다. 병인양요와 신미양요를 승리로 이끌었으나 자신감에도 불구하고 흥선대원군의 강력한 내정개혁 정치와 쇄국 정치는 결과적으로 많은 반발을 일으켜 며느리인 명성황후와 유림 세력의 담합을 유도하게 된다. 명성황후는 한편으로 대원군에 의해 숙청되었던 안동 김씨 및 풍양 조씨 등의 세도가 및 노론 세력과 손잡고 실력을 비밀리에 키운다.

#### 종교 탄압

##### 천주교 탄압
흥선대원군 이하응은 처음에는 천주교에 대하여 크게 반감이 있지 않았다. 그는 베르뇌 주교(천주교 조선교구장) 등의 선교사를 통해 남하 정책을 실시하는 제정 러시아를 견제할 수 있을 것으로 보았기 때문에, 천주교에 대해 우호적인 모습을 보였다. 그리하여 신자 남종삼과 수차 회동하여 조선에서 활동하던 프랑스 천주교 신부들의 힘을 빌리려 했으나, 불행히도 그 계획에 차질이 생겨 불신하게 되었을 뿐 아니라, 때마침 청나라에서의 천주교 탄압 소식과 이전부터 싹텄던 위기의식에 자신의 정치적 안정을 꾀하려는 의도가 가미되어 정책을 바꾸게 된다.
그리하여 흥선대원군의 천주교에 대한 정책은 우호정책에서 강경 정책으로 바뀐다. 우선 선교사들은 조선의 정치에 개입하고 싶어하지 않아 이용가치가 없었고, 지배 계급에게 ‘천당과 지옥을 주장하며 혹세무민하는 종교’로 해석 되던 로마 가톨릭교회가 이미 1831년 천주교 조선교구(현재 천주교 서울대교구)가 생길 정도로 성장하는 것에 대한 반발이 있었으며, 대외적으로 ‘종교를 앞세워 열강 세력이 침투하는’ 문제에 대한 경계를 분명히 하기 위해서였다.
결국 1866년 남종삼 등을 비롯, 8천여 명 가까운 천주교 신자들이 새남터, 절두산, 해미읍성 등 전국 각지에서 처형당했다.(→병인박해) 1866년부터 처형당한 천주교인의 수는 1~2만명을 넘는다는 기록도 있다. 조선에 들어와 포교하던 프랑스인 천주교 선교사 12명 중 9명이 처형되고, 화를 면한 프랑스 로마 가톨릭교회 사제 리델은 청나라로 탈출하여 베이징 주재 프랑스 함대사령관 로즈에게 박해 소식을 전했다. 박해는 1872년까지 이어졌다. 프랑스는 조선정부의 프랑스의 천주교 선교사 살해의 책임을 묻는다는 구실로 로즈(Roze) 제독이 이끄는 함대를 파견하였다.
보복 원정에 나선 로즈 제독은 함대 7척과 군사 600명을 이끌고 강화도를 침략한 뒤 서울근교 서강까지 진출했다. 그해 11월 프랑스 해군 160명은 정족산성을 공격하려다가 60여 명이 죽거나 다치는 손실을 입었는데, 양헌수가 이끄는 조선군은 피해규모가 사망 1명, 부상 4명에 불과했다. 조선 군대와의 교전에서 큰 패배를 경험한 프랑스군은 사기가 크게 떨어졌으며, 로즈 사령관은 조선 침공의 무모함을 깨닫고 철군했다. 하지만 프랑스 정부의 공식 기록에선 프랑스군의 피해는 병인양요 전 기간중 3명의 사망자와 35명의 부상자가 발생했을뿐이며 오히려 조선군의 피해가 막심했다. 이후 흥선대원군은 국방을 더욱 굳게 하여 외적의 침입에 대비하였다.

##### 동학 탄압
널리 전파되던 동학에 대해서도 1864년 교조 최제우를 처형하여 군문 효수하였다. 이후 동학도들은 매년 교조의 무죄를 주장하는 상소를 올리는 등의 교조 신원 운동을 벌였으나 그는 이를 모두 거절했다. 그러나 동학농민운동 당시 동학의 일부 지도자들과도 연결을 취하기도 했다. 불교에 대해서는 별다른 탄압이 없었다.

#### 개혁 실패

##### 인사 실패와 혼란
대원군은 깊고 신중하게 고민하는 사람보다 자신감을 표출하고 큰소리를 치는 사람을 좋아했다. 그리고 당색과 신분을 넘어 이런 인물들을 과감하게 등용해서 현장에 투입했다. :300 하지만 이들의 용기와 자신감은 현실에 대한 무지나 아부의 소산이었던 것으로 판명되었다. 무지해서 큰소리를 쳤던 사람들은 일을 엉망으로 만들고, 아첨으로 지방관 자리를 얻은 인물은 더 큰 탐욕과 부정을 저질렀다. :300
그는 민씨 척신가와 동맹을 맺었다. 가장 심각한 인사실패는 민씨가와의 동맹이었다. 대원군이 겉보기에는 당색과 신분을 초월한 혁명적 인사를 진행하는 동안, 관계의 한 쪽은 민씨가로 채워지고 있었다. 나중에 양쪽은 격렬하게 대립했지만 처음부터 그랬던 것은 아니다. :301 이 실수는 대원군 자신을 몰락시켰고, 조선을 사상 최악의 족벌 정치와 부정 부패로 몰아갔다. :301

##### 독재화
모든 군사와 정무는 왕명으로 나갔지만 실제로는 대원군이 직접 처결하였다. 황현은 이를 두고 독단적이라고 지적했다. '종전의 세도는 비록 한 사람이 주관하고 있을지라도 옆으로 아들과 조카, 인척들이 종종 한몫을 하고 있었으므로, 서로 간섭하고 부족한 점을 보와하여 오직 실각하지 않을까 두려워했다. 그러나 대원군 때는 혼자 집권했기 때문에, 비록 음관 한 명이나 변방의 장수 한 사람이라도 대원군을 거치지 않고는 발령할 수 없었다. :298'고 하였다.
대원군은 국왕의 고유권인 인사권도 자신이 독자적으로 처결하였다. 인사발령을 할 때는 언제나 그가 미리 후보 명단을 작성하여 자리를 채운 뒤에 올리면 고종은 그것을 따라 낙점만 할 뿐이었다. :298 이에 명성황후와 조대비는 고종에게 그의 나라인지 대원군의 나라인지 반문하였다.

#### 탄핵과 실각
최익현 등의 보수적 유학자들을 앞세운 명성황후와 고종의 견제로 1873년 11월 실각하고, 아들 고종이 친정을 하게 되었다. 1874년 11월 흥선대원군이 출입하던 전용문은 폐쇄되었으며, 흥선대원군은 한동안 운현궁에 은둔하였다가 인왕산, 수락산 등을 방문한 뒤 양주군 시둔면 곧은골 별장으로 칩거했다. 곧은골은 1914년 가능리, 후대의 가능동에 흡수되어 직동 부락이 되었다. 그의 실각 이후 조선은 쇄국정책을 버리고 1876년 강화도 조약을 계기로 외국에 문호를 개방하였다.
대원군을 몰아내고 정권을 장악한 민씨 집안은 권력을 주체하지 못했다. 권력남용과 함께 부정 축재가 심하였고, 일가가 권력을 독식하는 현상이 나타났다. 사람들은 점점 대원군 섭정 시절을 그리워하게 되었고, 대원군은 세도정치의 반의어로 인식되기 시작했다. :295 대원군과 안동 김씨 김병학의 밀월 관계는 쉽게 잊어버리고, 대원군이 안동 김씨들에게 천대와 굴욕을 당하고 살았으며, 세도정치의 재발을 염려해서 가난하고 몰락한 집안 출신인 명성황후 민씨를 며느리로 간택했다는 이야기만이 대중 속으로 파고들게 되었다. :295
매천 황현은 대원군이 10년간 집정할 때의 위엄으로 '대원군분부'(大院位分付)란 다섯 자가 곳곳에 퍼져 뇌정탕화(雷霆湯火, 무서운 천중과 끓는 물과 달구워진 쇠붙이)같아 관리나 일반 백성들은 항상 관청의 법률에 저촉될까봐 노심초사했다. 이에 따라 대원군의 실각을 기뻐하며 축하하였다고 한다.
대원군은 큰아들 이재면을 왕으로 삼지 않은 것을 후회했지만, 방법이 없었다. 결국 이재면과 이재선을 보던 중 나중에 이준용에 주목하게 된다.
민씨들이 정권을 잡은 이래 백성들의 주구를 감당할 길이 없어 오히려 대원군의 치정을 좋다고 생각하게 되었다. 또한 명성황후의 온건 개항 정책에 반발한 조선 유림들은 다시 대원군 지지로 돌아선다. 쇄국정책을 펼쳤던 점이 조선의 유림들에게 높이 평가되어, 초기에는 명성황후의 고종 친정 정책에 지지를 보냈던 이항로-최익현 계열의 노론 화서학파는 명성황후의 온건 개화 정책을 비판하며 대원군 지지로 돌아서게 되었다.

### 실각 이후

#### 고종 축출 쿠테타 기도와 실패
1873년 11월 권좌에서 물러난 후부터 둘째아들 고종과 정치적으로 적대관계에 놓여 있었다. 이후 대원군은 기회만 오면 언제나 탐탁지 않은 고종과 명성황후를 폐위하고 이준용을 왕위로 앉히려 하였다. 여기에는 이준용을 앉히고 섭정의 자리를 차지하려는 대원군의 깊은 의도가 담겨 있었다. 고종과는 달리 이준용의 호탕한 성격도 대원군과 상통하는 면도 있었다.
한편 1874년 민승호 폭사의 배후로 지목되었으며 1876년 이준용 추대 음모에서 그 배후로 여겨지게 되나 구체적으로 증명된 것은 없다. 고종과 명성황후는 매우 슬퍼하며 특히 명성황후가 이를 갈며 복수를 노린다는 소문도 돌았다.
1875년 11월 흥인군의 집에 원인을 알수 없는 방화가 일어났다. 의금부는 용의자로 지목된 장씨 성의 사나이를 체포했다. 그는 흥선대원군의 식객으로 드나들던 경상우도병마절도사 신철균 집의 문객이었다. 장씨를 체포해서 국문, 처형했고, 신철균 역시 잡아다가 공초를 했으나 별다른 혐의점을 찾지 못했다. 고종과 명성황후는 1876년 화적(火賊)의 주모자로 신철균을 다시 체포하여 국문했다.
이항로, 기정진, 유인석 등 유학자들의 지지 외에도 민씨 정권의 재정 탕진 역시 대원군의 재집권 명분을 쥐여주었다. 황현에 의하면 고종과 명성황후는 원자가 태어나자 궁중에서는 원자가 잘 되길 빈다는 핑계로 제사를 8도 강산에 두루 돌아다니며 지냈다. 이렇게 탕진하는 하루 비용이 천금이나 되어 내수사가 소장한 것으로는 비용 지출을 감당할 수가 없었다. 마침내 호조나 선혜청에서 소장한 공금을 빌려서 사용했지만 그것이 위반이라고 말하는 사람도 전혀 없었다. 1년이 채 못돼 대원군이 비축해 놓은 재물을 모두 탕진했다. 그래서 매관이나 매직, 돈을 주고 과거 합격증을 파는 일까지 기승을 부렸다고 한다.

#### 개혁의 무효화
1874년부터 단계적으로 각지에 철폐된 서원들에 대한 복설과 부활조치가 감행되었다. 한편 흥선대원군의 측근들인 천하장안은 최익현을 제거하려 했지만 곧 명성황후가 그를 유배보내면서 실패한다.
사색당파를 가리지 않은 인사정책도 단계적으로 폐지되었다. 1874년 봄 운현궁에서 나온 대원군은 양주군 직동으로 내려갔으나 고종의 대우는 매우 인색했다. 이에 민승호가 집권하여 청반에 있던 남인들을 완전히 도태시켰다. 어사들을 파견하여 남인, 북인 및 대원군의 빈객으로 있다가 수령이 된 사람들의 파직을 거론하여 이들이 거의 다 사직했다. 이때부터 남인들도 더욱 쇠퇴하여 어머니를 잃은 듯이 실의에 빠지게 되었다. 이에 성균관 유생들과 팔도 유생들은 서로 줄을 이어 대궐문 앞에서 규탄과 원망을 하였지만 고종은 이들마저 모두 물리쳤다.

#### 민승호 폭사 사건
1874년 봄 경복궁에 화재가 발생해 고종은 창덕궁으로 이주했다. 이때 민승호의 집에도 화재가 발생했다. 이 사건의 배후로 대원군이 지목되었지만 구체적인 증거는 없었다.
그런데 1874년 11월 민승호의 집에 폭발 사건이 벌어졌다. 대원군은 이 사건의 배후로 지목되었다. 민승호는 수재(조부모나 부모상을 당하면 그 자손된 사람 가운데 관리는 그 직을 사양하고, 선비는 과거 응시를 중단하고, 평민은 혼사를 중지하고 근신하면서 만 28개월 동안 복상하던 제도)하여 산승을 불러 아들을 위해 조용한 곳에서 기도를 드리게 하여 기다리고 있었다. 이날 외부로부터 함 한 개가 들어왔는데 기도를 드리던 중이라 나중에 열어본다며 미뤄두었다. 민승호 집에 함을 전달해준 사람은 이미 돌아가 버렸기 때문에 민승호는 의심했다. 그러나 기도가 끝나고 밀실로 함을 옮긴 뒤 민승호는 혼자 함을 살폈다. 함에 구멍이 있었고 자물쇠와 열쇠가 걸려 있었다. 그는 무심코 함을 열려고 하던 순간 요란한 폭음 소리와 함께 불이 일어났다. 이때 민승호의 양어머니이자 명성황후의 어머니인 한창부부인 이씨 역시 현장에 있다가 죽고 말았다.
| “ | 함을 열어 보니 구멍이 있었는데, 자물쇠로 잠겨져 있었다. 겉에 열쇠가 있어 열어보니 요란한 소리와 함께 불이 일어났다. 열 살인 그의 아들은 할머니와 함께 그 자리에서 죽었고, 민승호는 높이 떴다가 떨어졌는데 온몸이 시커멓게 탄 채로 말 한마디 하지 못하다가 하루 만에 죽었다. | ” |

민승호 역시 온몸이 시꺼멓게 타고 말 한마디 못하고 죽었다. 그런데 죽을 때 운현궁을 두, 세 번 가리켰다고 한다. 그 후 살인청부를 내린 사람으로 대원군을 지목했지만 끝내 진상을 밝히지 못하고 말았다. 고종과 명성황후는 매우 슬퍼했으며 명성황후는 대원군을 원망했지만 복수하지 못했다. 때마침 흥인군의 저택에도 누군가 방화, 불이 났는데 명성황후는 대원군이 흥인군에 대하여 원한을 품고 있었기 때문이라고 생각했다. 얼마 뒤 민승호 암살이나 흥인군집 화재 사건은 모두 대원군의 음모에서 나온 것이라면서 비밀스럽게 조사를 했다. 얼마 뒤 장씨 성을 가진 남자를 붙잡았는데, 그는 신철균의 문객이었고, 신철균은 예전 대원군의 문하에서 나온 사람이라면서 죄를 씌웠다.

#### 정적들과의 갈등과 이재선 추대 음모
1875년 11월 흥인군의 집에 원인을 알수 없는 방화가 일어났다. 의금부는 용의자로 지목된 장씨 성의 사나이를 체포했다. 그는 흥선대원군의 식객으로 드나들던 경상우도병마절도사 신철균 집의 문객이었다. 장씨를 체포해서 국문, 처형했고, 신철균 역시 잡아다가 공초를 했으나 별다른 혐의점을 찾지 못했다. 고종과 명성황후는 1876년 화적(火賊)의 주모자로 신철균을 다시 체포하여 국문했다.
1881년 9월 13일 대원군 계열의 인사였던 안기영 등의 주도로 흥선대원군의 서장자 이재선을 옹립하려는 이재선 추대 음모 사건이 발생하였다. 이재선 추대 음모는 내부의 고변으로 실패하고 안기영, 이재선 등은 처형당했다. 이재선의 모역 사건에는 흥선대원군이 배후로 관련되었으나, 국왕의 생부라는 이유로 언급하지 않고 불문율에 붙여졌다.

#### 민씨세도 용인과 권력투쟁

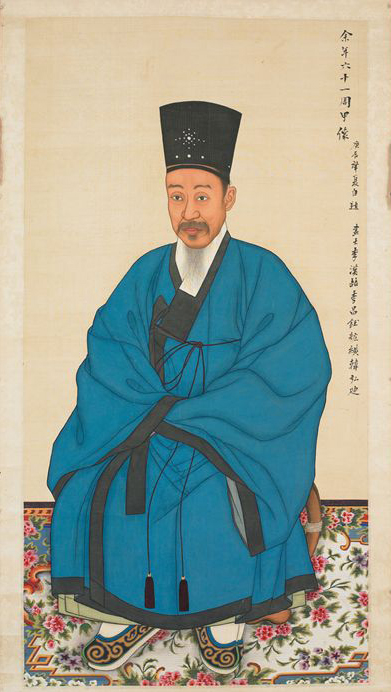
흥선대원군의 초상화 (1880년)

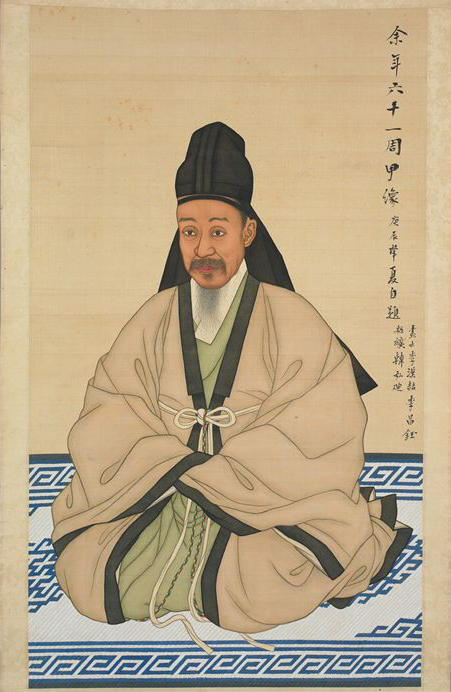
흥선대원군의 초상화 (1881년)

세도정치를 거부했다는 주장과는 달리 대원군은 세도정치를 거부하지 않았다. 단지 세도가의 대상을 안동김씨나 풍양조씨에서 자신의 처가인 여흥민씨로 바꾸었을 뿐이고, 그 여흥민씨 세력이 유림과 손잡고 대원군을 축출(1874년)하기 시작하면서 민씨가와 대원군의 협력관계가 악화되었다는 것이다.
임용한에 의하면 대원군은 세도정치를 거부하지 않았다. 대상을 바꾸었을 뿐 :296이라고 보았다. 대원군이 (집안에 재산이 있던 왕족으로) 가난한 파락호가 아니었듯이, 명성황후 민씨의 집안도 (아버지를 일찍 여의기는 했지만) 완전히 몰락한 양반가가 아니었다. 명성황후가 여덟 살 때 아버지 민치록(閔致祿)이 사망한 것은 사실이지만, 여흥 민씨가는 조선 시대에 왕비를 세 번이나 배출한 명문가였고, 명성황후는 그 중에서도 핵심 인물인 민유중의 직계 자손이다. 대원군의 부인인 여흥부대부인 민씨 또한 민유중의 5대손인 민치구의 딸이다. 민치록은 아들이 없어 민치구의 아들 민승호를 양자로 삼았다. :296
명성황후는 시어머니 부대부인 민씨와 언니 동생뻘의 같은 항렬이며. 민승호와의 인연도 남달랐다. 민씨와 명성황후는 가까운 사이였고, 고종도 어려서 명성 황후를 알아서 안국동 이모 라고 불렀다는 이야기도 전해지고 있다. :296 즉 대원군은 철종의 처가인 안동 김씨를 몰아내고, 자신의 처가로 그 자리를 채운 것이다. :296 초창기에는 민씨 정권의 세도를 일부 용인했으나, 권력을 독식하려던 민씨 일족이 대원군을 축출하면서 다시 권력을 획득하려는 대원군과 독식하려는 민씨 가문 간의 권력쟁탈전이 발생하였다.

### 재집권과 청나라 유수

#### 임오군란과 제2차 집권
1882년 임오군란 당시 봉기한 구식 군대의 추대로 재집권하였다. 대원군의 측근인 '허욱은 임오군란 때 병사 복장을 하고 대궐로 들어가 명성황후를 가리켜 주는 역할을 하기도 했다. 그러나 끝내 왕비를 찾아내지 못했다. 허욱 등이 경복궁에 들이닥치기 전에 명성황후는 변복을 하고 홍계훈의 등에 업혀 궁궐을 벗어나 여주로 내려가 은신하였다. 이때 명성 황후는 홍계훈의 누이 행세를 하여 도성을 빠져나갈 수 있었다.
6월 10일 난병들이 대궐을 침입했는데 명성황후는 밖으로 도망가고, 이최응, 민겸호, 김보현 등은 살해되었다. 난병이 궁전으로 올라가 민겸호를 만나 그를 잡아끌자 민겸호는 당황했고 흥선대원군을 쳐다보며, "대감 나를 제발 살려주십시오."라고 호소하였다. 그러자 흥선대원군은 쓴웃음을 지으며 "내 어찌 대감을 살릴 수 있겠습니까"라고 말하였다. 흥선대원군의 말이 끝난 직후 민겸호는 계단으로 내동댕이쳐졌고 난병들은 계단 밑에서 민겸호를 죽이고 총칼로 시체를 난도질했다. 또 "중전마마는 어디 계시느냐"며 소리쳐 언사가 좋지 않았고, 처참한 광경은 계속되었다.
이때 대원군의 부대부인도 입궐했는데, 그녀는 명성황후를 본인이 타고 온 사인교에 숨겨놓고 나왔다는데 마침 이를 본 어떤 궁인이 난병들에게 밀고하였다. 이 말을 들은 난병은 사인교의 포장을 찢어 땅에 팽개쳤다. 그때 무예별감 홍재희(후에 홍계훈으로 개명했다.)가 '그 여인은 상궁으로 있는 내 누이동생이다. 그대들은 오인하지 마라'고 소리친 뒤에 등에 업고 궁궐을 빠져나왔다.
봉기군의 추대로 입궐한 흥선대원군은 명성황후가 이미 죽었다고 거짓 보고한 뒤 황후가 입던 옷을 관에 넣고 장례를 치르기까지 하였다. 1882년 6월 고종에게 임오군란의 사태수습을 위한 전권을 위임받자, 이 기회에 정권을 회복하고자 했다. 궁궐에서 도망쳐나간 명성황후가 죽었다고 공식으로 선포한 후 무위영(武衛營)·장어영(壯禦營)·별기군(別技軍)을 폐지하고 5군영을 복설했으며, 통리기무아문을 폐지하고 삼군부를 복설하였다. 그러나 민씨 세력과 내통한 청나라의 군사적 압력으로 임오군란은 진압되고 자신도 이홍장 일파에게 납치되어 인천항에서 배를 타고 청나라의 톈진으로 압송되어, 1개월 만에 실권하였다.
군란이 진압된 다음에 허욱 등은 죽음을 당하였다. 청나라에 끌려간 흥선대원군은 보정부(保定府)에 감금되었고 흉선대원군(凶鮮大院君)이라는 멸시와 홀대를 감수하며 견뎌야 했다.

#### 청나라 납치와 감금

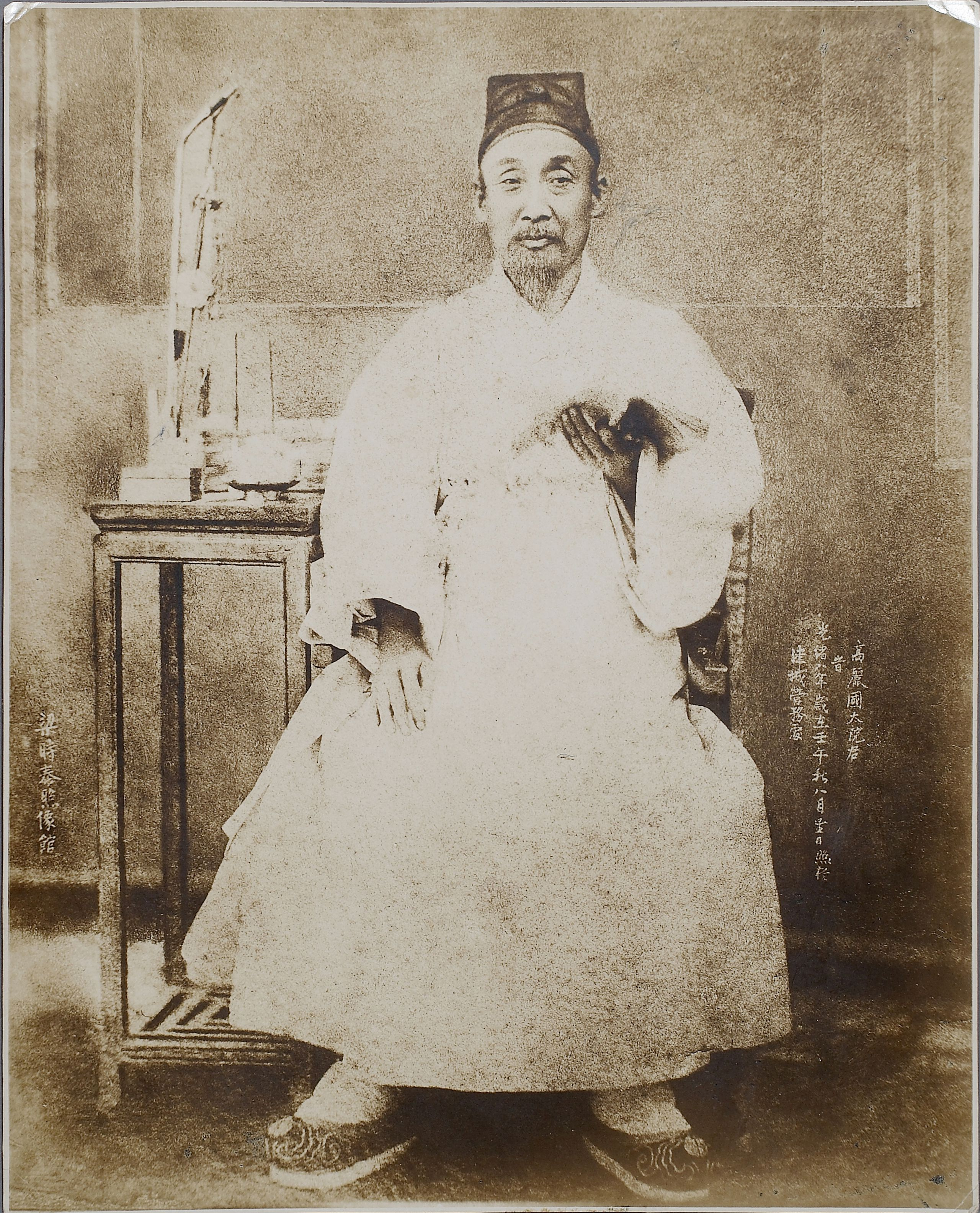
1883년 톈진 보정부에서의 흥선대원군

1882년 7월 12일 한양에 입성한 청나라 장수 오장경·마건충 등은 흥선대원군의 접대를 받았다. 그날 접대를 받고 돌아갔던 오장경과 마건충은 다시 군사문제로 회담하고 있던 흥선대원군에게 "오늘 밤 남양만에서 배를 타고 톈진(天津)에 가서 황제의 유지(諭旨)를 받아야 한다" 하였으나 흥선대원군이 거절하자 교서를 읽은 뒤 강제로 보교에 태워 경기도 화성군 남양만으로 납치해 갔다. 이후 배를 타고 톈진에 도착, 흥선대원군은 4년간 톈진의 보정부(保定府)에 억류되어 생활하였다. 보정부는 톈진시 변두리에 위치한 관청으로 베이징에서 남쪽으로 150 km 지점의 외진 지역에 있었다.
 
청나라 장수 이홍장 등과 국제정세에 대하여 격론을 벌였고 납치주동자 마건충에게는 "되놈!"이라고 호령하면서 그 기백을 굽히지 않았다. 그러나 황달을 앓기도 했고, 대원군은 그곳에서 난초를 그리며 소일하였다. 난을 치며 분노와 한을 삭이고, 정치적 시련을 예술로 극복하려 하였다. 난을 잘 쳤던 흥선대원군이기에 중국에서도 그의 난초는 인기가 대단하였다 한다. 1882년 12월 장남 이재면이 방문하여 위로하고, 1883년 3월에 일시 귀국하였다. 다시 그해 5월에 다시 청나라에 가서 흥선대원군을 봉양하였다.
조선에 체류하고 있을 때, 반대파로부터 그의 작호를 풍자한 흉선군(兇宣君)이라는 별명도 붙여졌다. 청나라에서는 흉악한 조선의 폭군이라는 뜻의 흉선군(兇鮮君)이라는 칭호로 그를 비하, 조롱하였다. 며느리인 명성황후를 제거하려는 악랄한 시아버지라며 굴욕적인 대우를 받기도 했다. 그러나 그는 웃으면서 조롱과 모욕을 감수하였다.
청나라 군인과 문인들에게 받는 굴욕과 모욕을 감수하면서도 그는 비밀리에 국내에 편지 서신을 보내 자신을 구해줄 것을 요청하기도 한다. 이는 1973년 10월 4일 대한민국 월간 문학사상 자료 조사연구실에서 발굴되어 세상에 알려지게 되었다. 편지를 쓸때 그는 순 한글체로 썼는데, 이는 한자나 영어로 썼다가는 발각되었을 때 청나라의 군인들이 해석할 것을 염려하였기 때문이었다.
 
여기서부터 내일 아침에 떠나 출발하면 이틀만에 천진에 도착할 수 있다. 왕복에 7~8일이 허비하리라 한다.
이 배에서 다 말하기를 오늘날 태공(흥선대원군을 본인을 지칭)이 천조에 들어가는 것이 크게 다행이라 한다.
총총이 겨우 써서 숨겨두고, 전편(傳便)을 기다려 부칠 생각이다. 동하지(충동당하지) 말고 안정하라.— 1884년 음력 7월 15일
청나라로 끌려가는 배 안에서 몰래 쓴 편지

톈진의 보정부에 감금된 뒤에도 몰래 비밀리에 편지를 써서 인편을 통해 고국으로 부쳤다.
 
다시 뵈옵도 못하고 세상이 올이지 않이하리신이 지필을 다해야 한심하오니다.
태평히지니시옵기 니니 발아옵니다. - 보정부 안치죄 이상서

다시 뵙지도 못하고 이승에서 제 목숨이 오래남지 않으니 종이와 붓을 마주 대하기 한심하옵니다.
내내 태평히 지내시기를 바라옵니다. - 보정부 안치죄 이상서— 1884년 음력 10월 12일
보정부에서 몰래 쓴 편지

민승호의 양자 민영익은 흥선대원군이 민승호 일가를 폭탄테러로 죽였다고 단정하고 복수하겠다고 다짐했다 한다. 이 소식을 접한 대원군은 바로 비밀편지를 작성하여 아들 이재면에게 도움을 요청한다.
 
신문지의 경평이(경평군)는 내 편이고, 영익이(민영익)는 딴 편으로 말하고,
영익이가 머리 깎았다 하면서 일번 기별하여 원수를 갚는다 하였으니 우습다.
사신을 또 보내어야 되지, 안 보내면 상감이 불효의 이름을 면치 못할 것이니
부디 주선하되 (올 수 있으면) 너더러 들어가라.— 1884년 날짜 미상
보정부에서 몰래 쓴 편지

 
나가고 안이 나가는 것은 고사하고 상감 쳬면이 쳔하의 빗치 나기시니
부디 잘 알외어니 일신을 살려다고....

(나 되돌아가고 못 돌아가는 것은 고사하고, 상감의 체면이 천하에 빛이 나겠으니,
부디 잘 아뢰어 내 한몸을 살려다오— 1884년 날짜 미상
보정부에서 몰래 쓴 편지

대원군의 구조 요청을 비밀리에 접한 이재면은 배편으로 1884년 6월부터 톈진의 보정부로 왕래한다.
1885년 민씨 정권이 친러, 친일 등의 성향을 보이며 청나라를 견제하려 하자, 러시아를 견제하려는 청나라 정부와 위안스카이 등의 정치적 계산으로 4년여 만에 귀국하게 되었다. 명성황후는 노서아 공사에게 대원군 귀국 반대에 후원해 줄 것을 청하는 밀서를 보내기도 했고, 민영익 등은 대원군의 귀국을 강하게 반대하며 반발하였다. 안동 김씨 출신으로 그해에 과거에 급제한 신진관료 김명규(金明圭)는 문의관(問議官)으로 톈진(天津)에 가서 대원군의 귀국에 강력하게 반대하고 되돌아왔다.
그러나 1885년 초 원세개는 대원군의 귀국을 주선한다. 1885년 4월 이재면은 귀국하였고, 1885년 8월 이재면을 다시 만나게 되었다. 같은 달 원세개의 주선으로 배를 타고 이재면의 시종을 받고 인천항에 도착하였다. 귀국 후 기생 출신 애첩인 추선의 죽음을 보았고, 이후 운현궁에 칩거하며 재기를 노렸다. 고종은 형식적으로 그의 얼굴을 보려 인천항까지 나왔으나 그는 오랜만에 보는 고종의 얼굴을 외면하였다. 그러나 추선의 죽음 소식을 접하자 노상에서 대성통곡하였다.

#### 고종 폐위 기도
이후 그는 고종이 명성황후에게 휘둘린다고 단정하고 고종 폐위를 기도한다. 고종을 폐위시킨 뒤 아들 이재면이나 서자 이재선을 옹립하고, 다시 섭정으로 재집정하기 위한 계획이었다.
대원군은 1887년 청나라의 위안스카이와 결탁하여 . 이재선과 이재면을 옹립하려던 추대기도가 실패로 돌아가면서 흥선대원군은 장손인 이준용을 추대하려 하기도 했다. 그러나 이준용 추대 시도 역시 수포로 돌아갔다.
그러나 유순한 성격의 이재면이나 고종과는 달리 괄괄하고, 한번의 꾸지람에도 기죽지 아니하며 적극적인 손자 이준용의 성격과 태도에 기대를 걸게 된 대원군은 이후 이준용을 왕으로 옹립하려는 정변을 계속 시도한다.
1890년 전봉준은 운현궁을 찾아왔다. 이후 1890년대 초반 전봉준은 운현궁에서 흥선대원군의 문객 생활을 하였다. 이런 인연으로 흥선대원군은 전봉준 등과 연락하며 동학 농민군과의 연결을 시도한다.

#### 테러 위협
1892년 봄, 운현궁에서 화약이 터지고 여러 건물에 장치된 화약이 발각된 사건이 발생하였다. 황현은 명성황후를 배후로 지목하였다. 황현은 운현궁의 폭탄 테러 사건을 명성황후가 대원군 일가를 폭살하기 위해 벌인 짓이라고 주장하였다.
이때 흥선대원군의 사랑채와 이재면, 이준용 부자의 거처에도 폭약이 장치되어 있었으나 다행히 점화되지 않은 상태에서 발각되었다. 이는 흥선대원군이 명성황후의 오빠인 민승호에게 폭약을 보내 일가를 폭사시켰던 전례에 대한 정치적 보복극이라는 비판이 제기되었다.
윤효정은 이 사건이 이준용이 통위사에 오른 것을 기념한 1894년 7월 중순 경에 일어났다고 기술하였다. 민승호일가 폭사 사건 이후 사건의 배후로 의심받던 대원군은 수시로 자객과 폭탄 테러 위협에 시달림당하였다. 그러나 그는 고종과 명성황후를 축출할 계획을 시도한다.

#### 전봉준과의 비밀 연락

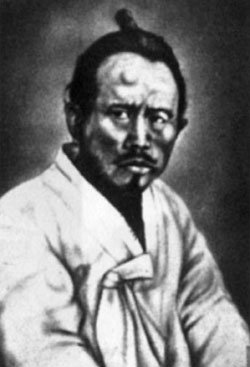
전봉준 (1855-1895)
----1890년부터 1892년 전봉준은 한때 흥선대원군의 식객으로 있었다.

1893년 2월 전봉준은 한성부로 올라가 흥선대원군을 방문하였다. 대원군은 잠시 식객으로 있었던 전봉준을 후하게 대접하였다. 이때 전봉준은 흥선대원군에게 "나의 뜻은 나라와 인민을 위하여 한번 죽고자 하는 바"라고 말했다고 한다. 이로부터 세간에는 전봉준과 대원군 사이에 무슨 밀약이 있었을 것이라는 말이 돌았다.
흥선대원군과의 면담을 마친 뒤 전봉준은 다시 길을 떠나 전라북도 고부로 내려간다. 한성에서 고향으로 돌아간 전봉준은 동지를 규합했다. 전봉준은 강연을 다니며 인간이 평등하다는 것과, 탐관오리를 처벌하고 새로운 세상이 일어설 것이라는 것과, 흥선대원군이 자신들을 일부 도와줄 것을 약속했다고 했다. 전봉준은 사람을 모았고, 그가 흥선대원군과도 연결했을 것이라는 이야기가 입에서 입으로 전해지면서 수많은 청년들이 구름떼처럼 몰려들었다. 1893년 3월 무렵 원평에 장소에는 한 무리의 동학 농민세력을 형성·영도하게 되었다. 이후 그는 자발적인 지원과 기부를 통해 이들의 숙식을 해결하였다. 동도문변(東徒問辨)에 기록된 것에 의하면 그 세력은 1만여 명으로 무장하고 있었다고 한다. 1893년 3월 11일부터 시작되었던 동학의 보은취회에 참가하여 그 집회를 반봉건·반부패·반침략의 정치적 운동으로 확대시키기 위해, 1893년 3월 말경에 충청북도 보은으로 향했으나, 보은 집회가 4월 3일 해산됨에 따라 뜻을 이루지 못했다. 보은군은 당시 동학의 교조인 최시형이 종종 머무르는 곳이기도 했다.
그러나 동학도들의 일부는 그보다 앞선 2월 경 한성부로 올라가 경복궁 앞에서 복합 상소를 올렸다. 2월 11일부터 2월 13일까지 계속된 상소의 내용은 폐정 개혁과 부패 관리 처벌 등이었다. 전봉준은 이들의 상소가 성공하면 호응하기로 계획했다. 그러나 이들과 호응하기로 한 보은집회가 취소되면서 한성부에 올라간 시위대도 해산되었다. 1만 여 명 이상의 많은 인파의 대규모 시위는 한성부의 백성과 조정의 관료들에게 깊은 인상을 심어주었고, 전봉준이 떠난 직후 일어난 이 시위를 접한 흥선대원군은 1893년 2월의 동학도들과 농민들의 집회를 주목하게 된다.
1893년 3월 한 달 동안 1만여 명에 가까운 인파를 동원한 전봉준의 능력은 흥선대원군을 고무시키기에 충분했다.

### 정변 기도와 실패

#### 동학군과 내통, 쿠테타 기도
1893년 그는 동학 농민군이 상경하여 경복궁 앞에서 복합상소운동을 벌이는 기회를 이용하여 이준용을 왕으로 추대하려 하였다. 정교는 1893년 2월 11일부터 2월 13일까지 3일간 박광호를 소두로 하는 약 50명의 동학교도들이 상경하여 궁궐 앞에서 교조 신원을 탄원하며 연좌시위를 벌인 사건을 대원군이 시킨 일이라고 주장하였다. 이때 정교는 대원군이 은밀히 동학당 수만 명을 서울로 불러 모임을 갖고 장차 불궤를 도모하여 그의 손자 이준용을 (왕으로) 추대하려 했으나 결국 실패하고 말았다고 하였다.
1894년 봄 동학 농민 운동 발생 당시 일부 동학군 지도자와 결탁하였다는 견해가 있다. 그에 의하면 동학군 중 온건파 지도자들이 그를 섭정으로 복위시킬 것을 약속했다는 것이다. 전봉준은 대원군을 반신반의 하면서도 명성황후와 민씨 세력의 축출을 위해 대원군과 손을 잡았다. 대원군 역시 명성황후의 제거를 위한 무력 집단이 필요했고, 동학 농민군과 제휴하게 된다.
흥선대원군이 포섭한 동학 농민군 지도자 중에는 손화중도 있었다. 손화중의 부인인 유씨가 임종 직전에 남긴 증언에 의하면 손화중도 대원군을 만나고, 그의 서신도 받았다고 한다. 손화중의 부인 유씨에 의하면 손화중은 '동학 농민 운동 중에 서울을 다녔는데, 대원군하고 직접 상면을 했다'고 한다. '그때 대원군의 서신도 받아 갖고 있었다는데 지금은 없어져서 전해지지 않는다.'는 증언을 했다.

#### 명성황후 폐출 기도
갑오경장 초기에 대원군과 이준용은 명성황후 폐서에 착수하였다. 6월 22일 흥선대원군은 측근 이원긍을 오토리 일본 공사에게 보내 명성황후 폐서의 취지가 담긴 문건을 제시하고 동의를 요구하였다. 그러나 일본 측에서는 쉽게 움직이지 않았다. 이준용도 24일까지 오토리 공사를 설득하기 위해 일본 공사관을 두 차례 방문하였다. 그러나 스기무라 서기관을 비롯한 일본 공사관 요원들이 강력히 반발했기 때문에 대원군과 이준용의 의도는 좌절당하였다. 그는 6월 24일 이준용을 별입직에 임명하여 고종과 명성황후에 대한 감시를 한층 강화하였다. 갑오경장을 전후해서 대원군과 이준용은 명성황후를 공격, 폐서인하려는 음모를 꾸몄으나 일본 영사관에서 호응하지 않아 수포로 돌아가고 만다.
동학 농민 운동이 실패로 돌아간 후 전봉준은 대원군과의 연관성을 추궁당하기도 했다. 1894년 6월 21일 일본군 혼성여단이 경복궁을 강제로 점령하였다. 정권 회복과 왕조 중흥 방안 마련에 골몰하던 대원군은 “조선의 땅을 한 치도 요구하지 않겠다.”라는 스기무라 후카시 일본 공사관 서기관의 확약을 곧이곧대로 믿고 일본 상인의 호위를 받으며 입궐하였다. 이로써 민씨 세도는 무너졌다. 이후 동학 농민군은 일본군에 의해 진압당했지만 대원군은 국왕의 생부라는 이유로 책임추궁을 당하지 않았다.

#### 개화파 암살 시도
1894년 9월 상순 허엽, 이병휘에 의해 대원군과 이준용의 음모가 탄로나자, 위기를 느낀 대원군은 개화파인 경무사 이윤용의 관직을 박탈하고 이어 개화파 암살을 고종주, 김국선 등에게 담당시켰다. 흥선대원군은 고종 축출 및 이준용 추대 쿠테타가 실패한 것이 개화파들 때문이라고 단정하였다.
김국선은 서울 창의문 내 신당에 살고 점술이 직업인 심원채로 하여금 무리를 모으게 하여, 전동석 이하 여러 사람을 모았다. 전동석과 심원채는 사제간이었다. 조용승, 윤진구, 정조원 등 은 이 일을 찬조하여 그 비용을 마련하였다.
거사와 관련하여 대원군으로부터 네 차례에 걸쳐 고종주에게 서간이 보내졌다. 1894년 9월 14일에 보낸 1차 서간에서는 김학우, 김가진, 김홍집 3인이 거명되지 않았고, 창의문 용사가 많이 모여 개화당을 진멸할 수 있다고만 하였다. 9월 20일에 보낸 2차 서간을 통하여 비로소 3인을 제거하라는 명령이 시달되었다. 그리고 9월 27일 보낸 3차 서간에서는 때를 놓치지 말라고 하였다. 4차 서간을 전달할 때 김국선이 구전으로 이완용, 이윤용, 안경수, 유길준, 박정양, 권모 등을 지목했다. 이 서간에서는 기회를 놓치면 성명을 보전하기 어려울 것이라고 하였다. 4차 서간을 지시에 따라 전동석에게 전하여 돌려보게 하였다. 대원군의 4차 서간은 9월 30일에 보내졌다.
대원군의 지시에 따라 암살 대상이 된 개화파들의 동태를 살펴오던 이들은 김학우의 주변에 계엄이 없음을 탐지하고 심원채가 모은 장사, 검객을 동원하여 거사에 착수하였다. 자객들은 1894년 10월 3일 밤 김학우의 서울 전동 사저를 습격해 친구들과 함께 술을 마시고 있던 김학우를 죽이고 그의 친구 두 명에게 부상을 입혔다. 이어 다른 개화파들을 죽이려 했지만 경무청의 기찰이 엄해 착수하지 못하였기 때문에 암살을 통한 개화파 제거 계획은 수포로 돌아갔다.

#### 제3차 집권
1894년 7월 초 갑오개혁 당시 일본의 종용으로 제3차 집권하였다. 이때 그는 이준용을 추대할 계획을 추진하려 하였다. 흥선대원군이 7월부터 8월까지 달포에 걸쳐 섭정을 하였으나, 일본이 바라는 것과 달리 자신의 정치 소신을 피력하자, 일본은 그에게 은퇴를 강요한다. 그와 동시에 대원군은 고종을 폐위하고 이준용을 추대할 계획을 다시 수립한다.
대원군파가 농민군을 상경시키고, 청국군을 끌어들여 일본군을 격퇴하고 개화파를 제거하여 정권을 장악하려는 계획은 당초 이준용, 이태용, 박준양의 시국대처 논의 속에서 그 윤곽이 짜여졌다. 당시 박준양은 이준용에게 관직을 쉬고 외국으로 나가 10년 동안 견문을 넓혀 명망을 얻은 이후에 돌아올 것을 권하였다. 그 동안 고종은 노쇠하게 되고 왕세자(순종)도 그다지 큰 덕이 없으니 그때에 외국 명망과 국내의 관심은 자연히 이준용에게 쏠릴 것이고, 그러면 그다지 노력하지 않고도 권력을 쥘 수 있을 것이라고 하였다. 그러나 이태용은 큰일을 도모할 경우에는 때를 놓치지 말아야 한다고 하면서, 여러 사람의 기대가 모두 대원군을 향하고 있고, 더욱이 동학군이 대원군을 받들겠다는 주장을 펴면서 봉기하고 있는 지금, 그들로 하여금 수십만 대중을 동원하여 올라오게 한다면 진실로 사람들의 무리가 하늘을 이긴다고 하듯이 일본군대가 비록 움직인다고 하더라도 어찌할 수 없을 것이라고 하였다. 이어 이태용은 이준용에게 한편으로 일본군을 만류하여 움직이지 못하게 하고, 다른 한편으로 밤을 재촉하여 군중을 올라오게 한다면 손바닥을 뒤집듯이 일이 쉬워질 것이라고 제안하였다.

#### 이준용 옹립 기도

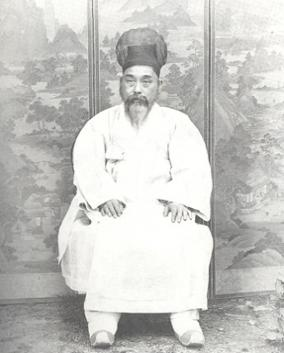
영선군 이준용 (1870-1917)
----대원군의 장손이다. 대원군은 아들인 흥친왕과 이재선, 고종보다는 활달하고 적극적인 성격의 손자 이준용을 총애하였다.

두 사람의 제안을 이준용은 대원군에게 알렸고, 대원군은 이태용의 안을 지지하여 박동진과 박세강에게 수십만 대중을 규합하여 속히 올라오게 하였다.
이에 따라 대원군과 함께 대원군파의 중심이었던 이준용은 관직을 내무협판에서 통위사로 옮겨 병권을 장악, 불시의 병력 사용에 대비하고 다수의 장정들을 모아 대궐 내에 은닉하여 일본군대가 북진하여 병력이 허약해진 틈을 노려 농민군과도 내외 상응하여 거사하려고 하였다. 농민군이 금강에 이르러 그 기세가 놀랄만하면 이준용은 이들을 토벌한다는 명분으로 병력을 일으켜 한성을 점령한다는 계획이었다.
동학농민군과 사전에 계획을 짠 뒤, 이준용이 토벌을 명분으로 부대를 구성하면 동학농민군은 빠진다는 계획이었다. 이준용은 이들을 토벌한다는 명분으로 출진명령을 얻어, 군병과 수백 명의 역사(力士)를 대동하고 과천, 수원 사이에 개부하여 오히려 일을 꾸며 합세 회군하여 서울로 들어와 사람들이 놀라고 왕이 피난할 때를 타서 한편으로는 그 부하인 통위영 병대를 동원하려 했다.
대원군과 이준용의 계획은 "농민군이 재기하면 그 토벌을 핑계로 군사를 일으켜서 개화정부를 전복하고 정권을 잡으려던 것으로 재기병을 촉구하는 밀사를 보냈던 것"이었으며, 또 만일 일본군이 동학농민군을 진압하러 내려가게 되면 즉각 해산하였다가 그 해 11월,12월 경에 강이 결빙하기를 기다려 청국병이 오게 될 형편이 되면 협력하여 일본군을 격퇴하고 정부를 갱신하고 새로운 왕을 세우려는 것이었다.
이준용이 이끄는 통위병 영대로서 왕실을 장악하고, 다른 한편으로는 하수인들을 지휘하여 김홍집, 조희연, 김가진, 김학우, 안경수, 유길준, 이윤용 등을 죽이고 정부를 전복하여 정권을 장악한 뒤 고종을 상왕으로 추대하고, 왕비와 태자를 폐하여 이준용을 왕위에 올리기로 결정하였다.
이들은 올라온 대중을 한편으로는 서울 근방에 배치하고, 다른 한편으로는 서울로 들여보내 종로에 도회시켜 만인소청을 설치하고 서찰을 정부에 투여하여 각국 공관에 조회시킨다는 계획을 세우기도 하였다. 그러면 한두 사람의 일이 아니고 수십만 명의 일이고 또 외국에 어떠한 해를 끼치는 일도 아니기 때문에 외국에서도 아무 말이 없을 것이라고 하였다. 일이 이루어지면 사신을 밀파하여 청국군에게 알려 앞으로의 시비에 대비하게 하고, 만일 일본군이 먼저 움직이면 일단 사방으로 흩어졌다가 94년 10월 중에 청국군이 나오는 것을 기다려 힘을 합쳐 협공하면 일본군을 격퇴할 수 있을 것이라고 생각하였다.
그리고 대원군파의 사람을 중심으로 신정부를 구성하여 박준양을 영의정에, 이태용과 김모를 각각 좌의정, 우의정에 앉히려고 하였으며, 고운정을 충청감사나 영남감사에, 그리고 고종주를 전라감사에 임명하려고 하였다.
8월 24일 청·일의 평양성 전투에서 기대했던 청나라의 패배소식이 알려진 후 대원군측의 일부 인사가 '정변계획'을 유보하자고 주장하자, 이준용은 머뭇거렸다. 이에 대원군의 측근인 박동진은 다음과 같이 주장하였다.
"대사는 시기를 잃지 말아야 하는데 오늘날의 물망이 모두 노대감(대원군)을 따르고 하물며 또 동학당은 상봉국태공(上奉國太公)의 설로 창의한 자들이다. 만약 몇십만 명을 이끌고 권토중래한다면 실로 소위 인중승천(人衆勝天 인바 일본군이 움직인다 한들 어쩌겠는가."
동학농민군의 주장 중 농민군이 폐정개혁을 요구하는 가운데 대원군의 감국도 요구하고 있었 다. 전봉준과 대원군 사이에 사전모의가 있었던 것이 아니라, 농민군이 폐정개혁을 요구하는 가운데 대원군의 감국도 요구하고 있었음을 주목한 대원군측이 농민군을 이용하여 일본군과 친일개화파를 축출하고 권력을 장악하려 했음을 시사해준다.
그러나 대원군과 이준용의 정변 음모는 일본 공사관의 첩보망에 걸려 실패로 돌아간다. 대원군은 일본 공사관에 소환되었고 청나라와 손잡고 일본군을 축출하려는 의도를 추궁당한다.

#### 일본의 퇴진 압력
1894년 10월 중순 이후 일본 측은 흥선대원군과 이준용이 항일활동을 전개한 증거들을 가지고 추궁하며 양인에게 공직 사퇴를 종용하였다. 당시 조선 정부는 고종이 평양의 청장들에게 보낸 밀서를 일본 측이 문제삼지 않는다는 조건으로 대원군의 축출에 동의했었다. 이에 대원군은 이노우에 가오루(井上馨) 일본 공사에게 자신이 추진한 항일 운동에 대해 사과하고 손자 이준용의 장래 교육을 부탁하였다. 결국 이준용 추대 계획은 수포로 돌아가고 만다.
일본은 흥선대원군을 대신하여 김홍집 내각을 앞세워 경장사업(更張事業)을 추진했다.
1895년 3월 24일 이준용이 김학우 암살 혐의로 체포되었다. 박영효와 서광범 등은 이준용 역모사건을 이용하여 대원군파를 일소하려는 의도에서 이준용과 그 당여들을 사형에 처하려 하였다. 그러나 어떤 대가를 지불해서라도 이준용을 구하려는 흥선대원군의 절박한 부탁을 받은 이노우에 공사와 각국 영사들이 이준용에 대한 선처를 호소하고 나서서 결국 이준용은 사형을 면하고 종신 유배형을 받았다. 그리고 이준용은 일본영사관 영사로 임명되어 떠나게 됐다.
농민전쟁을 이용하여 정권을 장악하려 한 대원군파의 시도는 좌절되고 대원군은 정계은퇴를 강요당했을 뿐 아니라, 1895년 4월 29일 발표된 대원군존봉의절에 의해 사실상 연금상태에 들어갔다. 대원군존봉의절에는 '대문에 총순, 순검으로 입직케 한다', '대소신민이 칙명 외에는 감히 사적으로 알현치 못한다', '출입할 시에는 궁내부에 먼저 알려 궁내부관원으로 배종케 하고 입직하는 총순,총검도 경위케 한다'고 하여 대원군과 외부 인사의 접촉을 사실상 차단했다.

#### 급진 개화파와의 내통
1894년 가을 명성황후는 개화당을 제거하려는 계획을 꾸몄는데 이때 흥선대원군의 첩보망에 발각되었다. 흥선대원군은 명성황후 암살 문제를 일본공사와 협의하고 일본측에 약간의 도움을 요청하였다. 대원군은 일본 공사 오카모토 류노스케와의 협의 끝에 일본인들로부터 약간의 도움을 얻어 그녀를 죽이기로 결정하였다. 후에 유길준은 미국인 교수 에드워드 모스에게 보낸 서신에서 대원군이 일본 공사관의 지원을 받아 거사를 단행한 것이 가장 큰 실수라는 비판을 가하기도 했다.
1895년 초 김홍집, 유길준 등의 급진적 개화파를 포섭, 내통하였다. 갑신정변이 실패한 이후 고종과 명성황후 계열, 민씨 일족으로부터 박해를 받던 처지였다. 갑신정변 이후 고종과 명성황후는 민겸호, 민영목, 흥인군 등을 사살한 급진 개화파를 제거하기로 결심하고 김옥균의 암살을 획책한다. 이전까지만 해도 대원군은 개화파를 제거하려 하였지만 고종, 명성황후와 개화파 간에 사이가 틀어지면서 대원군은 이들을 포섭할 계획을 세운다. 급진 개화파는 대원군에게 명성황후가 개혁가들을 일망타진하려 한다고 알려왔고, 대원군은 명성황후 및 온건 개화파, 근왕세력과 등을 돌리게 된 유길준 등의 급진 개화파를 포섭했다. 개화파와 손잡은 그는 명성황후 제거의 당위성을 설득하고 다녔다.

### 은퇴와 죽음

#### 명성황후 암살 계획
위정척사파, 동학 농민군, 개화파 일부와 손을 잡은 흥선대원군은 본격적으로 명성황후 폐출 작업에 착수한다. 청나라와 일본 공사관의 청나라 외교관, 일본 외교관을 설득하여 명성황후의 패륜성을 지적하며 그를 폐출시켜야 한다는 점을 강조하였다.
1895년 일본 공사로 부임한 미우라 고로와 스기무라 후카시(杉村濬), 오카모토 류노스케(岡本柳之助) 등이 명성황후 제거를 모의했는데 이들은 대원군을 끌어들이려 하였으나 대원군은 처음에는 거절하였다. 대원군은 장손 이준용이 교동에 유폐된 이래 불만을 품고 공덕동 별장에 칩거하면서 외출도 하지 않고 있었다. 뒤에 오카모도가 운현궁을 찾아 대원군을 설득하였다. 그러나 흥선대원군은 비밀리에 일본 공사관을 자주 출입했는데, 유길준은 그가 수시로 일본 영사관을 드나들었다 고 지적했다.
8월 16일 대원군의 공덕리 별장 사랑에서 일본인 궁내부 고문관 오카모토 류우노스케가 명성황후 제거와 관련한 4개항의 각서를 대원군에게 제시하고 대원군의 자필 서명을 받아냈다. 각서는 거사후 대원군이 국왕을 보필해 궁중을 감독하되 정사는 내각에 맡겨 일체 간섭하지 않는다는 것이 핵심 내용이었다. 일본은 명성황후를 제거한 뒤 대원군이 정치에 관여하지 못하도록 미리 쐐기를 박아둔 것이다. 이날 대원군이 각서에 자필 서명하는 자리에는 대원군의 장남인 이재면과 장손자 이준용도 함께 있었다.
대원군은 출발에 앞서 자신의 거사 취지를 밝히는 '고유문'을 발표하고 이를 서울 시내에 게시하라고 지시했다. 고유문은 '민씨 척족이 권력을 잡고 갑오경장의 개혁을 무위로 돌려 나라를 위태롭게 하고 있으니 이들을 척결해 버리겠다'는 내용이다. 이는 일본의 강요가 아닌 흥선대원군의 친필로 적은 성명서였다. 일본에서 명성황후 암살을 계획한다는 첩보가 입수되었으나, 흥선대원군의 거사 고유문이 발표되면서 첩보를 입수한 조선의 식자들은 혼란에 빠지게 된다.

#### 을미사변 전후

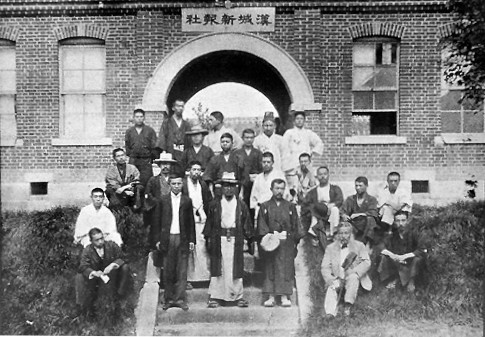
을미사변을 일으킨 일본인 낭인들(한성신보 사옥 앞에서)

흥선대원군은 명성황후를 살해하기 위한 자객이 파견되자 사람을 보내 그들을 돕도록 했다. 명성황후가 살해된 양력 10월 8일을 전후하여 친일적 성향으로 변신하였다. 그러나 이 시기의 성향에 대해 단지 ‘반일 성향이 아니었을 뿐이다.’라는 주장도 있다. 1895년 가을 그는 일본 영사관을 찾아 일본 공사관 오카모토 류노스케를 만나 도움을 요청한다. 유길준에 따르면 1894년 가을 명성왕후가 개화당(개화파) 모두를 제거하려는 계획을 꾸몄다가 흥선대원군의 첩보망에 발각되었고, 흥선대원군은 일본공사 오카모토와 협의 끝에 일본인들로부터 약간의 도움을 얻어 그를 죽이기로 결정하였다.'고 한다.
명성황후가 살해됐다는 것은 경복궁 내 강령전에 머물며 휴식을 취하고 있던 대원군에게 즉각 보고됐다. 대원군은 겁에 질린 고종이 그를 부르는 형식을 빌려 이날 아침 경복궁내 건청궁에서 아들과 대면하게 된다. 대원군이 건청궁으로 향하던 바로 그 시각, 명성황후의 시신은 홑이불에 싸인 채 대궐 소나무 숲으로 옮겨져 석유가 뿌려진 가운데 초가을의 새벽 하늘로 한줄기 연기가 되어 사라지고 있었다. 대원군은 고종과 대면한 자리에서 대원군은 고종의 형이자 자신의 장남 이재면을 궁내부대신에 앉히고 다시 정권을 장악한다.
1895년 10월 8일 을미사변으로 명성황후가 옥호루에서 시해된 뒤 손자 영선군 이준용은 일본의 도움으로 석방됐다. 이준용의 석방 직후 흥선대원군은 즉시 강화군 교동도로 사람을 보내 을미사변의 실패에 대비해, 손자인 이준용에게 일본으로 도망가라고 했다. 그러나 이준용은 일본으로 망명하지 않고 강화군 교동도에 머무르다가 한성부로 갔다.
명성황후의 암살은 바로 한성부에 체제하고 있던 프랑스와 청나라 공사관의 외교관 및 외교관 부인, 언론인들의 입을 통해 외국에 알려졌다. 주조선 러시아 공사 웨베르는 즉시 보고서를 작성하여 러시아 황제 니콜라이 2세에게 보고했다. 당시 러시아 황제 니콜라이 2세는 웨베르 보고서를 직접 읽은 뒤 표지에 친필로 “이런 일이 실제로 일어났단 말인가. 정말 놀라운 일이다”라고 적은 뒤 즉각 한반도에 가까운 아무르 주 주둔군에 비상 대기령을 내렸다. 프랑스 공사관에서는 명성황후 암살의 배후로 흥선대원군을 의심했다.

#### 명성황후 살해 배후 의혹
조선의 지식인들에게는 일본 낭인에 의한 명성황후의 암살에 대해 그는 간판마담으로 끌려간 것으로 해석되었다. 그러나 유길준, 박은식 등은 그를 의심했다. 1895년 10월 8일 명성황후가 암살되자 유길준은 그를 명성황후 암살의 배후로 지목하였다. 유길준은 명성황후를 '세계에서 가장 나쁜 여성'이라고 혹평하였으며 미국인 은사 모스에게 보내는 편지에 명성황후를 개화당 살해의 배후로 보았다. 편지 본문에서 유길준은 “민비(명성황후)가 도움을 청하기 위해 러시아 공사와 비밀 접촉하고, 1894년 가을 개화당 모두를 살해하려는 계획을 꾸미다가 대원군에게 발각되었고 대원군은 일본공사 오카모토 류노스케와 협의 끝에 일본인들로부터 약간의 도움을 얻어 그를 죽이기로 결정하였다”라고 진술하였다.
보낸 편지에서 유길준은 명성황후 암살은 실행되었지만 흥선대원군이 명성황후 암살 문제를 일본공사와 협의하고 일본측에 약간의 도움을 요청한 것은 큰 실수였다고 지적하였다. 그러나 유길준은 '도움을 얻기 위해서는 달리 방법이 없었다.'는 의견도 덧붙였다. 한편 유길준 역시 명성황후 살해 당시 협력한 조선인 중의 한사람이었다.
사학자이며 대한민국임시정부의 2대 대통령인 박은식도 그를 명성황후 암살의 배후로 지목하였다. 박은식은 춘추전국시대에 조돈(趙盾)이 왕을 암살한 것을 비유하여 이와 다를 바 없다고 평가하였으며 감정이 사람의 양심을 가린다며 비판하였다.

#### 말년
1895년말 대원군의 행동을 제약하는 법을 정하여 유폐생활을 강요당하였다. 1896년 아관파천이 일어나자 대원군은 은퇴하여 다시 양주로 가서 은거하다가 1898년 1월 부인 여흥부대부인의 죽음을 본 후, 2월 운현궁 별장 아소당 정침(正寢)에서 죽었다. 그의 장례식에 아들 고종은 불참하였다 한다. 사망 직후 윤 3월 26일 '아소당' 뒤뜰에 묻혔으며, 묘호는 흥원(興園)이라 명명되었다. 만년에는 국태공이라는 별칭으로도 불렸다.

흥선대원군 국상에 몰린 인파 (1898년 5월 25일)

고종은 을미사변 사건의 배후의 한 사람으로 흥선대원군이라 봤다. 1898년 흥선대원군이 죽었을 때 아들 고종이 장례식에도 나타나지 않을 만큼 부자관계는 악화되어 있었다.
그가 죽자 한성부에서는 7일장을 했으나, 고종은 그의 장례식에 참석하지 않았다. 고종은 그의 장례식 참석을 거부했고, 흥친왕 이재면은 혹시나 자신도 죽임당할까봐 대원군의 부음을 알리는 것을 머뭇거리면서 주저했다. 그러나 상여가 노제를 한 뒤 서문(西門)으로 나갈 때 고종은 마루에 서서 담넘어로 바라보며 오랫동안 대성통곡을 하였다. 그 통곡 소리가 밖에까지 들렸다 한다. 상여가 공덕리로 가는 것을 보고 서대문 밖까지도 쫓아갔다고도 한다.
순종 즉위 후 1907년 8월 26일 장례원경(掌禮院卿) 이중하(李重夏)가 그를 대원왕으로 추존할 것을 건의하였고, 1907년 10월 1일 대원왕(大院王)에 추봉되었다. 시호는 헌의(獻懿)이다. 이에 따라 헌의대원왕(獻懿大院王)이라고도 부른다.

### 사후
고양군 용강면 공덕리 아소당 뒤뜰에 임시로 매장되었다가 1898년 5월 16일 한성부 성저십리 서강방 상수일리에 부인 여흥부대부인 민씨와 합장, 이장되었다. 1908년(융희 2년) 1월 30일 경기도 파주군 운천면 대덕동(雲川面 大德洞) 산 동쪽 언덕으로 이장되었다. 1907년 왕의 예로써 다시 장례하라는 명이 내려진 이후 흥원의 천봉은 융희(隆熙) 원년(1907년) 11월10일에 시작돼 융희 2년(1908년) 2월1일에 마무리됐다. 1966년 6월 16일 다시 경기도 남양주군으로 이장되었다.

## 평가와 비판
외모에 대해서는 '형형한 눈빛과 매섭고도 날카로운 하관 :280'이라 한다.

### 긍정적 평가
헐버트(H.B Hulbert)는 자신의 저서《대한제국멸망사》에서 흥선대원군을 이렇게 묘사했다. :285
헐버트에 의하면 '그는 개성이 강하면서도 오만한 기질을 가진 남자였다. 백성들은 아무리 그를 미워하더라도 한편으로는 항상 그를 존경했다. 그는 아마도 한국의 정치 무대에서 찾아보기 어려운 거물이었던 것 같다. :285 그는 매사에 반항적이었으며, 어떠한 난관에 봉착하더라도 그것이 도덕적인 문제이든 경제적인 문제이든 관계없이 자신이 의도한 바를 관철해 나가는 불굴의 투지를 가진 사람이었다. :285
작가 김동인은 역사소설《운현궁의 봄》에서 대원군은 지배계급의 횡포로 인권을 존중받지 못하는 민중의 아픔을 자신의 아픔으로 이해했을 것이라고 이해했다. 소설을 읽다보면 대원군이 강제추방의 위기에 놓인 민중들을 보면서 자신의 무능함을 탓하며 그들의 아픔을 자신의 아픔으로 느끼는 내용이 나온다. 또한 김동인은 대원군을 호랑이같은 사내대장부이면서도, 안동 김씨의 탄압을 피해 때를 기다리며 참고 견딜줄을 아는 속깊은 사람으로 이해한다. 하지만 대원군이 보통 사람이 아님을 아는 사람은 그를 존경하는 기녀밖에는 없다고 보았다.

#### 통상 수교 거부 정책에 대한 평가
통상 수교 거부 정책에 대해서는 '조선의 발전을 가로막은 폐쇄정책'이라는 평가가 있고, 반면에 '그 당시에 일어난 일련의 사건, 곧 독일의 상인 오페르트가 대원군의 아버지 남연군의 묘소를 도굴한 사건, 두 차례의 외세 침공(병인양요, 신미양요), 병인양요 당시 프랑스군의 횡포와 문화재 약탈 등 서구열강의 위협 문제는 대원군으로 하여금 열강에 대해 경계하게 만들기에 충분했고 그에 따른 자구책'으로 평가하기도 한다. 이는 또한 대원군이 중시했던 백성을 편안케 하고 조선을 국제사회에서 살아남게 하려는 국제적 공존을 위한 정책이었다는 평가도 있으며, 이는 신미양요 당시 미국 함대 사령관 로저스에게 보낸 치서(致書)에서도 드러나 있다는 주장이 있다.

### 비판, 부정적 평가
한편 정책 전반에 대해서는 쇄국정책을 통해 개항과 개방을 막고 발전의 기회를 차단하였다는 비판이 있다. 쇄국정책을 통해 서구의 문물과 과학기술이 유입되는 것을 차단하고, 발전과 부흥의 계기를 막았다는 것이다.
또한 '역사를 역행한 시대착오론자'라는 평가와 '왕권 강화 및 국권 융성을 꾀한 개혁가'라는 평가도 엇갈린다. 그의 개혁정치는 일시적으로 내부적 모순을 완화시키고 외세의 침략을 저지하는 성과를 거두기도 했으나, 모두 근본적으로 해결되지는 않았다는 평가도 있다. 시대착오론자라는 평가에 대해서는 오히려 일본에 줄기차고 거세게 저항했던 흥선대원군의 민족주의적 성격을 의도적으로 폄하했다는 식민사관의 유산이라는 반론이 있다. 또한 천주교인에 대한 대량학살과 동학 탄압, 서원 정리 과정에서의 유학자 탄압 역시 인권탄압과 종교탄압이라는 비판이 있다.
손자인 순종은 '태황제(고종)가 어린 나이에 제위에 올랐기 때문에 왕은 황제의 본생부로서 주공이 어린 성왕을 보필했던 일을 떠맡았다. 구족을 돈목하게 하고 사색의 당파를 평등하게 기용하였으며, 요행의 문로를 막고 언론의 통로를 열며 침체된 사람들을 발탁하고 세도가들을 물리쳤다.'고 평가했다. 현재, 대원군에 대한 평가는 병인박해의 피해를 입은 한국 천주교회, 안동 김씨, 여흥 민씨 가문 등 흥선대원군과 관련자들의 이해관계가 얽혀 있으므로 객관적인 평가는 어렵다.
윤효정은 자신의 저서에 그의 어려운 생활을 설명하면서도 김병기에게 청탁하는 것을 두고 '몰지각하며 비열하다'는 평을 짤막하게 내놓기도 했다.

#### 쇄국정책에 대한 비판
의열단 단장인 김원봉(金元鳳)은 대원군의 쇄국정책이 조선의 발전을 저해하였다고 비판했다. 그에 의하면 "프랑스 함대와 미국 함대를 격퇴시킨 병인양요(1866년)와 신미양요(1871년)는 그 나름대로 (양이(攘夷) 의식에 따르는) 민족적, 국수주의적 견지에서 통쾌한 일이었지만, 세계 정세에서 살펴보면 민족의 장래를 그르치게 한 어리석은 짓이었다."라는 것이다.

#### 경복궁 중건에 대한 비판
대원군은 경복궁 중건을 계획하였다. 문제는 당시 조선의 경제 상황을 전혀 고려하지 않아 경복궁 중건 자체가 사실상 매우 무리한 계획이었던 점에 있다. 대원군은 경복궁을 중건하기에는 조정의 재정이 부족하다는 것을 파악하고 당백전이라는 고액권 화폐를 발행하는 무리수를 두게 되었다. 그 결과 조선의 경제는 인플레이션이 심하게 발생하는 등 매우 어지러워졌으며 간접적으로는 일제강점기를 막지 못한 여러 가지 이유 중 하나가 되었다. 경복궁 중건은 완성했으나 이로 인하여 안 그래도 힘든 조선의 경제 상황을 더욱 힘들게 악화시켰다. 일각에서는 그럴 돈으로 병력이나 키웠으면 적어도 일제강점기만이라도 막았다는 의견을 제시하기도 한다.

#### 가톨릭탄압
대원군이 가톨릭을 탄압한 일로 인해 프랑스가 쳐들어왔다. 이를 병인양요라 한다. 대원군은 무리한 쇄국정책을 기반으로 한 가톨릭 탄압으로 인해 안해도 될 전쟁을 했다. 전투에서 승리하고 패배하는 것이 문제가 아니라 굳이 하지 않아도 될 전투를 했다는 것은 분명히 비판받아야 할 부분이다.

#### 월권행위, 독재에 대한 비판
역사가이자 유학자인 황현은 대원군의 월권행위와 독재를 지적, 비판했다. 황현에 의하면 '종전의 세도는 비록 한사람이 주관하고 있을지라도 아들과 조카, 인척들이 종종 한몫을 하고 있었으므로, 서로 간섭하고 부족한 점을 보완하여 오직 실각하지 않을까 두려워했다. :298 그러나 대원군 때는 혼자 집권했기 때문에, 비록 음관 한 명이나 변방의 장수 한 사람이라도 대원군을 거치지 않고는 명령을 발령할 수가 없었다. :298' 인사발령을 할 때는 언제나 그(대원군)가 미리 후보 명단을 작성하여 자리를 채운 뒤에 올리면 고종은 그것을 따라 낙점만 할 뿐이었다. :298는 것이다. 군주도 아니고 인사부서인 이조의 장이나 정승이 아닌 대원군에게는 인사 임명 권한은 없었다.

#### 선정비와 권력남용
대원군 집권시 전국 각지에는 대원군에게 감사하는 선정비도 세워졌다. 여러 고을의 불합리한 관행이나 해묵은 과제를 해결해주고, 자신의 업적을 찬양하는 선정비를 세웠다. :298 임용한에 의하면 '대원군 자신이 직접 세운 것은 아니지만, 문제는 선정비 건립 자체가 불법이었고, 이를 대원군이 몰랐을 리도 없다. :298 '는 것이다. 이것은 대원군 개혁 정치의 핵심이자 목적인 불법적 관행을 제거하여 국가의 법체를 회복하는 것과도 맞지 않는다. :298 게다가 흥선대원군의 권력은 국왕의 아버지 라는 지위를 이용한 권력이었다. 그럼에도 대원군은 이를 숨기지 않고, 오히려 선정비를 통해 적극적으로 과시했다. :298
임용한은 선정비와 척화비를 보면 독재자로서의 면모가 드러나기 시작한다, 그리고 독재자로 변해갔다 :298 고 평가했다.
매천 황현은 그가 권력남용을 했다는 점을 지적했다. 권력남용의 근거로 매천 황현은 대원군이 10년간 집정할 때의 위엄으로 '대원군분부'란 다섯 자가 곳곳에 퍼져 뇌정탕화(무서운 천중과 끓는 물과 달구워진 쇠붙이)같아 관리나 일반 백성들은 항상 관청의 법률에 저촉될까봐 노심초사했다. 이에 따라 대원군의 실각을 기뻐하며 축하하였다고 한다.

#### 명성황후 암살 사주, 협력
명성황후의 암살을 사주, 협력한 것에 대한 비판도 있다. 그는 일본 공사관에 명성황후를 제거해 달라고 일본 공사관에 수시로 부탁했다고 한다. 일본 공사관은 처음에는 거절하였으나 명성황후가 반일성향으로 변신하자 명성황후 제거작업에 착수한다.
사학자이며 대한민국임시정부의 2대 대통령인 박은식은 춘추전국시대에 조돈(趙盾)이 왕을 암살한 것을 비유하여 이와 다를바 없다고 평가하였으며 감정이 사람의 양심을 가린다며 비판하였다. 유길준은 그가 '명성황후 암살 문제를 일본공사와 협의하고 일본측에 약간의 도움을 요청한 것은 큰 실수'였다고 지적하였다. 그러나 유길준은 '명성황후가 1894년 가을 개화당 모두를 살해하려는 계획을 꾸미다가 대원군에게 발각되었고 대원군은 일본공사 오카모토 류노스케와 협의 끝에 일본인들로부터 약간의 도움을 얻어 그를 죽이기로 결정하였다.'고 하여 대원군의 개인적 욕심 때문만은 아니라는 견해를 보이기도 했다.
을미사변 당시 조선에 주재하고 있던 미국 러시아 영국 독일 프랑스 등 구미 국가 외교관들은 명성황후시해와 관련해 일본측의 책임을 추궁하면서도 이 사건의 주범이 대원군이라는 데에는 이견이 없었다. 그래서 그들은 모두 대원군을 기피인물로 삼았다.
흥선대원군이 왕비 암살에 어느정도 영향을 행사했다고 본 윤치호는 대원군을 대완근(大頑根), 이역(李逆), 이친(李親)이라 불렀다.

### 기타
민족주의 사가인 박은식은 "대원군은 그 지위가 군주와 같아 대권이 손안에 들고 모든 관료가 그 지휘를 따르면 만백성이 그 위세를 우러러보고 명령하고 행하고 금하면 그쳐 후세의 이윤이나 주공과 같이 될수도 있다"고 하였으며"대원군이 섭정함에 주의 사정과 제반 조건이 중흥을 기대할 수 있었으나 학식의 부족함이 애석하다"고 평가하였다. 그러나 박은식은 그를 명성황후 살해의 동조자로 보고 부정적으로 평가하기도 했다. 황현 역시 매천야록에서 그를 명성황후의 암살 협력자로 지목했고, 유길준 역시 그를 명성황후 살해 조선인 고위 협력자로 지목했다.
인재 채용에 있어서 폭넓게 지지세력을 끌어들이지 못하고 소극적이었다는 시각도 있다. 소설가 장덕조는 그가 '오랫동안 불우한 환경에서 염량세태의 무정함과, 인간의 배신을 뼈저리게 느껴온 대원군은 새로운 세력을 구축하는 데 있어서도 좁은 범위 안의 복심인물(復心人物)과 골육을 등용할 수 밖에 없었다.'고 평하였다. 편협하고 용렬하다는 비판도 있다.

#### 권력욕에 대한 비판
본심을 숨기고 안동 김씨 문중을 찾아가 굴욕을 자처한 뒤 권력을 획득한 점 등 권력욕의 화신으로도 평가된다.
그는 일부러 김좌근에게 양아버지라 하면서 그에게도 용돈을 얻어 썼고, 김병기는 그를 심하게 무시했다 한다.
쿠테타를 일으켜 아들 고종을 몰아내고 이재면을 추대하려 한 점, 1881년 8월의 이재선 역모 사건을 배후조종하여 이재선을 왕으로 앉히려다가 실패한 점, 청나라 군대와 일본군대를 끌어들여 명성황후를 제거하려 한 점, 일본 공사관에 찾아가 명성황후를 제거하는데 협력해줄 것을 계속 요청한 점이 부정적으로 작용하고 있다. 또한 집권 후 사적인 보복을 한 것 역시 비판의 대상이 되고 있다.

#### 서원 철폐에 대한 평가
서원을 철폐하려고 7년여를 기다린 일에 대해서도 '때를 기다릴 줄 알았다'는 평가와 '완고하고 고루하다'는 평가가 엇갈린다.
한편 흥선대원군은 서원 철폐령 당시 자신의 외6대조 노봉 민정중을 배향한 충주 누암서원(樓巖書院), 장흥 연곡서원(淵谷書院) 역시 예외 없이 철폐하라 명하였다.

### 논란과 의혹

#### 정치 테러 의혹
고종의 친정 선언 직후인 1873년 12월 10일 명성황후의 침전에 폭약을 설치해 경복궁에 대화재를 일으킨 세력의 배후 인물로 흥선대원군이 의심받았다.
한편 대원군은 1874년 민승호 폭사의 배후로 지목되었다. 1874년 11월 민승호가 정체불명의 불교 승려로부터 선물로 받은 꾸러미가 폭발, 민승호 부자와 감고당 이씨가 그자리에서 폭사한다. 소포 폭탄이었다. 물증은 없었지만 흥선대원군의 복수극이 분명했다. 민승호와 그의 아들, 민치구의 부인 등이 그자리에서 즉사했고, 민승호의 양어머니이자 명성황후의 친어머니 감고당 이씨는 몇시간 뒤에 사망했다. 명성황후는 이를 흥선대원군의 소행으로 여겨 시아버지와 며느리의 관계는 더 이상 돌이킬 수 없는 사이가 되어 버렸다. 한편 민영익 역시 폭사의 배후를 흥선대원군으로 보고, 복수를 다짐하기도 했다. 임오군란을 전후해 발생한 이 사건은 당대에 그가 하수인을 사주하였다는 의혹이 제기되었다.
1876년 이준용 추대 음모에서 그 배후로 여겨지게 되나 구체적으로 증명된 것은 없다. 그러나 1881년 이재선을 추대하려던 이재선의 역모 사건에는 대원군의 측근인 안기영, 허욱, 권정호(權鼎鎬), 이철구, 이두영(李斗榮) 등이 현장에서 체포되어 그의 사주로 확인되었다. 그러나 국왕의 친부이므로 흥선대원군은 처형하지 못했고, 대원군의 측근 안기영, 권정호와 이두영, 이철구 등을 능지처참시키고, 고종의 이복 형인 이재선은 제주도 제주목으로 유배보냈다가 사사하는 선에서 사건은 마무리지어졌다.
1875년 11월 흥인군의 집에 원인을 알수 없는 방화가 일어났다. 흥선대원군은 무능하면서 욕심 많은 흥인군을 노골적으로 무시했고, 어머니와 둘째 형이 죽은 뒤에도 계속되어, 이는 감정대립으로 이어졌다. 이것 역시 흥선대원군의 소행이라는 의혹이 제기되기도 했다.

#### 친형 흥인군과의 갈등 및 살해 논란
흥선대원군은 자신보다 무능력하면서 욕심이 많던 셋째 형 흥인군을 의도적으로 무시했다.
1867년 3월 경복궁 공사장에 화재가 발생했다. 이때 흥선대원군은 대노하여 흥인군과 이경하를 투옥, 처형하려고 했으나 중신들의 만류로 그만두었다. 흥선대원군은 흥인군을 경복궁 중건 때 영선도감 제조로 임명하여 공사를 감독하게 했다. 그러나 경복궁 중건 당시 1년만에 전각과 재목이 방화로 소실되자, 흥선대원군은 형 흥인군을 책임을 물어 처형하려고 했다.
흥선대원군은 자신의 형을 못마땅히 여겨 정권을 장악하고 있던 10년 동안에도 한 발짝 내딛을 땅조차 빌려준 적이 없어 흥인군은 이후에도 오랫동안 불쾌한 감정을 가슴에 품고 있었다. 민승호는 흥인군을 이용하여 흥선대원군의 동정을 엿볼 심사로 친밀감을 표했다. 그리고 명성황후에게도 그 속 뜻을 설명했다.
| “ | 흥인군은 무모하기 짝이 없는 어리석고 못난 사람입니다. 대원군 10년 집정 기간 동안 부뚜막 아래 굶주린 개 같은 푸대접을 받았으니 그 속은 불만으로 가득 차 있을 것입니다. 그런 위인인 만큼 조금 관대하게 대해주면 분명히 감복하여 시키는 대로 운현궁의 동태를 낱낱이 살펴 아뢸 것입니다. | ” |

흥인군과 흥선대원군의 감정대립을 이용, 민승호가 그를 이용하여 흥선대원군을 이용하려 하였다. 그러자 흥선대원군은 다시 흥인군을 이용해 민씨 일파의 동정을 염탐하려 하였다.
흥인군은 재물을 탐하는 나쁜 버릇이 심했다. 그는 이 한 때의 요행으로 작은 세도를 얻어 대부호가 되는 것을 목적으로 닥치는 대로 돈과 재물을 긁어모았다. 이러한 흥인군의 행동거지를 눈치 채지 못할 흥선대원군이 아니었다. 대원군은 예민한 촉수로 이미 흥인군의 일거수일투족을 빠짐없이 감시하고 단속하면서, 거꾸로 흥인군을 통해 민씨 일파의 동정을 탐문했다. 그러자 애초 민씨 일파가 계획했던 대로 운현궁의 동태는 알 길이 없어지고, 의정 대신이라는 지위는 흥인군의 재물 욕심을 채워 주는 도구가 되고 말았다.
1882년 6월 10일 임오군란 당시 흥인군은 흥선대원군의 사주를 받은 임오군란 난군에 의해 살해되었다. 난병이 흥인군 저택 을 포위하자 이최응은 담장을 넘으려다 떨어져 고환이 터져 결국 사망한다. 6월 9일 임오군란이 발생하자 그는 밤새 잠을 못 자고, 6월 10일 새벽에 겨우 잠이 들었다. 그러나 집 밖에서 별안간 떠들썩하는 바람에 급히 일어나 뒷담을 뛰어 넘으려 하였다. 담에서 떨어진 그는 고환이 터져 신음하다가 난병의 창에 찔렸다. 이는 김동인의 소설 운현궁의 봄과 유주현의 소설 대원군에도 인용되었다. 그는 대원군의 형으로써 민씨 일파를 도와주었다고 하여 대원군이 일으킨 난병에게 무참하게 참살당하였다.

#### 아들의 죽음과 권력욕 문제
이재선 모역 사건의 배후가 흥선대원군이라는 의혹이 있다. 이재선을 배후에서 조종한 것이 흥선대원군이라는 말도 있었다. 운현이 화근이라는 얘기가 자자했다는 것이다. 흥선대원군은 자신의 아들이 죽을 수도 있음을 알고 있었지만 이재선을 부추겼고, 이윤용, 황현 등은 이를 간파했다.
쿠데타 계획이 구체적으로 정해지면서 이재선 역시 자신의 측근들을 포섭했다. 이재선은 자신의 측근들을 포섭할 때 "큰사랑의 뜻도 이와 같다"는 말을 하고는 했다. 큰사랑이란 바로 흥선대원군을 지칭한다. 이런 사실로 미루어볼 때 이재선은 강달선으로부터 ‘벌왜’ 계획을 듣고 곧바로 흥선대원군에게 알렸으며, 흥선대원군은 ‘벌왜’를 이용해 다시 권력을 잡으려고 시도했다고 추정된다.
흥선대원군이 직접 계획하지는 않았다. 그러나 1881년 7월부터 유림들이 쿠데타를 계획한다는 것을 접한 대원군은 오히려 이재선을 독려했다. 흥선대원군은 “네가 벌왜를 주장하면 큰 공을 세우게 되고 크게 쓰일 것”이라는 말로 이재선을 부추겼다. 흥선대원군 역시 어리석은 이재선을 이용해 권력을 잡으려는 심산이었다. 흥선대원군의 측근 안기영, 권정호 등도 별도로, 유림의 접촉 전에 30여명과 모여서 사람을 동원, 정변을 준비해나가고 있었다. 거사를 하루 앞둔 8월 20일 한밤중에 이재선·강달선·안기영 등은 한자리에 모여 거사계획을 최종 점검했다. 그런데 문제는 예정했던 거사자금과 쿠데타군이 거의 모집되지 않았다는 사실이었다. 1천 명으로는 어렵다는 의견이 사전에 나왔고, 승산이 없다고 본 일부는 비밀리에 이탈했으며, 광주 남한산성의 병력들은 이탈한 상태였다. 그럼에도 쿠데타 주도자들은 과거시험을 보기 위해 운집한 유생들을 선동한다면 충분히 승산이 있다고 판단하고 그대로 추진하기로 결정했다. 거사시간은 해시(亥時, 오후 9~11시)로 잡았다. 8월 21일 아침 7시쯤 흥선대원군에게 전달됐다. 보고를 접한 흥선대원군은 군사력의 뒷받침이 없어 성공 가능성이 거의 없다고 판단했다.
흥선대원군은 강달선 등을 불러 사실을 확인했다. 그 결과 강달선 등은 정말로 쿠데타군을 거의 모집하지 못한 상황이었다. 흥선대원군은 강달선 등을 ‘금품을 갈취하려고 사람들을 선동한 사기꾼’으로 몰아 체포했다. 이들을 체포함으로써 흥선대원군은 만약의 경우 쿠데타 모의가 누설되더라도 빠져나갈 구실을 만들었다. 그간 자신이 이들과 접촉한 이유는 역모를 정탐하기 위해서였다고 둘러대면 그만이기 때문이었다.
일이 뜻대로 풀리지 않자 대원군은 실패를 예상하고 역모세력의 입막음을 시도했다. 다른 죄명을 씌워 형조에 넘긴 것이다. 이재선은 8월29일 포도청으로 자진출두했다. 이재선은 억울하다고 하소연했고 증거가 없음을 빌미로 풀려났다. 그러나 비밀은 곧 들통나 1881년 8월 29일, 이재선을 비롯한 관련자 30여명이 체포됐다. 9월 3일 거사에 참여하기로 한 광주산성의 장교들이 의금부에 자수했고, 이윤용은 입궐, 고종과 명성황후를 직접 찾아가 고변하였다. 이들은 흥선대원군의 측근 안기영, 권정달 외 30명이 쿠데타를 일으킨다고 자백했다.
처음 이재선은 쿠데타에 관한 내용은 전혀 모른다고 잡아뗐다. 자신은 생긴 것도 변변치 못하고 정신도 변변치 못해 쿠데타를 도모할 만한 인물이 아닐뿐더러 집 밖으로 나간 적도 없다고 주장했다. 하지만 관련자들과 대질신문을 통해 하나둘 진상이 밝혀졌다. 이철구 등 일부만이 이재선이 무고하다고 주장했다. 조사 결과 쿠데타의 주모자는 이재선으로 귀결됐고, 흥선대원군은 빠져나갔다.
이재선의 역모 사건을 고변한 이들 중에는 이윤용도 있었다. 이윤용의 첫 부인은 흥선대원군의 서녀였으며 계성월 소생이었다. 이재선의 동복 친누이였다고 한다. 이윤용은 이재선의 처지나 흥선대원군의 생각을 누구보다 잘 알았다. 그런 이윤용이 보기에 흥선대원군은 권력을 잡기 위해 이재선을 이용하려고만 했다. 친아들을 죽음으로 몰아넣으면서까지 권력을 잡으려는 흥선대원군의 잔혹함에 이윤용은 치를 떨었다. 이윤용의 생각대로 흥선대원군은 위정척사파의 쿠데타가 성공했을 때와 실패했을 때 모두를 상정하고 대책을 세웠다. 성공한다면 이재선을 왕으로 추대하고 자신은 섭정이 될 계획을 세웠다. 반면 실패한다면 모든 책임을 이재선에게 뒤집어씌우고 자신은 빠져나올 계획을 세웠다. 이재선은 위정척사파나 흥선대원군이 왜 자신을 고종 대신 왕으로 추대하려는지 깨닫지 못했다.
이윤용은 '운현궁이 안기영·권정호의 모의에 통하여 일이 이루어지면 대권이 다시 올 것이지만, 이루어지지 못하면 천하고 어리석은 내 자식을 죽게 만드는데 불과하다고 하여 드디어 우물쭈물 모호하게 자식 을 사지로 밀어 넣은 셈이 될 수 있으니, 이는 크게 인륜을 저버리고 도리에 어긋난 행위이다.'라고 생각하여 이때부터 운현궁을 배반하고 마음을 털어 양전(고종, 민비)에 고해 바쳤다.

#### 개화파 암살 사주
1894년 대원군은 4회의 서신을 직접 보내 개화파 암살 지령을 내렸다.
1894년 9월의 개화파 제거 계획은 비록 법무협판 김학우 한 사람을 암살하는 데 그쳤지만, 이 사건이 대원군파에 의해 자행되었으리라는 의혹이 강하게 일면서 조희연, 안경수, 김가진 등 개화당이라고 불리는 자들은 공포를 느끼고 자신의 안전을 걱정하여 직무에 전념하지 못한 채 안경수, 김가진 같은 사람은 지방관으로 전임하기를 원하였다.
1895년 5월 23일 김학우 암살에 관여한 인사들 가운데 주동자였던 고종주, 전동석, 최형식은 특별법원에서 각각 모반죄와 모살죄로 교형을 선고받고 처형되었으며, 하수인이었던 고치홍, 이여익, 서병규, 이영배, 김한영, 장덕현, 최형순 등은 모살죄로 종신유형을 선고받아 백령도와 제주도에 유배되었다. 이처럼 대원군파는 정국을 바꾸기 위해 김홍집, 김가진, 김학우, 이완용, 안경수, 유길준, 박정양 등 개화파의 중심 인물을 제거하려고 시도하였으나, 김학우만을 암살하는 데 그쳐 성공하지 못하였다. 개화파 제거 계획은 대원군의 지휘하에 고종주, 김국선 등이 담당하였다.

#### 이하전 제거 개입 의혹
흥선대원군은 집권 전 도정궁 이하전 제거에 가담하거나 조장했다는 의심을 받았다. 대원군의 작가 유주현에 의하면 그를 이하전 사사를 뒤에서 공작한 배후로 의심한 이상지가 1863년 무렵 운현궁에 자객으로 들어왔다가 천하장안에게 발각되었다는 설을 채록, 자신의 작품에 기술해 놓았다.
박제형(朴齊炯)의 근세조선정감에 의하면 남병철은 흥선군이 이하전 사사에 관해 의심했다 한다. 박제형에 의하면 "안동 김씨 세도가와 의령 남씨 남병철은 흥선군을 깔보고 만나기만 하면 조롱했다. 그러나 흥선군은 이것을 오히려 영광으로 여겼다. 하루는 흥선군이 남병철의 집에 갔는데 이날 남병철이 조용히 흥선군에게 이르기를 "그대가 이하전의 역모를 알고 있었지?”라고 했다. 흥선군은 깜짝 놀라서 일순간 얼굴빛이 흙색으로 변했다. 그리고 머리가 땅에 닿도록 엎드려서 “그대는 어찌해서 이러한 나쁜 연극을 꾸미는 것이오?" 했다. 남병철은 크게 껄껄 웃으면서 "시백(時伯)은 어찌 그리 담이 작소."라고 했다." 한다. 박제형은 또 "벌써 남병철은 슬기로운 눈총으로 흥선군의 속마음을 알아차려 한번 시험해 본 것이었다. 흥선군은 그만 진땀이 나서 등을 다 적셨다. 집으로 돌아와 다른 사람에게 말하기를 오늘 내가 십년감수했다"고 했다 한다.
이하전이 사사된 것에 흥선군도 일부 개입했다는 의혹이 있었지만 확인된 것은 없다.

#### 개인적 정치 보복
파락호 시절 그가 가난한 종친으로서 안동 김씨 일문에 신세를 지러 드나들 때 심의면 등은 궁도령이라고 부르며 조롱했다. 그는 이 모욕을 잊지 않고 있다가 1863년 권력을 잡은 뒤 심의면 등을 처단하는 것으로 복수했다.
1864년 섭정에 오른 뒤 심의면은 파면되었고, 심의면과 그의 아들들은 요직에 오르지 못했다. 어느 안동김씨 가문에서 자신을 궁도령이라고 조롱하고 비웃은 심의면에 대해 앙심을 품고 보복한 것이라는 소문이 돌았다.
김병기에게는 고의로 바보행세를 했으나 김병기는 그를 의심했다. 섭정이 된 뒤 김병기의 연회에 방문, 국수를 먹더니 탈이 난 것처럼 연극을 했다. 김병기에게 독살을 기도했느냐는 눈총이 가해지자 그는 자신의 결백을 주장하며 대원군이 토한 음식을 맛보았다. 쓰러지는 시늉을 하던 대원군은 바로 일어나 장난이라 하며 되돌아갔다.
즉위 직전에 화양동서원 만동묘의 묘지기들 중 일부를 장살시켰다는 의혹도 있다. 우암 송시열을 모시는 화양동 서원에 놀러 갔다가 서원지기와 시비를 벌였다. 의관도 정제하지 않고 서원내에서 부채질을 하자 서원지기들은 그를 발로 그를 차서 계단 아래로 굴러 떨어뜨렸다. 대원군은 이 수모를 기억했다가 권력을 잡자, 아직 그때까지 살아있던 화양동 서원의 서원지기들을 잡아들여 죽였다. 이 중 지금도 내가 똑같이 행동을 하면, 그렇게 행동하겠느냐는 질문에, 지금 오더라도 똑같이 대하겠다고 한 서원지기는 살려 돌려보냈다 한다.
그는 자신이 양반집에 출입하지 말라고 한 이용은에 대해서도 원한을 품고 있었다.
형 흥인군의 집에 불이 난 것이나, 임오군란 당시 흥인군이 도망치다가 고환이 터져서 도망치지 못하고 살해된 것도 흥선군의 짓이라는 설도 있지만 구체적으로 확인된 것은 없다.

#### 동학농민운동 배후 사주
한편 그가 동학 농민군에게 거병을 사주했다는 것은 러시아의 외교관의 비밀 편지에도 나타난다. 1894년 2월 21일자 주일본 러시아 공사 미하일 히트로포(Mikhail Hitrovo)가 주조선 러시아 공사 칼 베베르(Karl L. Weber)에게 보낸 비밀 정보에 따르면 "나는 나의 정보원을 통해 다음과 같은 첩보를 받았다. 임금의 아버지(대원군)가 주모자로 나서서 중대한 폭동을 조성하고 있으며, 이 폭동은 오는 여름 혹은 아무리 늦어도 가을 이전에 폭발할 것이며, 공모자와 대리인들이 일본과 중국에서 무기를 구입하고 있으며 이미 4천여정의 소총이 구매되었는바, 그 중 일부는 일본에서 나왔고 소수의 일본인이 이에 가담하여 일을 같이 꾸미고 있으며, 이 음모에 대해 일본 정부는 전혀 모르고 있다는 등이다."라는 것이다.

## 일화

#### 쌀장수 이천일과의 우정
안동 김씨의 왕족 숙청을 피해 건달 행세를 해야 했던 비참한 시절인 파락호 시절에 흥선군은 춥고 배고팠다. 심지어는 홍종의 집의에게 음식을 얻으러 갔다가 훨씬 신분이 낮은 하인에게 얻어맞기까지 했다. 하지만 뛰어난 통찰력으로 건달 행세 속에 가려진 정치적 재능을 알아보는 사람도 있었는데, 쌀장수 이천일은 다친 흥선군을 치료해주었고, 대원군에게 경제적 지원을 하였다. 이천일은 흥선대원군에게 “대감은 어찌해서 누한 곳에 행차를 하셨습니까”하고 물었고, 대원군은 “다른 이유가 없고 몇 년 전부터 내가 그대의 은혜를 입어 왔으나 지금 세모를 당하니 추운 걸기(乞氣)에 살아갈 길이 막연하여 염치불구하고 찾아왔네”하고 대답했다. 이천일은 “형편이 그러시다면 물건 보내라는 패지(牌紙 쪽지) 한 장이면 족하실 텐데 대감께서 예까지 친림하셨습니까. 송구할 따름입니다. 염려하지 마시고 돌아가십시오. 내일 아침 일찍 조처하여 보내드리겠습니다”라고 하면서 황송해했다.
대원군은 집에 돌아왔으나 저녁을 굶은 터라 추위가 더욱 혹독하여 잠을 이루지 못하였다. 이천일은 약속대로 이튿날 아침 일찍이 물자를 보내왔다. 흥선군이 조반 후에 서강의 이천일에게서 보내온 목록을 보니 쌀 20섬, 돈 천꾸러미, 장작나무 50바리, 정육 100근, 서초(西草, 평안도에서 나는 담배) 30근이나 되었다. 이를 받은 흥선군은 ‘이 은혜를 어찌 갚을꼬’ 라고 생각하면서 ‘만약에 하늘이 도와 내가 집권자가 된다면 제일 먼저 그 은혜를 갚겠다’고 맹세하였다.

#### 이천일의 은혜를 갚다
1864년 1월 16일 철종이 갑자기 승하하니 운현궁에 왕기가 서렸다. 아들 고종이 임금이 되었고 흥선군이 대원군이 되었다. 즉 막중한 실세가 된 것이다. 즉위식 날 대원군이 자신에게 자비를 베푼 서강의 쌀장수 이천일을 특별히 부르니 천일이 발이 땅에 닿지 않고 날듯이 달려와 운현궁으로 들어섰다.
대원군이 친히 손을 잡고 인도해 갔으니 천일은 떨리고 황공하여 나아가지 못하고 약간 떨어진 거리에서 몸을 굽히고 있었다. 그 두터운 은혜를 이루 다 헤아리기 어려웠다. 이 때 대원군의 부인인 여흥부대부인이 남편에게 잘해준 이천일이 온 것을 알고 궁중의 잔칫상을 내어오게 하니 천일은 손이 떨려 진수성찬을 다 먹을 수가 없었다. 이에 대원군이 친히 천일의 손을 잡아 상에 앉게 한 뒤 큰 은반에 홍로주(紅露酒)를 가득 부어주니 천일에게 그렇게 큰 영광은 처음이었다. 그리고 이천일은 대원군 집정 후 선혜청 고직(庫直)에 임명되었다.

#### 이장렴을 자기 사람으로 얻다
흥선군(이하응)이 기녀 춘홍의 집을 드나들던 어느 날 금군병장 이장렴과 시비가 붙어졌다. 이장렴이 뺨을 때리면서 한 나라의 종친이 창가(娼家)의 그러니까 자신의 몸을 팔아 생계를 유지하는 천한 창기에게 외상 술이나 먹어서 되겠느냐 하며 호통을 외쳤다.
후일 대원군이 된 이하응(흥선군)은 이장렴을 운현궁으로 불러 "그대는 아직도 내 뺨을 때릴 수 있겠느냐?"하고 묻자 이장렴은 당당하게 "대원위 대감께서 기녀의 집에 드나드실 때처럼 행동하신다면 그럴 수 밖에 없습니다"라고 대답하였다.
그러자 흥선대원군은 훌륭한 인재를 얻게 되었다며 술 상을 차리게 했다. 한편 도정궁 이하전이 사사된 뒤 그의 소행으로 알고 운현궁에 자객으로 침투했던 이상지 역시 그를 돕게 된다.

## 가족 관계
| 계보 : 조선 왕실 흥선대원군의 4대조 운현궁 |

|                  |                  |                  |                  |                  |                  |  |  | 이종 제16대 인조 |                  |                  |                  |                  |                  |  |  |             |             |             |             |             |             |  |  |                        |                        |                        |                        |                        |                        |  |  |                      |                      |                      |                      |                      |                      |  |  |                      |                      |                      |                      |                      |                      |  |  |                         |                      |                      |                      |                      |                      |  |  |                        |                        |                        |                        |                        |                        |  |  |  |  |
|                  |                  |                  |                  |                  |                  |  |  |                  |                  |                  |                  |                  |                  |  |  |             |             |             |             |             |             |  |  |                        |                        |                        |                        |                        |                        |  |  |                      |                      |                      |                      |                      |                      |  |  |                      |                      |                      |                      |                      |                      |  |  |                         |                      |                      |                      |                      |                      |  |  |                        |                        |                        |                        |                        |                        |  |  |  |  |
|                  |                  |                  |                  |                  |                  |  |  |                  |                  |                  |                  |                  |                  |  |  |             |             |             |             |             |             |  |  |                        |                        |                        |                        |                        |                        |  |  |                      |                      |                      |                      |                      |                      |  |  |                      |                      |                      |                      |                      |                      |  |  |                         |                      |                      |                      |                      |                      |  |  |                        |                        |                        |                        |                        |                        |  |  |  |  |
| 이왕 소현세자    | 이왕 소현세자    | 이왕 소현세자    | 이왕 소현세자    | 이왕 소현세자    | 이왕 소현세자    |  |  | 이호 제17대 효종 | 이호 제17대 효종 | 이호 제17대 효종 | 이호 제17대 효종 | 이호 제17대 효종 | 이호 제17대 효종 |  |  |             |             |             |             |             |             |  |  | 이요 인평대군          | 이요 인평대군          | 이요 인평대군          | 이요 인평대군          | 이요 인평대군          | 이요 인평대군          |  |  |                      |                      |                      |                      |                      |                      |  |  |                      |                      |                      |                      |                      |                      |  |  |                         |                      |                      |                      |                      |                      |  |  |                        |                        |                        |                        |                        |                        |  |  |  |  |
| 이왕 소현세자    | 이왕 소현세자    | 이왕 소현세자    | 이왕 소현세자    | 이왕 소현세자    | 이왕 소현세자    |  |  | 이호 제17대 효종 | 이호 제17대 효종 | 이호 제17대 효종 | 이호 제17대 효종 | 이호 제17대 효종 | 이호 제17대 효종 |  |  |             |             |             |             |             |             |  |  | 이요 인평대군          | 이요 인평대군          | 이요 인평대군          | 이요 인평대군          | 이요 인평대군          | 이요 인평대군          |  |  |                      |                      |                      |                      |                      |                      |  |  |                      |                      |                      |                      |                      |                      |  |  |                         |                      |                      |                      |                      |                      |  |  |                        |                        |                        |                        |                        |                        |  |  |  |  |
|                  |                  |                  |                  |                  |                  |  |  | 이연 제18대 현종 | 이연 제18대 현종 | 이연 제18대 현종 | 이연 제18대 현종 | 이연 제18대 현종 | 이연 제18대 현종 |  |  |             |             |             |             |             |             |  |  | 이욱 복녕군            | 이욱 복녕군            | 이욱 복녕군            | 이욱 복녕군            | 이욱 복녕군            | 이욱 복녕군            |  |  |                      |                      |                      |                      |                      |                      |  |  |                      |                      |                      |                      |                      |                      |  |  |                         |                      |                      |                      |                      |                      |  |  |                        |                        |                        |                        |                        |                        |  |  |  |  |
|                  |                  |                  |                  |                  |                  |  |  | 이연 제18대 현종 | 이연 제18대 현종 | 이연 제18대 현종 | 이연 제18대 현종 | 이연 제18대 현종 | 이연 제18대 현종 |  |  |             |             |             |             |             |             |  |  | 이욱 복녕군            | 이욱 복녕군            | 이욱 복녕군            | 이욱 복녕군            | 이욱 복녕군            | 이욱 복녕군            |  |  |                      |                      |                      |                      |                      |                      |  |  |                      |                      |                      |                      |                      |                      |  |  |                         |                      |                      |                      |                      |                      |  |  |                        |                        |                        |                        |                        |                        |  |  |  |  |
|                  |                  |                  |                  |                  |                  |  |  | 이순 제19대 숙종 | 이순 제19대 숙종 | 이순 제19대 숙종 | 이순 제19대 숙종 | 이순 제19대 숙종 | 이순 제19대 숙종 |  |  |             |             |             |             |             |             |  |  | 이혁 의원군            | 이혁 의원군            | 이혁 의원군            | 이혁 의원군            | 이혁 의원군            | 이혁 의원군            |  |  |                      |                      |                      |                      |                      |                      |  |  |                      |                      |                      |                      |                      |                      |  |  |                         |                      |                      |                      |                      |                      |  |  |                        |                        |                        |                        |                        |                        |  |  |  |  |
|                  |                  |                  |                  |                  |                  |  |  | 이순 제19대 숙종 | 이순 제19대 숙종 | 이순 제19대 숙종 | 이순 제19대 숙종 | 이순 제19대 숙종 | 이순 제19대 숙종 |  |  |             |             |             |             |             |             |  |  | 이혁 의원군            | 이혁 의원군            | 이혁 의원군            | 이혁 의원군            | 이혁 의원군            | 이혁 의원군            |  |  |                      |                      |                      |                      |                      |                      |  |  |                      |                      |                      |                      |                      |                      |  |  |                         |                      |                      |                      |                      |                      |  |  |                        |                        |                        |                        |                        |                        |  |  |  |  |
|                  |                  |                  |                  |                  |                  |  |  |                  |                  |                  |                  |                  |                  |  |  |             |             |             |             |             |             |  |  |                        |                        |                        |                        |                        |                        |  |  |                      |                      |                      |                      |                      |                      |  |  |                      |                      |                      |                      |                      |                      |  |  |                         |                      |                      |                      |                      |                      |  |  |                        |                        |                        |                        |                        |                        |  |  |  |  |
| 이윤 제20대 경종 | 이윤 제20대 경종 | 이윤 제20대 경종 | 이윤 제20대 경종 | 이윤 제20대 경종 | 이윤 제20대 경종 |  |  | 이금 제21대 영조 | 이금 제21대 영조 | 이금 제21대 영조 | 이금 제21대 영조 | 이금 제21대 영조 | 이금 제21대 영조 |  |  | 이훤 연령군 | 이훤 연령군 | 이훤 연령군 | 이훤 연령군 | 이훤 연령군 | 이훤 연령군 |  |  | 이숙 안흥군            | 이숙 안흥군            | 이숙 안흥군            | 이숙 안흥군            | 이숙 안흥군            | 이숙 안흥군            |  |  |                      |                      |                      |                      |                      |                      |  |  |                      |                      |                      |                      |                      |                      |  |  |                         |                      |                      |                      |                      |                      |  |  |                        |                        |                        |                        |                        |                        |  |  |  |  |
| 이윤 제20대 경종 | 이윤 제20대 경종 | 이윤 제20대 경종 | 이윤 제20대 경종 | 이윤 제20대 경종 | 이윤 제20대 경종 |  |  | 이금 제21대 영조 | 이금 제21대 영조 | 이금 제21대 영조 | 이금 제21대 영조 | 이금 제21대 영조 | 이금 제21대 영조 |  |  | 이훤 연령군 | 이훤 연령군 | 이훤 연령군 | 이훤 연령군 | 이훤 연령군 | 이훤 연령군 |  |  | 이숙 안흥군            | 이숙 안흥군            | 이숙 안흥군            | 이숙 안흥군            | 이숙 안흥군            | 이숙 안흥군            |  |  |                      |                      |                      |                      |                      |                      |  |  |                      |                      |                      |                      |                      |                      |  |  |                         |                      |                      |                      |                      |                      |  |  |                        |                        |                        |                        |                        |                        |  |  |  |  |
|                  |                  |                  |                  |                  |                  |  |  |                  |                  |                  |                  |                  |                  |  |  |             |             |             |             |             |             |  |  |                        |                        |                        |                        |                        |                        |  |  |                      |                      |                      |                      |                      |                      |  |  |                      |                      |                      |                      |                      |                      |  |  |                         |                      |                      |                      |                      |                      |  |  |                        |                        |                        |                        |                        |                        |  |  |  |  |
| 이행 진종        | 이행 진종        | 이행 진종        | 이행 진종        | 이행 진종        | 이행 진종        |  |  | 이선 장조        | 이선 장조        | 이선 장조        | 이선 장조        | 이선 장조        | 이선 장조        |  |  | 이온 낙천군 | 이온 낙천군 | 이온 낙천군 | 이온 낙천군 | 이온 낙천군 | 이온 낙천군 |  |  | 이진익                 | 이진익                 | 이진익                 | 이진익                 | 이진익                 | 이진익                 |  |  |                      |                      |                      |                      |                      |                      |  |  |                      |                      |                      |                      |                      |                      |  |  |                         |                      |                      |                      |                      |                      |  |  |                        |                        |                        |                        |                        |                        |  |  |  |  |
| 이행 진종        | 이행 진종        | 이행 진종        | 이행 진종        | 이행 진종        | 이행 진종        |  |  | 이선 장조        | 이선 장조        | 이선 장조        | 이선 장조        | 이선 장조        | 이선 장조        |  |  | 이온 낙천군 | 이온 낙천군 | 이온 낙천군 | 이온 낙천군 | 이온 낙천군 | 이온 낙천군 |  |  | 이진익                 | 이진익                 | 이진익                 | 이진익                 | 이진익                 | 이진익                 |  |  |                      |                      |                      |                      |                      |                      |  |  |                      |                      |                      |                      |                      |                      |  |  |                         |                      |                      |                      |                      |                      |  |  |                        |                        |                        |                        |                        |                        |  |  |  |  |
|                  |                  |                  |                  |                  |                  |  |  |                  |                  |                  |                  |                  |                  |  |  |             |             |             |             |             |             |  |  |                        |                        |                        |                        |                        |                        |  |  |                      |                      |                      |                      |                      |                      |  |  |                      |                      |                      |                      |                      |                      |  |  |                         |                      |                      |                      |                      |                      |  |  |                        |                        |                        |                        |                        |                        |  |  |  |  |
| 이산 제22대 정조 | 이산 제22대 정조 | 이산 제22대 정조 | 이산 제22대 정조 | 이산 제22대 정조 | 이산 제22대 정조 |  |  | 이인 은언군      | 이인 은언군      | 이인 은언군      | 이인 은언군      | 이인 은언군      | 이인 은언군      |  |  | 이진 은신군 | 이진 은신군 | 이진 은신군 | 이진 은신군 | 이진 은신군 | 이진 은신군 |  |  | 이병원                 | 이병원                 | 이병원                 | 이병원                 | 이병원                 | 이병원                 |  |  |                      |                      |                      |                      |                      |                      |  |  |                      |                      |                      |                      |                      |                      |  |  |                         |                      |                      |                      |                      |                      |  |  |                        |                        |                        |                        |                        |                        |  |  |  |  |
| 이산 제22대 정조 | 이산 제22대 정조 | 이산 제22대 정조 | 이산 제22대 정조 | 이산 제22대 정조 | 이산 제22대 정조 |  |  |                  | 이인 은언군      | 이인 은언군      | 이인 은언군      | 이인 은언군      | 이인 은언군      |  |  | 이진 은신군 | 이진 은신군 | 이진 은신군 | 이진 은신군 | 이진 은신군 | 이진 은신군 |  |  | 이병원                 | 이병원                 | 이병원                 | 이병원                 | 이병원                 | 이병원                 |  |  |                      |                      |                      |                      |                      |                      |  |  |                      |                      |                      |                      |                      |                      |  |  |                         |                      |                      |                      |                      |                      |  |  |                        |                        |                        |                        |                        |                        |  |  |  |  |
|                  |                  |                  |                  |                  |                  |  |  |                  |                  |                  |                  |                  |                  |  |  |             |             |             |             |             |             |  |  |                        |                        |                        |                        |                        |                        |  |  |                      |                      |                      |                      |                      |                      |  |  |                      |                      |                      |                      |                      |                      |  |  |                         |                      |                      |                      |                      |                      |  |  |                        |                        |                        |                        |                        |                        |  |  |  |  |
| 이공 제23대 순조 | 이공 제23대 순조 | 이공 제23대 순조 | 이공 제23대 순조 | 이공 제23대 순조 | 이공 제23대 순조 |  |  | 이광 전계대원군  | 이광 전계대원군  | 이광 전계대원군  | 이광 전계대원군  | 이광 전계대원군  | 이광 전계대원군  |  |  |             |             |             |             |             |             |  |  | 이구 남연군            | 이구 남연군            | 이구 남연군            | 이구 남연군            | 이구 남연군            | 이구 남연군            |  |  |                      |                      |                      |                      |                      |                      |  |  |                      |                      |                      |                      |                      |                      |  |  |                         |                      |                      |                      |                      |                      |  |  |                        |                        |                        |                        |                        |                        |  |  |  |  |
| 이공 제23대 순조 | 이공 제23대 순조 | 이공 제23대 순조 | 이공 제23대 순조 | 이공 제23대 순조 | 이공 제23대 순조 |  |  | 이광 전계대원군  | 이광 전계대원군  | 이광 전계대원군  | 이광 전계대원군  | 이광 전계대원군  | 이광 전계대원군  |  |  |             |             |             |             |             |             |  |  | 이구 남연군            | 이구 남연군            | 이구 남연군            | 이구 남연군            | 이구 남연군            | 이구 남연군            |  |  |                      |                      |                      |                      |                      |                      |  |  |                      |                      |                      |                      |                      |                      |  |  |                         |                      |                      |                      |                      |                      |  |  |                        |                        |                        |                        |                        |                        |  |  |  |  |
|                  |                  |                  |                  |                  |                  |  |  |                  |                  |                  |                  |                  |                  |  |  |             |             |             |             |             |             |  |  |                        |                        |                        |                        |                        |                        |  |  |                      |                      |                      |                      |                      |                      |  |  |                      |                      |                      |                      |                      |                      |  |  |                         |                      |                      |                      |                      |                      |  |  |                        |                        |                        |                        |                        |                        |  |  |  |  |
|                  |                  |                  |                  |                  |                  |  |  |                  |                  |                  |                  |                  |                  |  |  |             |             |             |             |             |             |  |  |                        |                        |                        |                        |                        |                        |  |  |                      |                      |                      |                      |                      |                      |  |  |                      |                      |                      |                      |                      |                      |  |  |                         |                      |                      |                      |                      |                      |  |  |                        |                        |                        |                        |                        |                        |  |  |  |  |
| 이영 문조        | 이영 문조        | 이영 문조        | 이영 문조        | 이영 문조        | 이영 문조        |  |  | 이변 제25대 철종 | 이변 제25대 철종 | 이변 제25대 철종 | 이변 제25대 철종 | 이변 제25대 철종 | 이변 제25대 철종 |  |  |             |             |             |             |             |             |  |  | 이창응 흥녕군          | 이창응 흥녕군          | 이창응 흥녕군          | 이창응 흥녕군          | 이창응 흥녕군          | 이창응 흥녕군          |  |  | 이재원 완림군        | 이재원 완림군        | 이재원 완림군        | 이재원 완림군        | 이재원 완림군        | 이재원 완림군        |  |  | 이기용 자작          | 이기용 자작          | 이기용 자작          | 이기용 자작          | 이기용 자작          | 이기용 자작          |  |  | 이광 의친왕의 7남       | 이광 의친왕의 7남    | 이광 의친왕의 7남    | 이광 의친왕의 7남    | 이광 의친왕의 7남    | 이광 의친왕의 7남    |  |  |                        |                        |                        |                        |                        |                        |  |  |  |  |
| 이영 문조        | 이영 문조        | 이영 문조        | 이영 문조        | 이영 문조        | 이영 문조        |  |  | 이변 제25대 철종 | 이변 제25대 철종 | 이변 제25대 철종 | 이변 제25대 철종 | 이변 제25대 철종 | 이변 제25대 철종 |  |  |             |             |             |             |             |             |  |  | 이창응 흥녕군          | 이창응 흥녕군          | 이창응 흥녕군          | 이창응 흥녕군          | 이창응 흥녕군          | 이창응 흥녕군          |  |  | 이재원 완림군        | 이재원 완림군        | 이재원 완림군        | 이재원 완림군        | 이재원 완림군        | 이재원 완림군        |  |  | 이기용 자작          | 이기용 자작          | 이기용 자작          | 이기용 자작          | 이기용 자작          | 이기용 자작          |  |  | 이광 의친왕의 7남       | 이광 의친왕의 7남    | 이광 의친왕의 7남    | 이광 의친왕의 7남    | 이광 의친왕의 7남    | 이광 의친왕의 7남    |  |  |                        |                        |                        |                        |                        |                        |  |  |  |  |
|                  |                  |                  |                  |                  |                  |  |  |                  |                  |                  |                  |                  |                  |  |  |             |             |             |             |             |             |  |  |                        |                        |                        |                        |                        |                        |  |  |                      |                      |                      |                      |                      |                      |  |  |                      |                      |                      |                      |                      |                      |  |  |                         |                      |                      |                      |                      |                      |  |  |                        |                        |                        |                        |                        |                        |  |  |  |  |
|                  |                  |                  |                  |                  |                  |  |  |                  |                  |                  |                  |                  |                  |  |  |             |             |             |             |             |             |  |  |                        |                        |                        |                        |                        |                        |  |  |                      |                      |                      |                      |                      |                      |  |  |                      |                      |                      |                      |                      |                      |  |  |                         |                      |                      |                      |                      |                      |  |  |                        |                        |                        |                        |                        |                        |  |  |  |  |
| 이환 제24대 헌종 | 이환 제24대 헌종 | 이환 제24대 헌종 | 이환 제24대 헌종 | 이환 제24대 헌종 | 이환 제24대 헌종 |  |  |                  |                  |                  |                  |                  |                  |  |  |             |             |             |             |             |             |  |  | 이정응 흥완군          | 이정응 흥완군          | 이정응 흥완군          | 이정응 흥완군          | 이정응 흥완군          | 이정응 흥완군          |  |  | 이재완 완순군·후작   | 이재완 완순군·후작   | 이재완 완순군·후작   | 이재완 완순군·후작   | 이재완 완순군·후작   | 이재완 완순군·후작   |  |  | 이달용 후작          | 이달용 후작          | 이달용 후작          | 이달용 후작          | 이달용 후작          | 이달용 후작          |  |  | 이해선                  | 이해선               | 이해선               | 이해선               | 이해선               | 이해선               |  |  | 이철주                 | 이철주                 | 이철주                 | 이철주                 | 이철주                 | 이철주                 |  |  |  |  |
| 이환 제24대 헌종 | 이환 제24대 헌종 | 이환 제24대 헌종 | 이환 제24대 헌종 | 이환 제24대 헌종 | 이환 제24대 헌종 |  |  |                  |                  |                  |                  |                  |                  |  |  |             |             |             |             |             |             |  |  | 이정응 흥완군          | 이정응 흥완군          | 이정응 흥완군          | 이정응 흥완군          | 이정응 흥완군          | 이정응 흥완군          |  |  | 이재완 완순군·후작   | 이재완 완순군·후작   | 이재완 완순군·후작   | 이재완 완순군·후작   | 이재완 완순군·후작   | 이재완 완순군·후작   |  |  | 이달용 후작          | 이달용 후작          | 이달용 후작          | 이달용 후작          | 이달용 후작          | 이달용 후작          |  |  | 이해선                  | 이해선               | 이해선               | 이해선               | 이해선               | 이해선               |  |  | 이철주                 | 이철주                 | 이철주                 | 이철주                 | 이철주                 | 이철주                 |  |  |  |  |
|                  |                  |                  |                  |                  |                  |  |  |                  |                  |                  |                  |                  |                  |  |  |             |             |             |             |             |             |  |  |                        |                        |                        |                        |                        |                        |  |  |                      |                      |                      |                      |                      |                      |  |  |                      |                      |                      |                      |                      |                      |  |  |                         |                      |                      |                      |                      |                      |  |  |                        |                        |                        |                        |                        |                        |  |  |  |  |
|                  |                  |                  |                  |                  |                  |  |  |                  |                  |                  |                  |                  |                  |  |  |             |             |             |             |             |             |  |  |                        |                        |                        |                        |                        |                        |  |  |                      |                      |                      |                      |                      |                      |  |  |                      |                      |                      |                      |                      |                      |  |  |                         |                      |                      |                      |                      |                      |  |  |                        |                        |                        |                        |                        |                        |  |  |  |  |
|                  |                  |                  |                  |                  |                  |  |  |                  |                  |                  |                  |                  |                  |  |  |             |             |             |             |             |             |  |  | 이최응 흥인군          | 이최응 흥인군          | 이최응 흥인군          | 이최응 흥인군          | 이최응 흥인군          | 이최응 흥인군          |  |  | 이재긍 완영군        | 이재긍 완영군        | 이재긍 완영군        | 이재긍 완영군        | 이재긍 완영군        | 이재긍 완영군        |  |  | 이지용 백작          | 이지용 백작          | 이지용 백작          | 이지용 백작          | 이지용 백작          | 이지용 백작          |  |  | 이해충                  | 이해충               | 이해충               | 이해충               | 이해충               | 이해충               |  |  | 이영주 백작            | 이영주 백작            | 이영주 백작            | 이영주 백작            | 이영주 백작            | 이영주 백작            |  |  |  |  |
|                  |                  |                  |                  |                  |                  |  |  |                  |                  |                  |                  |                  |                  |  |  |             |             |             |             |             |             |  |  | 이최응 흥인군          | 이최응 흥인군          | 이최응 흥인군          | 이최응 흥인군          | 이최응 흥인군          | 이최응 흥인군          |  |  | 이재긍 완영군        | 이재긍 완영군        | 이재긍 완영군        | 이재긍 완영군        | 이재긍 완영군        | 이재긍 완영군        |  |  | 이지용 백작          | 이지용 백작          | 이지용 백작          | 이지용 백작          | 이지용 백작          | 이지용 백작          |  |  | 이해충                  | 이해충               | 이해충               | 이해충               | 이해충               | 이해충               |  |  | 이영주 백작            | 이영주 백작            | 이영주 백작            | 이영주 백작            | 이영주 백작            | 이영주 백작            |  |  |  |  |
|                  |                  |                  |                  |                  |                  |  |  |                  |                  |                  |                  |                  |                  |  |  |             |             |             |             |             |             |  |  |                        |                        |                        |                        |                        |                        |  |  |                      |                      |                      |                      |                      |                      |  |  |                      |                      |                      |                      |                      |                      |  |  |                         |                      |                      |                      |                      |                      |  |  |                        |                        |                        |                        |                        |                        |  |  |  |  |
|                  |                  |                  |                  |                  |                  |  |  |                  |                  |                  |                  |                  |                  |  |  |             |             |             |             |             |             |  |  | 이하응 흥선대원군      | 이하응 흥선대원군      | 이하응 흥선대원군      | 이하응 흥선대원군      | 이하응 흥선대원군      | 이하응 흥선대원군      |  |  | 이재면 흥친왕        | 이재면 흥친왕        | 이재면 흥친왕        | 이재면 흥친왕        | 이재면 흥친왕        | 이재면 흥친왕        |  |  | 이준용 영선군        | 이준용 영선군        | 이준용 영선군        | 이준용 영선군        | 이준용 영선군        | 이준용 영선군        |  |  | 이우 의친왕의 2남       | 이우 의친왕의 2남    | 이우 의친왕의 2남    | 이우 의친왕의 2남    | 이우 의친왕의 2남    | 이우 의친왕의 2남    |  |  | 이청 장남              | 이청 장남              | 이청 장남              | 이청 장남              | 이청 장남              | 이청 장남              |  |  |  |  |
|                  |                  |                  |                  |                  |                  |  |  |                  |                  |                  |                  |                  |                  |  |  |             |             |             |             |             |             |  |  | 이하응 흥선대원군      | 이하응 흥선대원군      | 이하응 흥선대원군      | 이하응 흥선대원군      | 이하응 흥선대원군      | 이하응 흥선대원군      |  |  | 이재면 흥친왕        | 이재면 흥친왕        | 이재면 흥친왕        | 이재면 흥친왕        | 이재면 흥친왕        | 이재면 흥친왕        |  |  | 이준용 영선군        | 이준용 영선군        | 이준용 영선군        | 이준용 영선군        | 이준용 영선군        | 이준용 영선군        |  |  | 이우 의친왕의 2남       | 이우 의친왕의 2남    | 이우 의친왕의 2남    | 이우 의친왕의 2남    | 이우 의친왕의 2남    | 이우 의친왕의 2남    |  |  | 이청 장남              | 이청 장남              | 이청 장남              | 이청 장남              | 이청 장남              | 이청 장남              |  |  |  |  |
|                  |                  |                  |                  |                  |                  |  |  |                  |                  |                  |                  |                  |                  |  |  |             |             |             |             |             |             |  |  |                        |                        |                        |                        |                        |                        |  |  |                      |                      |                      |                      |                      |                      |  |  |                      |                      |                      |                      |                      |                      |  |  |                         |                      |                      |                      |                      |                      |  |  |                        |                        |                        |                        |                        |                        |  |  |  |  |
|                  |                  |                  |                  |                  |                  |  |  |                  |                  |                  |                  |                  |                  |  |  |             |             |             |             |             |             |  |  |                        |                        |                        |                        |                        |                        |  |  |                      |                      |                      |                      |                      |                      |  |  |                      |                      |                      |                      |                      |                      |  |  |                         |                      |                      |                      |                      |                      |  |  |                        |                        |                        |                        |                        |                        |  |  |  |  |
|                  |                  |                  |                  |                  |                  |  |  |                  |                  |                  |                  |                  |                  |  |  |             |             |             |             |             |             |  |  | 여흥 민씨 여흥부대부인 | 여흥 민씨 여흥부대부인 | 여흥 민씨 여흥부대부인 | 여흥 민씨 여흥부대부인 | 여흥 민씨 여흥부대부인 | 여흥 민씨 여흥부대부인 |  |  | 풍산 홍씨 정실       | 풍산 홍씨 정실       | 풍산 홍씨 정실       | 풍산 홍씨 정실       | 풍산 홍씨 정실       | 풍산 홍씨 정실       |  |  | 남양 홍씨 정실       | 남양 홍씨 정실       | 남양 홍씨 정실       | 남양 홍씨 정실       | 남양 홍씨 정실       | 남양 홍씨 정실       |  |  | 박찬주 박영효의 손녀    | 박찬주 박영효의 손녀 | 박찬주 박영효의 손녀 | 박찬주 박영효의 손녀 | 박찬주 박영효의 손녀 | 박찬주 박영효의 손녀 |  |  | 이종 차남              | 이종 차남              | 이종 차남              | 이종 차남              | 이종 차남              | 이종 차남              |  |  |  |  |
|                  |                  |                  |                  |                  |                  |  |  |                  |                  |                  |                  |                  |                  |  |  |             |             |             |             |             |             |  |  | 여흥 민씨 여흥부대부인 | 여흥 민씨 여흥부대부인 | 여흥 민씨 여흥부대부인 | 여흥 민씨 여흥부대부인 | 여흥 민씨 여흥부대부인 | 여흥 민씨 여흥부대부인 |  |  | 풍산 홍씨 정실       | 풍산 홍씨 정실       | 풍산 홍씨 정실       | 풍산 홍씨 정실       | 풍산 홍씨 정실       | 풍산 홍씨 정실       |  |  | 남양 홍씨 정실       | 남양 홍씨 정실       | 남양 홍씨 정실       | 남양 홍씨 정실       | 남양 홍씨 정실       | 남양 홍씨 정실       |  |  | 박찬주 박영효의 손녀    | 박찬주 박영효의 손녀 | 박찬주 박영효의 손녀 | 박찬주 박영효의 손녀 | 박찬주 박영효의 손녀 | 박찬주 박영효의 손녀 |  |  | 이종 차남              | 이종 차남              | 이종 차남              | 이종 차남              | 이종 차남              | 이종 차남              |  |  |  |  |
|                  |                  |                  |                  |                  |                  |  |  |                  |                  |                  |                  |                  |                  |  |  |             |             |             |             |             |             |  |  |                        |                        |                        |                        |                        |                        |  |  |                      |                      |                      |                      |                      |                      |  |  |                      |                      |                      |                      |                      |                      |  |  |                         |                      |                      |                      |                      |                      |  |  |                        |                        |                        |                        |                        |                        |  |  |  |  |
|                  |                  |                  |                  |                  |                  |  |  |                  |                  |                  |                  |                  |                  |  |  |             |             |             |             |             |             |  |  |                        |                        |                        |                        |                        |                        |  |  | 여주 이씨 계실       | 여주 이씨 계실       | 여주 이씨 계실       | 여주 이씨 계실       | 여주 이씨 계실       | 여주 이씨 계실       |  |  | 광산 김씨 계실       | 광산 김씨 계실       | 광산 김씨 계실       | 광산 김씨 계실       | 광산 김씨 계실       | 광산 김씨 계실       |  |  |                         |                      |                      |                      |                      |                      |  |  |                        |                        |                        |                        |                        |                        |  |  |  |  |
|                  |                  |                  |                  |                  |                  |  |  |                  |                  |                  |                  |                  |                  |  |  |             |             |             |             |             |             |  |  |                        |                        |                        |                        |                        |                        |  |  | 여주 이씨 계실       | 여주 이씨 계실       | 여주 이씨 계실       | 여주 이씨 계실       | 여주 이씨 계실       | 여주 이씨 계실       |  |  | 광산 김씨 계실       | 광산 김씨 계실       | 광산 김씨 계실       | 광산 김씨 계실       | 광산 김씨 계실       | 광산 김씨 계실       |  |  |                         |                      |                      |                      |                      |                      |  |  |                        |                        |                        |                        |                        |                        |  |  |  |  |
|                  |                  |                  |                  |                  |                  |  |  |                  |                  |                  |                  |                  |                  |  |  |             |             |             |             |             |             |  |  |                        |                        |                        |                        |                        |                        |  |  |                      |                      |                      |                      |                      |                      |  |  |                      |                      |                      |                      |                      |                      |  |  |                         |                      |                      |                      |                      |                      |  |  |                        |                        |                        |                        |                        |                        |  |  |  |  |
|                  |                  |                  |                  |                  |                  |  |  |                  |                  |                  |                  |                  |                  |  |  |             |             |             |             |             |             |  |  |                        |                        |                        |                        |                        |                        |  |  |                      |                      |                      |                      |                      |                      |  |  | 전순혁 소실          | 전순혁 소실          | 전순혁 소실          | 전순혁 소실          | 전순혁 소실          | 전순혁 소실          |  |  | 이진완 서녀             | 이진완 서녀          | 이진완 서녀          | 이진완 서녀          | 이진완 서녀          | 이진완 서녀          |  |  |                        |                        |                        |                        |                        |                        |  |  |  |  |
|                  |                  |                  |                  |                  |                  |  |  |                  |                  |                  |                  |                  |                  |  |  |             |             |             |             |             |             |  |  |                        |                        |                        |                        |                        |                        |  |  |                      |                      |                      |                      |                      |                      |  |  | 전순혁 소실          | 전순혁 소실          | 전순혁 소실          | 전순혁 소실          | 전순혁 소실          | 전순혁 소실          |  |  | 이진완 서녀             | 이진완 서녀          | 이진완 서녀          | 이진완 서녀          | 이진완 서녀          | 이진완 서녀          |  |  |                        |                        |                        |                        |                        |                        |  |  |  |  |
|                  |                  |                  |                  |                  |                  |  |  |                  |                  |                  |                  |                  |                  |  |  |             |             |             |             |             |             |  |  |                        |                        |                        |                        |                        |                        |  |  |                      |                      |                      |                      |                      |                      |  |  |                      |                      |                      |                      |                      |                      |  |  | 윤원선 윤치소의 3남     |                      |                      |                      |                      |                      |  |  |                        |                        |                        |                        |                        |                        |  |  |  |  |
|                  |                  |                  |                  |                  |                  |  |  |                  |                  |                  |                  |                  |                  |  |  |             |             |             |             |             |             |  |  |                        |                        |                        |                        |                        |                        |  |  |                      |                      |                      |                      |                      |                      |  |  |                      |                      |                      |                      |                      |                      |  |  |                         |                      |                      |                      |                      |                      |  |  |                        |                        |                        |                        |                        |                        |  |  |  |  |
|                  |                  |                  |                  |                  |                  |  |  |                  |                  |                  |                  |                  |                  |  |  |             |             |             |             |             |             |  |  |                        |                        |                        |                        |                        |                        |  |  |                      |                      |                      |                      |                      |                      |  |  | 이문용 차남          |                      |                      |                      |                      |                      |  |  |                         |                      |                      |                      |                      |                      |  |  |                        |                        |                        |                        |                        |                        |  |  |  |  |
|                  |                  |                  |                  |                  |                  |  |  |                  |                  |                  |                  |                  |                  |  |  |             |             |             |             |             |             |  |  |                        |                        |                        |                        |                        |                        |  |  |                      |                      |                      |                      |                      |                      |  |  |                      |                      |                      |                      |                      |                      |  |  |                         |                      |                      |                      |                      |                      |  |  |                        |                        |                        |                        |                        |                        |  |  |  |  |
|                  |                  |                  |                  |                  |                  |  |  |                  |                  |                  |                  |                  |                  |  |  |             |             |             |             |             |             |  |  |                        |                        |                        |                        |                        |                        |  |  |                      |                      |                      |                      |                      |                      |  |  |                      |                      |                      |                      |                      |                      |  |  |                         |                      |                      |                      |                      |                      |  |  |                        |                        |                        |                        |                        |                        |  |  |  |  |
|                  |                  |                  |                  |                  |                  |  |  |                  |                  |                  |                  |                  |                  |  |  |             |             |             |             |             |             |  |  |                        |                        |                        |                        |                        |                        |  |  |                      |                      |                      |                      |                      |                      |  |  | 전주 이씨 장녀       |                      |                      |                      |                      |                      |  |  |                         |                      |                      |                      |                      |                      |  |  |                        |                        |                        |                        |                        |                        |  |  |  |  |
|                  |                  |                  |                  |                  |                  |  |  |                  |                  |                  |                  |                  |                  |  |  |             |             |             |             |             |             |  |  |                        |                        |                        |                        |                        |                        |  |  |                      |                      |                      |                      |                      |                      |  |  |                      |                      |                      |                      |                      |                      |  |  |                         |                      |                      |                      |                      |                      |  |  |                        |                        |                        |                        |                        |                        |  |  |  |  |
|                  |                  |                  |                  |                  |                  |  |  |                  |                  |                  |                  |                  |                  |  |  |             |             |             |             |             |             |  |  |                        |                        |                        |                        |                        |                        |  |  |                      |                      |                      |                      |                      |                      |  |  |                      |                      |                      |                      |                      |                      |  |  |                         |                      |                      |                      |                      |                      |  |  |                        |                        |                        |                        |                        |                        |  |  |  |  |
|                  |                  |                  |                  |                  |                  |  |  |                  |                  |                  |                  |                  |                  |  |  |             |             |             |             |             |             |  |  |                        |                        |                        |                        |                        |                        |  |  |                      |                      |                      |                      |                      |                      |  |  | 김인규               |                      |                      |                      |                      |                      |  |  |                         |                      |                      |                      |                      |                      |  |  |                        |                        |                        |                        |                        |                        |  |  |  |  |
|                  |                  |                  |                  |                  |                  |  |  |                  |                  |                  |                  |                  |                  |  |  |             |             |             |             |             |             |  |  |                        |                        |                        |                        |                        |                        |  |  |                      |                      |                      |                      |                      |                      |  |  |                      |                      |                      |                      |                      |                      |  |  |                         |                      |                      |                      |                      |                      |  |  |                        |                        |                        |                        |                        |                        |  |  |  |  |
|                  |                  |                  |                  |                  |                  |  |  |                  |                  |                  |                  |                  |                  |  |  |             |             |             |             |             |             |  |  |                        |                        |                        |                        |                        |                        |  |  |                      |                      |                      |                      |                      |                      |  |  | 전주 이씨 차녀       |                      |                      |                      |                      |                      |  |  |                         |                      |                      |                      |                      |                      |  |  |                        |                        |                        |                        |                        |                        |  |  |  |  |
|                  |                  |                  |                  |                  |                  |  |  |                  |                  |                  |                  |                  |                  |  |  |             |             |             |             |             |             |  |  |                        |                        |                        |                        |                        |                        |  |  |                      |                      |                      |                      |                      |                      |  |  |                      |                      |                      |                      |                      |                      |  |  |                         |                      |                      |                      |                      |                      |  |  |                        |                        |                        |                        |                        |                        |  |  |  |  |
|                  |                  |                  |                  |                  |                  |  |  |                  |                  |                  |                  |                  |                  |  |  |             |             |             |             |             |             |  |  |                        |                        |                        |                        |                        |                        |  |  |                      |                      |                      |                      |                      |                      |  |  |                      |                      |                      |                      |                      |                      |  |  |                         |                      |                      |                      |                      |                      |  |  |                        |                        |                        |                        |                        |                        |  |  |  |  |
|                  |                  |                  |                  |                  |                  |  |  |                  |                  |                  |                  |                  |                  |  |  |             |             |             |             |             |             |  |  |                        |                        |                        |                        |                        |                        |  |  |                      |                      |                      |                      |                      |                      |  |  | 김두한               |                      |                      |                      |                      |                      |  |  |                         |                      |                      |                      |                      |                      |  |  |                        |                        |                        |                        |                        |                        |  |  |  |  |
|                  |                  |                  |                  |                  |                  |  |  |                  |                  |                  |                  |                  |                  |  |  |             |             |             |             |             |             |  |  |                        |                        |                        |                        |                        |                        |  |  |                      |                      |                      |                      |                      |                      |  |  |                      |                      |                      |                      |                      |                      |  |  |                         |                      |                      |                      |                      |                      |  |  |                        |                        |                        |                        |                        |                        |  |  |  |  |
|                  |                  |                  |                  |                  |                  |  |  |                  |                  |                  |                  |                  |                  |  |  |             |             |             |             |             |             |  |  |                        |                        |                        |                        |                        |                        |  |  |                      |                      |                      |                      |                      |                      |  |  |                      |                      |                      |                      |                      |                      |  |  |                         |                      |                      |                      |                      |                      |  |  |                        |                        |                        |                        |                        |                        |  |  |  |  |
|                  |                  |                  |                  |                  |                  |  |  |                  |                  |                  |                  |                  |                  |  |  |             |             |             |             |             |             |  |  |                        |                        |                        |                        |                        |                        |  |  | 주씨 소실            | 주씨 소실            | 주씨 소실            | 주씨 소실            | 주씨 소실            | 주씨 소실            |  |  | 전주 이씨 삼녀       | 전주 이씨 삼녀       | 전주 이씨 삼녀       | 전주 이씨 삼녀       | 전주 이씨 삼녀       | 전주 이씨 삼녀       |  |  |                         |                      |                      |                      |                      |                      |  |  |                        |                        |                        |                        |                        |                        |  |  |  |  |
|                  |                  |                  |                  |                  |                  |  |  |                  |                  |                  |                  |                  |                  |  |  |             |             |             |             |             |             |  |  |                        |                        |                        |                        |                        |                        |  |  | 주씨 소실            | 주씨 소실            | 주씨 소실            | 주씨 소실            | 주씨 소실            | 주씨 소실            |  |  | 전주 이씨 삼녀       | 전주 이씨 삼녀       | 전주 이씨 삼녀       | 전주 이씨 삼녀       | 전주 이씨 삼녀       | 전주 이씨 삼녀       |  |  |                         |                      |                      |                      |                      |                      |  |  |                        |                        |                        |                        |                        |                        |  |  |  |  |
|                  |                  |                  |                  |                  |                  |  |  |                  |                  |                  |                  |                  |                  |  |  |             |             |             |             |             |             |  |  |                        |                        |                        |                        |                        |                        |  |  |                      |                      |                      |                      |                      |                      |  |  |                      |                      |                      |                      |                      |                      |  |  |                         |                      |                      |                      |                      |                      |  |  |                        |                        |                        |                        |                        |                        |  |  |  |  |
|                  |                  |                  |                  |                  |                  |  |  |                  |                  |                  |                  |                  |                  |  |  |             |             |             |             |             |             |  |  |                        |                        |                        |                        |                        |                        |  |  |                      |                      |                      |                      |                      |                      |  |  | 김규정               |                      |                      |                      |                      |                      |  |  |                         |                      |                      |                      |                      |                      |  |  |                        |                        |                        |                        |                        |                        |  |  |  |  |
|                  |                  |                  |                  |                  |                  |  |  |                  |                  |                  |                  |                  |                  |  |  |             |             |             |             |             |             |  |  |                        |                        |                        |                        |                        |                        |  |  |                      |                      |                      |                      |                      |                      |  |  |                      |                      |                      |                      |                      |                      |  |  |                         |                      |                      |                      |                      |                      |  |  |                        |                        |                        |                        |                        |                        |  |  |  |  |
|                  |                  |                  |                  |                  |                  |  |  |                  |                  |                  |                  |                  |                  |  |  |             |             |             |             |             |             |  |  |                        |                        |                        |                        |                        |                        |  |  |                      |                      |                      |                      |                      |                      |  |  |                      |                      |                      |                      |                      |                      |  |  |                         |                      |                      |                      |                      |                      |  |  |                        |                        |                        |                        |                        |                        |  |  |  |  |
|                  |                  |                  |                  |                  |                  |  |  |                  |                  |                  |                  |                  |                  |  |  |             |             |             |             |             |             |  |  |                        |                        |                        |                        |                        |                        |  |  | 이희 제26대 고종     | 이희 제26대 고종     | 이희 제26대 고종     | 이희 제26대 고종     | 이희 제26대 고종     | 이희 제26대 고종     |  |  | 이척 제27대 순종     | 이척 제27대 순종     | 이척 제27대 순종     | 이척 제27대 순종     | 이척 제27대 순종     | 이척 제27대 순종     |  |  |                         |                      |                      |                      |                      |                      |  |  |                        |                        |                        |                        |                        |                        |  |  |  |  |
|                  |                  |                  |                  |                  |                  |  |  |                  |                  |                  |                  |                  |                  |  |  |             |             |             |             |             |             |  |  |                        |                        |                        |                        |                        |                        |  |  | 이희 제26대 고종     | 이희 제26대 고종     | 이희 제26대 고종     | 이희 제26대 고종     | 이희 제26대 고종     | 이희 제26대 고종     |  |  | 이척 제27대 순종     | 이척 제27대 순종     | 이척 제27대 순종     | 이척 제27대 순종     | 이척 제27대 순종     | 이척 제27대 순종     |  |  |                         |                      |                      |                      |                      |                      |  |  |                        |                        |                        |                        |                        |                        |  |  |  |  |
|                  |                  |                  |                  |                  |                  |  |  |                  |                  |                  |                  |                  |                  |  |  |             |             |             |             |             |             |  |  |                        |                        |                        |                        |                        |                        |  |  |                      |                      |                      |                      |                      |                      |  |  |                      |                      |                      |                      |                      |                      |  |  |                         |                      |                      |                      |                      |                      |  |  |                        |                        |                        |                        |                        |                        |  |  |  |  |
|                  |                  |                  |                  |                  |                  |  |  |                  |                  |                  |                  |                  |                  |  |  |             |             |             |             |             |             |  |  |                        |                        |                        |                        |                        |                        |  |  |                      |                      |                      |                      |                      |                      |  |  |                      |                      |                      |                      |                      |                      |  |  |                         |                      |                      |                      |                      |                      |  |  |                        |                        |                        |                        |                        |                        |  |  |  |  |
|                  |                  |                  |                  |                  |                  |  |  |                  |                  |                  |                  |                  |                  |  |  |             |             |             |             |             |             |  |  |                        |                        |                        |                        |                        |                        |  |  | 여흥 민씨 명성황후   | 여흥 민씨 명성황후   | 여흥 민씨 명성황후   | 여흥 민씨 명성황후   | 여흥 민씨 명성황후   | 여흥 민씨 명성황후   |  |  | 여흥 민씨 순명효황후 | 여흥 민씨 순명효황후 | 여흥 민씨 순명효황후 | 여흥 민씨 순명효황후 | 여흥 민씨 순명효황후 | 여흥 민씨 순명효황후 |  |  |                         |                      |                      |                      |                      |                      |  |  |                        |                        |                        |                        |                        |                        |  |  |  |  |
|                  |                  |                  |                  |                  |                  |  |  |                  |                  |                  |                  |                  |                  |  |  |             |             |             |             |             |             |  |  |                        |                        |                        |                        |                        |                        |  |  | 여흥 민씨 명성황후   | 여흥 민씨 명성황후   | 여흥 민씨 명성황후   | 여흥 민씨 명성황후   | 여흥 민씨 명성황후   | 여흥 민씨 명성황후   |  |  | 여흥 민씨 순명효황후 | 여흥 민씨 순명효황후 | 여흥 민씨 순명효황후 | 여흥 민씨 순명효황후 | 여흥 민씨 순명효황후 | 여흥 민씨 순명효황후 |  |  |                         |                      |                      |                      |                      |                      |  |  |                        |                        |                        |                        |                        |                        |  |  |  |  |
|                  |                  |                  |                  |                  |                  |  |  |                  |                  |                  |                  |                  |                  |  |  |             |             |             |             |             |             |  |  |                        |                        |                        |                        |                        |                        |  |  |                      |                      |                      |                      |                      |                      |  |  | 해평 윤씨 순정효황후 |                      |                      |                      |                      |                      |  |  |                         |                      |                      |                      |                      |                      |  |  |                        |                        |                        |                        |                        |                        |  |  |  |  |
|                  |                  |                  |                  |                  |                  |  |  |                  |                  |                  |                  |                  |                  |  |  |             |             |             |             |             |             |  |  |                        |                        |                        |                        |                        |                        |  |  |                      |                      |                      |                      |                      |                      |  |  |                      |                      |                      |                      |                      |                      |  |  |                         |                      |                      |                      |                      |                      |  |  |                        |                        |                        |                        |                        |                        |  |  |  |  |
|                  |                  |                  |                  |                  |                  |  |  |                  |                  |                  |                  |                  |                  |  |  |             |             |             |             |             |             |  |  |                        |                        |                        |                        |                        |                        |  |  |                      |                      |                      |                      |                      |                      |  |  |                      |                      |                      |                      |                      |                      |  |  |                         |                      |                      |                      |                      |                      |  |  |                        |                        |                        |                        |                        |                        |  |  |  |  |
|                  |                  |                  |                  |                  |                  |  |  |                  |                  |                  |                  |                  |                  |  |  |             |             |             |             |             |             |  |  |                        |                        |                        |                        |                        |                        |  |  | 영월 엄씨 순헌황귀비 | 영월 엄씨 순헌황귀비 | 영월 엄씨 순헌황귀비 | 영월 엄씨 순헌황귀비 | 영월 엄씨 순헌황귀비 | 영월 엄씨 순헌황귀비 |  |  | 이은 의민태자        | 이은 의민태자        | 이은 의민태자        | 이은 의민태자        | 이은 의민태자        | 이은 의민태자        |  |  | 이진 장남               | 이진 장남            | 이진 장남            | 이진 장남            | 이진 장남            | 이진 장남            |  |  |                        |                        |                        |                        |                        |                        |  |  |  |  |
|                  |                  |                  |                  |                  |                  |  |  |                  |                  |                  |                  |                  |                  |  |  |             |             |             |             |             |             |  |  |                        |                        |                        |                        |                        |                        |  |  | 영월 엄씨 순헌황귀비 | 영월 엄씨 순헌황귀비 | 영월 엄씨 순헌황귀비 | 영월 엄씨 순헌황귀비 | 영월 엄씨 순헌황귀비 | 영월 엄씨 순헌황귀비 |  |  | 이은 의민태자        | 이은 의민태자        | 이은 의민태자        | 이은 의민태자        | 이은 의민태자        | 이은 의민태자        |  |  | 이진 장남               | 이진 장남            | 이진 장남            | 이진 장남            | 이진 장남            | 이진 장남            |  |  |                        |                        |                        |                        |                        |                        |  |  |  |  |
|                  |                  |                  |                  |                  |                  |  |  |                  |                  |                  |                  |                  |                  |  |  |             |             |             |             |             |             |  |  |                        |                        |                        |                        |                        |                        |  |  |                      |                      |                      |                      |                      |                      |  |  |                      |                      |                      |                      |                      |                      |  |  |                         |                      |                      |                      |                      |                      |  |  |                        |                        |                        |                        |                        |                        |  |  |  |  |
|                  |                  |                  |                  |                  |                  |  |  |                  |                  |                  |                  |                  |                  |  |  |             |             |             |             |             |             |  |  |                        |                        |                        |                        |                        |                        |  |  |                      |                      |                      |                      |                      |                      |  |  |                      |                      |                      |                      |                      |                      |  |  |                         |                      |                      |                      |                      |                      |  |  |                        |                        |                        |                        |                        |                        |  |  |  |  |
|                  |                  |                  |                  |                  |                  |  |  |                  |                  |                  |                  |                  |                  |  |  |             |             |             |             |             |             |  |  |                        |                        |                        |                        |                        |                        |  |  |                      |                      |                      |                      |                      |                      |  |  | 마사코 의민태자비    | 마사코 의민태자비    | 마사코 의민태자비    | 마사코 의민태자비    | 마사코 의민태자비    | 마사코 의민태자비    |  |  | 이구 차남               | 이구 차남            | 이구 차남            | 이구 차남            | 이구 차남            | 이구 차남            |  |  | 이원 의친왕 9남의 장남 | 이원 의친왕 9남의 장남 | 이원 의친왕 9남의 장남 | 이원 의친왕 9남의 장남 | 이원 의친왕 9남의 장남 | 이원 의친왕 9남의 장남 |  |  |  |  |
|                  |                  |                  |                  |                  |                  |  |  |                  |                  |                  |                  |                  |                  |  |  |             |             |             |             |             |             |  |  |                        |                        |                        |                        |                        |                        |  |  |                      |                      |                      |                      |                      |                      |  |  | 마사코 의민태자비    | 마사코 의민태자비    | 마사코 의민태자비    | 마사코 의민태자비    | 마사코 의민태자비    | 마사코 의민태자비    |  |  | 이구 차남               | 이구 차남            | 이구 차남            | 이구 차남            | 이구 차남            | 이구 차남            |  |  | 이원 의친왕 9남의 장남 | 이원 의친왕 9남의 장남 | 이원 의친왕 9남의 장남 | 이원 의친왕 9남의 장남 | 이원 의친왕 9남의 장남 | 이원 의친왕 9남의 장남 |  |  |  |  |
|                  |                  |                  |                  |                  |                  |  |  |                  |                  |                  |                  |                  |                  |  |  |             |             |             |             |             |             |  |  |                        |                        |                        |                        |                        |                        |  |  |                      |                      |                      |                      |                      |                      |  |  |                      |                      |                      |                      |                      |                      |  |  |                         |                      |                      |                      |                      |                      |  |  |                        |                        |                        |                        |                        |                        |  |  |  |  |
|                  |                  |                  |                  |                  |                  |  |  |                  |                  |                  |                  |                  |                  |  |  |             |             |             |             |             |             |  |  |                        |                        |                        |                        |                        |                        |  |  |                      |                      |                      |                      |                      |                      |  |  |                      |                      |                      |                      |                      |                      |  |  | 줄리아 멀록 1982년 이혼 |                      |                      |                      |                      |                      |  |  |                        |                        |                        |                        |                        |                        |  |  |  |  |
|                  |                  |                  |                  |                  |                  |  |  |                  |                  |                  |                  |                  |                  |  |  |             |             |             |             |             |             |  |  |                        |                        |                        |                        |                        |                        |  |  |                      |                      |                      |                      |                      |                      |  |  |                      |                      |                      |                      |                      |                      |  |  |                         |                      |                      |                      |                      |                      |  |  |                        |                        |                        |                        |                        |                        |  |  |  |  |
|                  |                  |                  |                  |                  |                  |  |  |                  |                  |                  |                  |                  |                  |  |  |             |             |             |             |             |             |  |  |                        |                        |                        |                        |                        |                        |  |  |                      |                      |                      |                      |                      |                      |  |  |                      |                      |                      |                      |                      |                      |  |  |                         |                      |                      |                      |                      |                      |  |  |                        |                        |                        |                        |                        |                        |  |  |  |  |
|                  |                  |                  |                  |                  |                  |  |  |                  |                  |                  |                  |                  |                  |  |  |             |             |             |             |             |             |  |  |                        |                        |                        |                        |                        |                        |  |  | 경주 이씨 귀인       | 경주 이씨 귀인       | 경주 이씨 귀인       | 경주 이씨 귀인       | 경주 이씨 귀인       | 경주 이씨 귀인       |  |  | 이선 완친왕          | 이선 완친왕          | 이선 완친왕          | 이선 완친왕          | 이선 완친왕          | 이선 완친왕          |  |  |                         |                      |                      |                      |                      |                      |  |  |                        |                        |                        |                        |                        |                        |  |  |  |  |
|                  |                  |                  |                  |                  |                  |  |  |                  |                  |                  |                  |                  |                  |  |  |             |             |             |             |             |             |  |  |                        |                        |                        |                        |                        |                        |  |  | 경주 이씨 귀인       | 경주 이씨 귀인       | 경주 이씨 귀인       | 경주 이씨 귀인       | 경주 이씨 귀인       | 경주 이씨 귀인       |  |  | 이선 완친왕          | 이선 완친왕          | 이선 완친왕          | 이선 완친왕          | 이선 완친왕          | 이선 완친왕          |  |  |                         |                      |                      |                      |                      |                      |  |  |                        |                        |                        |                        |                        |                        |  |  |  |  |
|                  |                  |                  |                  |                  |                  |  |  |                  |                  |                  |                  |                  |                  |  |  |             |             |             |             |             |             |  |  |                        |                        |                        |                        |                        |                        |  |  |                      |                      |                      |                      |                      |                      |  |  |                      |                      |                      |                      |                      |                      |  |  |                         |                      |                      |                      |                      |                      |  |  |                        |                        |                        |                        |                        |                        |  |  |  |  |
|                  |                  |                  |                  |                  |                  |  |  |                  |                  |                  |                  |                  |                  |  |  |             |             |             |             |             |             |  |  |                        |                        |                        |                        |                        |                        |  |  |                      |                      |                      |                      |                      |                      |  |  |                      |                      |                      |                      |                      |                      |  |  |                         |                      |                      |                      |                      |                      |  |  |                        |                        |                        |                        |                        |                        |  |  |  |  |
|                  |                  |                  |                  |                  |                  |  |  |                  |                  |                  |                  |                  |                  |  |  |             |             |             |             |             |             |  |  |                        |                        |                        |                        |                        |                        |  |  | 덕수 장씨 귀인       | 덕수 장씨 귀인       | 덕수 장씨 귀인       | 덕수 장씨 귀인       | 덕수 장씨 귀인       | 덕수 장씨 귀인       |  |  | 이강 의친왕          | 이강 의친왕          | 이강 의친왕          | 이강 의친왕          | 이강 의친왕          | 이강 의친왕          |  |  |                         |                      |                      |                      |                      |                      |  |  |                        |                        |                        |                        |                        |                        |  |  |  |  |
|                  |                  |                  |                  |                  |                  |  |  |                  |                  |                  |                  |                  |                  |  |  |             |             |             |             |             |             |  |  |                        |                        |                        |                        |                        |                        |  |  | 덕수 장씨 귀인       | 덕수 장씨 귀인       | 덕수 장씨 귀인       | 덕수 장씨 귀인       | 덕수 장씨 귀인       | 덕수 장씨 귀인       |  |  | 이강 의친왕          | 이강 의친왕          | 이강 의친왕          | 이강 의친왕          | 이강 의친왕          | 이강 의친왕          |  |  |                         |                      |                      |                      |                      |                      |  |  |                        |                        |                        |                        |                        |                        |  |  |  |  |
|                  |                  |                  |                  |                  |                  |  |  |                  |                  |                  |                  |                  |                  |  |  |             |             |             |             |             |             |  |  |                        |                        |                        |                        |                        |                        |  |  |                      |                      |                      |                      |                      |                      |  |  |                      |                      |                      |                      |                      |                      |  |  |                         |                      |                      |                      |                      |                      |  |  |                        |                        |                        |                        |                        |                        |  |  |  |  |
|                  |                  |                  |                  |                  |                  |  |  |                  |                  |                  |                  |                  |                  |  |  |             |             |             |             |             |             |  |  |                        |                        |                        |                        |                        |                        |  |  |                      |                      |                      |                      |                      |                      |  |  | 연안 김씨 의친왕비   |                      |                      |                      |                      |                      |  |  |                         |                      |                      |                      |                      |                      |  |  |                        |                        |                        |                        |                        |                        |  |  |  |  |
|                  |                  |                  |                  |                  |                  |  |  |                  |                  |                  |                  |                  |                  |  |  |             |             |             |             |             |             |  |  |                        |                        |                        |                        |                        |                        |  |  |                      |                      |                      |                      |                      |                      |  |  |                      |                      |                      |                      |                      |                      |  |  |                         |                      |                      |                      |                      |                      |  |  |                        |                        |                        |                        |                        |                        |  |  |  |  |
|                  |                  |                  |                  |                  |                  |  |  |                  |                  |                  |                  |                  |                  |  |  |             |             |             |             |             |             |  |  |                        |                        |                        |                        |                        |                        |  |  |                      |                      |                      |                      |                      |                      |  |  |                      |                      |                      |                      |                      |                      |  |  |                         |                      |                      |                      |                      |                      |  |  |                        |                        |                        |                        |                        |                        |  |  |  |  |
|                  |                  |                  |                  |                  |                  |  |  |                  |                  |                  |                  |                  |                  |  |  |             |             |             |             |             |             |  |  |                        |                        |                        |                        |                        |                        |  |  |                      |                      |                      |                      |                      |                      |  |  | 수관당 정씨 측실     | 수관당 정씨 측실     | 수관당 정씨 측실     | 수관당 정씨 측실     | 수관당 정씨 측실     | 수관당 정씨 측실     |  |  | 이건 장남               | 이건 장남            | 이건 장남            | 이건 장남            | 이건 장남            | 이건 장남            |  |  | 이충 장남              | 이충 장남              | 이충 장남              | 이충 장남              | 이충 장남              | 이충 장남              |  |  |  |  |
|                  |                  |                  |                  |                  |                  |  |  |                  |                  |                  |                  |                  |                  |  |  |             |             |             |             |             |             |  |  |                        |                        |                        |                        |                        |                        |  |  |                      |                      |                      |                      |                      |                      |  |  | 수관당 정씨 측실     | 수관당 정씨 측실     | 수관당 정씨 측실     | 수관당 정씨 측실     | 수관당 정씨 측실     | 수관당 정씨 측실     |  |  | 이건 장남               | 이건 장남            | 이건 장남            | 이건 장남            | 이건 장남            | 이건 장남            |  |  | 이충 장남              | 이충 장남              | 이충 장남              | 이충 장남              | 이충 장남              | 이충 장남              |  |  |  |  |
|                  |                  |                  |                  |                  |                  |  |  |                  |                  |                  |                  |                  |                  |  |  |             |             |             |             |             |             |  |  |                        |                        |                        |                        |                        |                        |  |  |                      |                      |                      |                      |                      |                      |  |  |                      |                      |                      |                      |                      |                      |  |  |                         |                      |                      |                      |                      |                      |  |  |                        |                        |                        |                        |                        |                        |  |  |  |  |
|                  |                  |                  |                  |                  |                  |  |  |                  |                  |                  |                  |                  |                  |  |  |             |             |             |             |             |             |  |  |                        |                        |                        |                        |                        |                        |  |  |                      |                      |                      |                      |                      |                      |  |  |                      |                      |                      |                      |                      |                      |  |  |                         |                      |                      |                      |                      |                      |  |  |                        |                        |                        |                        |                        |                        |  |  |  |  |
|                  |                  |                  |                  |                  |                  |  |  |                  |                  |                  |                  |                  |                  |  |  |             |             |             |             |             |             |  |  |                        |                        |                        |                        |                        |                        |  |  |                      |                      |                      |                      |                      |                      |  |  |                      |                      |                      |                      |                      |                      |  |  | 요시코 1951년 이혼      | 요시코 1951년 이혼   | 요시코 1951년 이혼   | 요시코 1951년 이혼   | 요시코 1951년 이혼   | 요시코 1951년 이혼   |  |  | 이옥자 장녀            | 이옥자 장녀            | 이옥자 장녀            | 이옥자 장녀            | 이옥자 장녀            | 이옥자 장녀            |  |  |  |  |
|                  |                  |                  |                  |                  |                  |  |  |                  |                  |                  |                  |                  |                  |  |  |             |             |             |             |             |             |  |  |                        |                        |                        |                        |                        |                        |  |  |                      |                      |                      |                      |                      |                      |  |  |                      |                      |                      |                      |                      |                      |  |  | 요시코 1951년 이혼      | 요시코 1951년 이혼   | 요시코 1951년 이혼   | 요시코 1951년 이혼   | 요시코 1951년 이혼   | 요시코 1951년 이혼   |  |  | 이옥자 장녀            | 이옥자 장녀            | 이옥자 장녀            | 이옥자 장녀            | 이옥자 장녀            | 이옥자 장녀            |  |  |  |  |
|                  |                  |                  |                  |                  |                  |  |  |                  |                  |                  |                  |                  |                  |  |  |             |             |             |             |             |             |  |  |                        |                        |                        |                        |                        |                        |  |  |                      |                      |                      |                      |                      |                      |  |  |                      |                      |                      |                      |                      |                      |  |  |                         |                      |                      |                      |                      |                      |  |  |                        |                        |                        |                        |                        |                        |  |  |  |  |
|                  |                  |                  |                  |                  |                  |  |  |                  |                  |                  |                  |                  |                  |  |  |             |             |             |             |             |             |  |  |                        |                        |                        |                        |                        |                        |  |  |                      |                      |                      |                      |                      |                      |  |  |                      |                      |                      |                      |                      |                      |  |  |                         |                      |                      |                      |                      |                      |  |  | 이기 차남              |                        |                        |                        |                        |                        |  |  |  |  |
|                  |                  |                  |                  |                  |                  |  |  |                  |                  |                  |                  |                  |                  |  |  |             |             |             |             |             |             |  |  |                        |                        |                        |                        |                        |                        |  |  |                      |                      |                      |                      |                      |                      |  |  |                      |                      |                      |                      |                      |                      |  |  |                         |                      |                      |                      |                      |                      |  |  |                        |                        |                        |                        |                        |                        |  |  |  |  |
|                  |                  |                  |                  |                  |                  |  |  |                  |                  |                  |                  |                  |                  |  |  |             |             |             |             |             |             |  |  |                        |                        |                        |                        |                        |                        |  |  |                      |                      |                      |                      |                      |                      |  |  |                      |                      |                      |                      |                      |                      |  |  |                         |                      |                      |                      |                      |                      |  |  |                        |                        |                        |                        |                        |                        |  |  |  |  |
|                  |                  |                  |                  |                  |                  |  |  |                  |                  |                  |                  |                  |                  |  |  |             |             |             |             |             |             |  |  |                        |                        |                        |                        |                        |                        |  |  |                      |                      |                      |                      |                      |                      |  |  |                      |                      |                      |                      |                      |                      |  |  |                         |                      |                      |                      |                      |                      |  |  |                        |                        |                        |                        |                        |                        |  |  |  |  |
|                  |                  |                  |                  |                  |                  |  |  |                  |                  |                  |                  |                  |                  |  |  |             |             |             |             |             |             |  |  |                        |                        |                        |                        |                        |                        |  |  |                      |                      |                      |                      |                      |                      |  |  | 함개봉 측실          | 함개봉 측실          | 함개봉 측실          | 함개봉 측실          | 함개봉 측실          | 함개봉 측실          |  |  | 이갑 9남                | 이갑 9남             | 이갑 9남             | 이갑 9남             | 이갑 9남             | 이갑 9남             |  |  |                        |                        |                        |                        |                        |                        |  |  |  |  |
|                  |                  |                  |                  |                  |                  |  |  |                  |                  |                  |                  |                  |                  |  |  |             |             |             |             |             |             |  |  |                        |                        |                        |                        |                        |                        |  |  |                      |                      |                      |                      |                      |                      |  |  | 함개봉 측실          | 함개봉 측실          | 함개봉 측실          | 함개봉 측실          | 함개봉 측실          | 함개봉 측실          |  |  | 이갑 9남                | 이갑 9남             | 이갑 9남             | 이갑 9남             | 이갑 9남             | 이갑 9남             |  |  |                        |                        |                        |                        |                        |                        |  |  |  |  |
|                  |                  |                  |                  |                  |                  |  |  |                  |                  |                  |                  |                  |                  |  |  |             |             |             |             |             |             |  |  |                        |                        |                        |                        |                        |                        |  |  |                      |                      |                      |                      |                      |                      |  |  |                      |                      |                      |                      |                      |                      |  |  |                         |                      |                      |                      |                      |                      |  |  |                        |                        |                        |                        |                        |                        |  |  |  |  |
|                  |                  |                  |                  |                  |                  |  |  |                  |                  |                  |                  |                  |                  |  |  |             |             |             |             |             |             |  |  |                        |                        |                        |                        |                        |                        |  |  |                      |                      |                      |                      |                      |                      |  |  |                      |                      |                      |                      |                      |                      |  |  |                         |                      |                      |                      |                      |                      |  |  |                        |                        |                        |                        |                        |                        |  |  |  |  |
|                  |                  |                  |                  |                  |                  |  |  |                  |                  |                  |                  |                  |                  |  |  |             |             |             |             |             |             |  |  |                        |                        |                        |                        |                        |                        |  |  | 청주 양씨 귀인       | 청주 양씨 귀인       | 청주 양씨 귀인       | 청주 양씨 귀인       | 청주 양씨 귀인       | 청주 양씨 귀인       |  |  | 이덕혜 덕혜옹주      | 이덕혜 덕혜옹주      | 이덕혜 덕혜옹주      | 이덕혜 덕혜옹주      | 이덕혜 덕혜옹주      | 이덕혜 덕혜옹주      |  |  | 소 마사에               | 소 마사에            | 소 마사에            | 소 마사에            | 소 마사에            | 소 마사에            |  |  |                        |                        |                        |                        |                        |                        |  |  |  |  |
|                  |                  |                  |                  |                  |                  |  |  |                  |                  |                  |                  |                  |                  |  |  |             |             |             |             |             |             |  |  |                        |                        |                        |                        |                        |                        |  |  | 청주 양씨 귀인       | 청주 양씨 귀인       | 청주 양씨 귀인       | 청주 양씨 귀인       | 청주 양씨 귀인       | 청주 양씨 귀인       |  |  | 이덕혜 덕혜옹주      | 이덕혜 덕혜옹주      | 이덕혜 덕혜옹주      | 이덕혜 덕혜옹주      | 이덕혜 덕혜옹주      | 이덕혜 덕혜옹주      |  |  | 소 마사에               | 소 마사에            | 소 마사에            | 소 마사에            | 소 마사에            | 소 마사에            |  |  |                        |                        |                        |                        |                        |                        |  |  |  |  |
|                  |                  |                  |                  |                  |                  |  |  |                  |                  |                  |                  |                  |                  |  |  |             |             |             |             |             |             |  |  |                        |                        |                        |                        |                        |                        |  |  |                      |                      |                      |                      |                      |                      |  |  |                      |                      |                      |                      |                      |                      |  |  |                         |                      |                      |                      |                      |                      |  |  |                        |                        |                        |                        |                        |                        |  |  |  |  |
|                  |                  |                  |                  |                  |                  |  |  |                  |                  |                  |                  |                  |                  |  |  |             |             |             |             |             |             |  |  |                        |                        |                        |                        |                        |                        |  |  |                      |                      |                      |                      |                      |                      |  |  |                      |                      |                      |                      |                      |                      |  |  |                         |                      |                      |                      |                      |                      |  |  |                        |                        |                        |                        |                        |                        |  |  |  |  |
|                  |                  |                  |                  |                  |                  |  |  |                  |                  |                  |                  |                  |                  |  |  |             |             |             |             |             |             |  |  |                        |                        |                        |                        |                        |                        |  |  |                      |                      |                      |                      |                      |                      |  |  | 소 다케유키 백작     |                      |                      |                      |                      |                      |  |  |                         |                      |                      |                      |                      |                      |  |  |                        |                        |                        |                        |                        |                        |  |  |  |  |
|                  |                  |                  |                  |                  |                  |  |  |                  |                  |                  |                  |                  |                  |  |  |             |             |             |             |             |             |  |  |                        |                        |                        |                        |                        |                        |  |  |                      |                      |                      |                      |                      |                      |  |  |                      |                      |                      |                      |                      |                      |  |  |                         |                      |                      |                      |                      |                      |  |  |                        |                        |                        |                        |                        |                        |  |  |  |  |
|                  |                  |                  |                  |                  |                  |  |  |                  |                  |                  |                  |                  |                  |  |  |             |             |             |             |             |             |  |  |                        |                        |                        |                        |                        |                        |  |  | 전주 이씨 장녀       |                      |                      |                      |                      |                      |  |  |                      |                      |                      |                      |                      |                      |  |  |                         |                      |                      |                      |                      |                      |  |  |                        |                        |                        |                        |                        |                        |  |  |  |  |
|                  |                  |                  |                  |                  |                  |  |  |                  |                  |                  |                  |                  |                  |  |  |             |             |             |             |             |             |  |  |                        |                        |                        |                        |                        |                        |  |  |                      |                      |                      |                      |                      |                      |  |  |                      |                      |                      |                      |                      |                      |  |  |                         |                      |                      |                      |                      |                      |  |  |                        |                        |                        |                        |                        |                        |  |  |  |  |
|                  |                  |                  |                  |                  |                  |  |  |                  |                  |                  |                  |                  |                  |  |  |             |             |             |             |             |             |  |  |                        |                        |                        |                        |                        |                        |  |  |                      |                      |                      |                      |                      |                      |  |  |                      |                      |                      |                      |                      |                      |  |  |                         |                      |                      |                      |                      |                      |  |  |                        |                        |                        |                        |                        |                        |  |  |  |  |
|                  |                  |                  |                  |                  |                  |  |  |                  |                  |                  |                  |                  |                  |  |  |             |             |             |             |             |             |  |  |                        |                        |                        |                        |                        |                        |  |  | 조경호               |                      |                      |                      |                      |                      |  |  |                      |                      |                      |                      |                      |                      |  |  |                         |                      |                      |                      |                      |                      |  |  |                        |                        |                        |                        |                        |                        |  |  |  |  |
|                  |                  |                  |                  |                  |                  |  |  |                  |                  |                  |                  |                  |                  |  |  |             |             |             |             |             |             |  |  |                        |                        |                        |                        |                        |                        |  |  |                      |                      |                      |                      |                      |                      |  |  |                      |                      |                      |                      |                      |                      |  |  |                         |                      |                      |                      |                      |                      |  |  |                        |                        |                        |                        |                        |                        |  |  |  |  |
|                  |                  |                  |                  |                  |                  |  |  |                  |                  |                  |                  |                  |                  |  |  |             |             |             |             |             |             |  |  |                        |                        |                        |                        |                        |                        |  |  | 전주 이씨 삼녀       |                      |                      |                      |                      |                      |  |  |                      |                      |                      |                      |                      |                      |  |  |                         |                      |                      |                      |                      |                      |  |  |                        |                        |                        |                        |                        |                        |  |  |  |  |
|                  |                  |                  |                  |                  |                  |  |  |                  |                  |                  |                  |                  |                  |  |  |             |             |             |             |             |             |  |  |                        |                        |                        |                        |                        |                        |  |  |                      |                      |                      |                      |                      |                      |  |  |                      |                      |                      |                      |                      |                      |  |  |                         |                      |                      |                      |                      |                      |  |  |                        |                        |                        |                        |                        |                        |  |  |  |  |
|                  |                  |                  |                  |                  |                  |  |  |                  |                  |                  |                  |                  |                  |  |  |             |             |             |             |             |             |  |  |                        |                        |                        |                        |                        |                        |  |  |                      |                      |                      |                      |                      |                      |  |  |                      |                      |                      |                      |                      |                      |  |  |                         |                      |                      |                      |                      |                      |  |  |                        |                        |                        |                        |                        |                        |  |  |  |  |
|                  |                  |                  |                  |                  |                  |  |  |                  |                  |                  |                  |                  |                  |  |  |             |             |             |             |             |             |  |  |                        |                        |                        |                        |                        |                        |  |  | 조정구               |                      |                      |                      |                      |                      |  |  |                      |                      |                      |                      |                      |                      |  |  |                         |                      |                      |                      |                      |                      |  |  |                        |                        |                        |                        |                        |                        |  |  |  |  |
|                  |                  |                  |                  |                  |                  |  |  |                  |                  |                  |                  |                  |                  |  |  |             |             |             |             |             |             |  |  |                        |                        |                        |                        |                        |                        |  |  |                      |                      |                      |                      |                      |                      |  |  |                      |                      |                      |                      |                      |                      |  |  |                         |                      |                      |                      |                      |                      |  |  |                        |                        |                        |                        |                        |                        |  |  |  |  |
|                  |                  |                  |                  |                  |                  |  |  |                  |                  |                  |                  |                  |                  |  |  |             |             |             |             |             |             |  |  |                        |                        |                        |                        |                        |                        |  |  |                      |                      |                      |                      |                      |                      |  |  |                      |                      |                      |                      |                      |                      |  |  |                         |                      |                      |                      |                      |                      |  |  |                        |                        |                        |                        |                        |                        |  |  |  |  |
|                  |                  |                  |                  |                  |                  |  |  |                  |                  |                  |                  |                  |                  |  |  |             |             |             |             |             |             |  |  | 계성월 소실            | 계성월 소실            | 계성월 소실            | 계성월 소실            | 계성월 소실            | 계성월 소실            |  |  | 이재선 완은군        | 이재선 완은군        | 이재선 완은군        | 이재선 완은군        | 이재선 완은군        | 이재선 완은군        |  |  | 이주용               | 이주용               | 이주용               | 이주용               | 이주용               | 이주용               |  |  |                         |                      |                      |                      |                      |                      |  |  |                        |                        |                        |                        |                        |                        |  |  |  |  |
|                  |                  |                  |                  |                  |                  |  |  |                  |                  |                  |                  |                  |                  |  |  |             |             |             |             |             |             |  |  | 계성월 소실            | 계성월 소실            | 계성월 소실            | 계성월 소실            | 계성월 소실            | 계성월 소실            |  |  | 이재선 완은군        | 이재선 완은군        | 이재선 완은군        | 이재선 완은군        | 이재선 완은군        | 이재선 완은군        |  |  | 이주용               | 이주용               | 이주용               | 이주용               | 이주용               | 이주용               |  |  |                         |                      |                      |                      |                      |                      |  |  |                        |                        |                        |                        |                        |                        |  |  |  |  |
|                  |                  |                  |                  |                  |                  |  |  |                  |                  |                  |                  |                  |                  |  |  |             |             |             |             |             |             |  |  |                        |                        |                        |                        |                        |                        |  |  |                      |                      |                      |                      |                      |                      |  |  |                      |                      |                      |                      |                      |                      |  |  |                         |                      |                      |                      |                      |                      |  |  |                        |                        |                        |                        |                        |                        |  |  |  |  |
|                  |                  |                  |                  |                  |                  |  |  |                  |                  |                  |                  |                  |                  |  |  |             |             |             |             |             |             |  |  |                        |                        |                        |                        |                        |                        |  |  | 전주 이씨 차녀       |                      |                      |                      |                      |                      |  |  |                      |                      |                      |                      |                      |                      |  |  |                         |                      |                      |                      |                      |                      |  |  |                        |                        |                        |                        |                        |                        |  |  |  |  |
|                  |                  |                  |                  |                  |                  |  |  |                  |                  |                  |                  |                  |                  |  |  |             |             |             |             |             |             |  |  |                        |                        |                        |                        |                        |                        |  |  |                      |                      |                      |                      |                      |                      |  |  |                      |                      |                      |                      |                      |                      |  |  |                         |                      |                      |                      |                      |                      |  |  |                        |                        |                        |                        |                        |                        |  |  |  |  |
|                  |                  |                  |                  |                  |                  |  |  |                  |                  |                  |                  |                  |                  |  |  |             |             |             |             |             |             |  |  |                        |                        |                        |                        |                        |                        |  |  |                      |                      |                      |                      |                      |                      |  |  |                      |                      |                      |                      |                      |                      |  |  |                         |                      |                      |                      |                      |                      |  |  |                        |                        |                        |                        |                        |                        |  |  |  |  |
|                  |                  |                  |                  |                  |                  |  |  |                  |                  |                  |                  |                  |                  |  |  |             |             |             |             |             |             |  |  |                        |                        |                        |                        |                        |                        |  |  | 이윤용 남작          |                      |                      |                      |                      |                      |  |  |                      |                      |                      |                      |                      |                      |  |  |                         |                      |                      |                      |                      |                      |  |  |                        |                        |                        |                        |                        |                        |  |  |  |  |

| 대한제국의 제후왕 | 흥선헌의대원왕 興宣獻懿大院王 | 출생 | 1820년 조선 한성부 안국동                        |
| 대한제국의 제후왕 | 흥선헌의대원왕 興宣獻懿大院王 | 사망 | 1898년 (77세) 대한제국 한성부 용산방 공덕리 사저 |

|    |                                 | 본관 | 생몰년          | 부모                              | 비고                              |
| -- | ------------------------------- | ---- | --------------- | --------------------------------- | --------------------------------- |
| 부 | 남연군 南延君                   | 전주 | 1788년 - 1836년 | 이병원 李秉源 연일 정씨 延日 鄭氏 | 장조 의황제의 4남 은신군에게 입적 |
| 모 | 여흥군부인 민씨 驪興郡夫人 閔氏 | 여흥 | 1784년 - 1831년 | 민경혁 閔景爀 청주 한씨 淸州 韓氏 |                                   |

|        | 시호                            | 본관 | 생몰년          | 부모                              | 비고                                   |
| ------ | ------------------------------- | ---- | --------------- | --------------------------------- | -------------------------------------- |
| 제후비 | 순목대원비 민씨 純穆大院妃 閔氏 | 여흥 | 1818년 - 1898년 | 민치구 閔致久 전주 이씨 全州 李氏 | 조선의 부대부인 대한제국의 추존 제후비 |

| 작호 | 이름          | 생몰년        | 부모           | 비고 |
| ---- | ------------- | ------------- | -------------- | ---- |
|      | 계성월 桂成月 | 미상          | 계씨 桂氏 미상 |      |
|      | 추선 秋善     | 미상 - 1885년 | 추씨 秋氏 미상 |      |
|      | 서씨 徐氏     | 미상 - 1914년 | 서씨 徐氏 미상 |      |

| 작호 | 작호                                  | 이름            | 생몰년          | 생모            | 배우자                                                  | 비고                              |
| ---- | ------------------------------------- | --------------- | --------------- | --------------- | ------------------------------------------------------- | --------------------------------- |
| 1    | 완은군 完恩君                         | 재선 載先       | 1841년 - 1881년 | 계성월          | 완은군부인 신씨 完恩君夫人 申氏                         | 1881년(고종 18년) 사사됨          |
| 2    | 흥친왕 興親王 완흥군 完興君           | 재면 載冕       | 1845년 - 1912년 | 순목대원비 민씨 | 흥친왕비 홍씨 興親王妃 洪氏 흥친왕비 이씨 興親王妃 李氏 |                                   |
| 3    |                                       | 재황 載晃 희 㷩 | 1852년 - 1919년 | 순목대원비 민씨 | 명성태황후 민씨 明成太皇后 閔氏 명성황후 明成皇后       | 제26대 국왕 '대한제국의 초대 황제 |
| 3    | 고종 태황제 高宗 太皇帝 익성군 益成君 | 재황 載晃 희 㷩 | 1852년 - 1919년 | 순목대원비 민씨 | 명성태황후 민씨 明成太皇后 閔氏 명성황후 明成皇后       | 제26대 국왕 '대한제국의 초대 황제 |

| 작호 | 작호      | 이름 | 생몰년          | 생모            | 배우자          | 비고 |
| ---- | --------- | ---- | --------------- | --------------- | --------------- | ---- |
| 1    | 공주 公主 | 이씨 | 1838년 - 1869년 | 순목대원비 민씨 | 조경호 (趙慶鎬) |      |
| 2    | 옹주 翁主 | 이씨 | 1855년 - 1869년 | 계성월          | 이윤용 (李允用) |      |
| 3    | 공주 公主 | 이씨 | 1861년 - 1899년 | 순목대원비 민씨 | 조정구 (趙鼎九) |      |

| ▨▨공주                                                  | ▨▨공주                                             | 완은군        | 완은군        | 흥친왕                                    | 흥친왕                                             |
| ------------------------------------------------------- | -------------------------------------------------- | ------------- | ------------- | ----------------------------------------- | -------------------------------------------------- |
| 조한국 趙漢國                                           | 김흥규의 처 조씨 이재극의 처 조씨 이면구의 처 조씨 | 이관용 李灌鎔 | 이창화 李昌和 | 이준용 李埈鎔 이문용 李汶鎔               | 김인규의 처 이씨 김두한의 처 이씨 김규정의 처 이씨 |
| 고종                                                    | 고종                                               | ▨▨옹주        | ▨▨옹주        | ▨▨공주                                    | ▨▨공주                                             |
| 완친왕 完親王 순종 純宗 의친왕 義親王 의민태자 懿愍太子 | 덕혜옹주 德惠翁主                                  | -             | -             | 조남승 趙南升 조남익 趙南益 조남복 趙南復 | 조계진 趙季珍                                      |

## 흥선대원군이 등장하는 작품

### 영화
- 김승호 - 《대원군과 민비》, 1959년
- 김승호 - 《청일전쟁과 여걸민비》, 1964년
- 신영균 - 《대원군》, 1968년
- 천호진 - 《불꽃처럼 나비처럼》, 2009년
- 김남길 - 《도리화가》, 2015년
- 유준상 - 《고산자, 대동여지도》, 2016년
- 지성 - 《명당》, 2018년

### 드라마
- 《대원군》 (MBC, 1972년 배우:전운)
- 《민비》 (MBC, 1973년 배우:김성옥)
- 《의친왕》 (MBC, 1980년 배우:김무생)
- 《이심의 비련기》 (MBC, 1981년, 배우: 이도련)
- 《풍운》 (KBS, 1982년 배우:이순재)
- 《실록 한미백년》 (MBC, 1982년 배우:최불암)
- 《이화》 (KBS, 1987년, 배우: 이호재)
- 《바람과 구름과 비》 (KBS, 1989년~1990년 배우:김흥기)
- 《대원군》 (MBC, 1990년 배우:임동진)
- 《찬란한 여명》 (KBS, 1995년~1996년 배우:변희봉)
- 《명성황후》 (KBS, 2001년~2002년 배우:유동근)
- 《닥터 진》 (MBC, 2012년 배우:이범수)
- 《조선총잡이》 (KBS, 2014년 배우:윤승원)
- 《미스터 션샤인》 (tvN, 2018년 배우:최종원)
- 《녹두꽃》 (SBS, 2019년 배우:전국환)
- 《바람과 구름과 비》 (TV조선, 2020년 배우:전광렬)

### 연극

#### 무용극
- 최현 - 무용극 명성황후, 1994년 무용극

#### 뮤지컬
- 이희정 - 2007년 - (명성황후 )

## 같이 보기
- 한국의 역사
- 이재선 (1841년)
- 한국의 군주 목록

## 참고 자료
- 고종실록
- 순종실록
- 순종실록부록
- 고종시대사
- 승정원일기
- 일성록
- 대원군 (윤승한, 삼중당서점, 1942)
- 宮廷秘話 朝鮮國太公の眦(細井肇, 昭文社, 1929)
- 이 문서에는 다음커뮤니케이션(현 카카오)에서 GFDL 또는 CC-SA 라이선스로 배포한 글로벌 세계대백과사전의 〈왕권의 재확립과 쇄국책〉 항목을 기초로 작성된 글이 포함되어 있습니다.